# 文化遺産 (世界遺産)
ユネスコが登録する世界遺産は、その特質に応じて「文化遺産」「自然遺産」「複合遺産」に分類されている。この項目では、そのうち「文化遺産」（ぶんかいさん）について扱う。
2021年の第44回世界遺産委員会拡大会合終了時点では、文化遺産は897件登録されている。

## 分類
世界遺産条約では、文化遺産は次の3つのいずれかに分類されている。

### 記念物
記念物 (monument) は世界遺産条約第1条では「建築物、記念的意義を有する彫刻及び絵画、考古学的な性質の物件及び構造物、金石文、洞穴住居並びにこれらの物件の組合せであって歴史上、芸術上又は学術上顕著な普遍的価値を有するもの」と定義されている。具体的には、ケルン大聖堂（ドイツ）のように単独の建造物が登録される物件は、これに分類されるのが普通である。

### 建造物群
建造物群 (group of buildings) は、世界遺産条約第1条では「独立し又は連続した建造物の群であって、その建築様式、均質性又は景観内の位置のために、歴史上、芸術上又は学術上顕著な普遍的価値を有するもの」と定義されている。具体的には、ポルト歴史地区（ポルトガル）のように町並みなどが登録される場合には、これが適用される。また、 ベルギーとフランスの鐘楼群のようにまとまった景観を形成していなくても、「建造物群」としてカテゴライズされるものがある。

### 遺跡
遺跡 (site) は世界遺産条約第1条では「人工の所産（自然と結合したものを含む。）及び考古学的遺跡を含む区域であって、歴史上、芸術上、民俗学上又は人類学上顕著な普遍的価値を有するもの」と定義されている。このカテゴリーにはクンタ・キンテ島と関連遺跡群（ガンビア）やキルワ・キシワニとソンゴ・ムナラの遺跡群（タンザニア）などの考古遺跡だけでなく、フィリピン・コルディリェーラの棚田群のように現存する農業文化の継承地域なども含まれる。つまり、考古遺跡よりも指し示す範囲が広いカテゴリーであり、自然遺産の登録地にもsiteが使われることもあって、「遺跡」という訳語を避け、「場所」と訳している専門家もいる。
1992年に「世界遺産条約履行のための作業指針」に「文化的景観」の概念が盛り込まれたが、これは上記3分類の「遺跡」に規定された自然と結合した人工の所産に含まれる。

## 登録基準
文化遺産として登録されるためには、登録基準に照らして「顕著な普遍的価値」を有することを世界遺産委員会で認められることが必要となる。委員会での審議に先立ち、ICOMOSが調査を行い、登録にふさわしいかどうかの勧告を行う。
文化遺産としての登録基準は以下のとおりである。
- (1) 人類の創造的才能を表現する傑作。
- (2) ある期間を通じてまたはある文化圏において、建築、技術、記念碑的芸術、都市計画、景観デザインの発展に関し、人類の価値の重要な交流を示すもの。
- (3) 現存するまたは消滅した文化的伝統または文明の、唯一のまたは少なくとも稀な証拠。
- (4) 人類の歴史上重要な時代を例証する建築様式、建築物群、技術の集積または景観の優れた例。
- (5) ある文化（または複数の文化）を代表する伝統的集落、あるいは陸上ないし海上利用の際立った例。もしくは特に不可逆的な変化の中で存続が危ぶまれている人と環境の関わりあいの際立った例。
- (6) 顕著で普遍的な意義を有する出来事、現存する伝統、思想、信仰または芸術的、文学的作品と直接にまたは明白に関連するもの（この基準は他の基準と組み合わせて用いるのが望ましいと世界遺産委員会は考えている）。

これらの基準はひとつだけの基準が適用されることよりも、複数の基準が適用されることが多い。以下、基準ごとにその基準で登録された物件の例示を行う。

### 基準（1）
- (1) 人類の創造的才能を表現する傑作。

基準（1）のみが適用されて登録された物件には、タージ・マハル（インド）、シドニー・オペラハウス（オーストラリア）、プレアヴィヒア寺院（カンボジア）がある。この基準は、「アントニ・ガウディの作品群」や「建築家ヴィクトル・オルタの主な都市邸宅群 (ブリュッセル)」のような創造的才能を発揮した個人に帰する物件にしばしば適用されるのはもちろんだが、ティヤの石碑群（エチオピア）のように制作者も制作年代も定かではない物件であっても、適用されることがある。

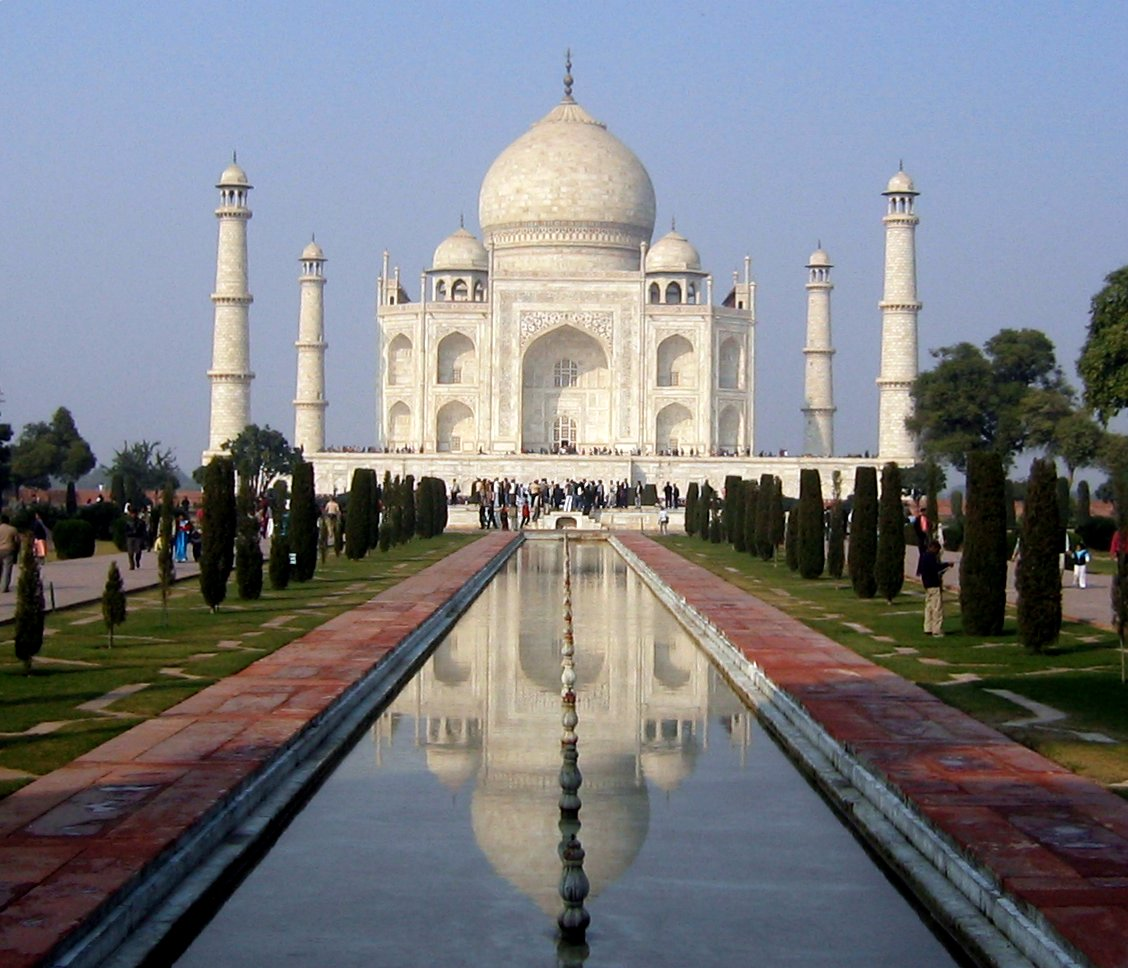
タージ・マハル
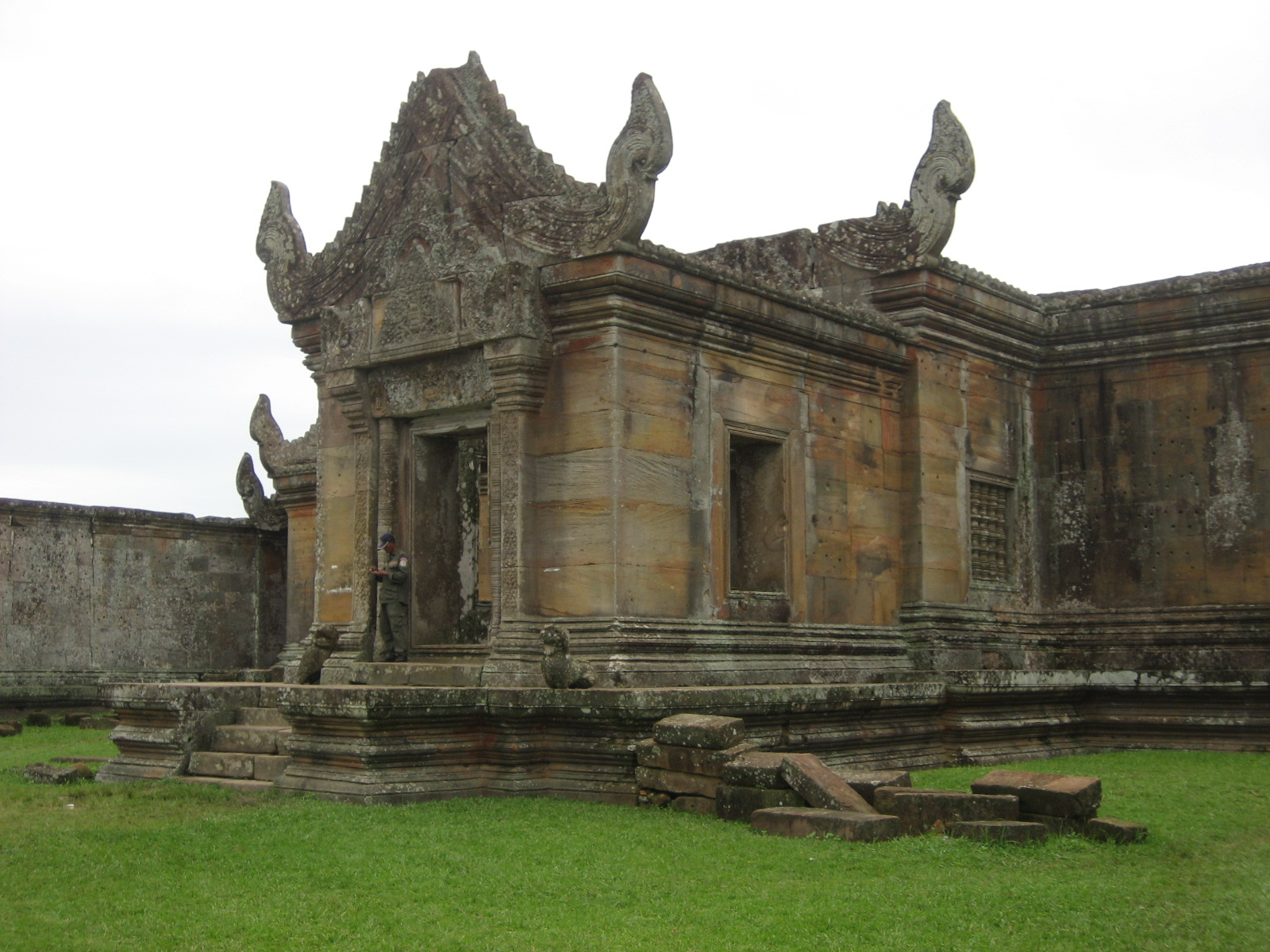
プレアヴィヒア寺院
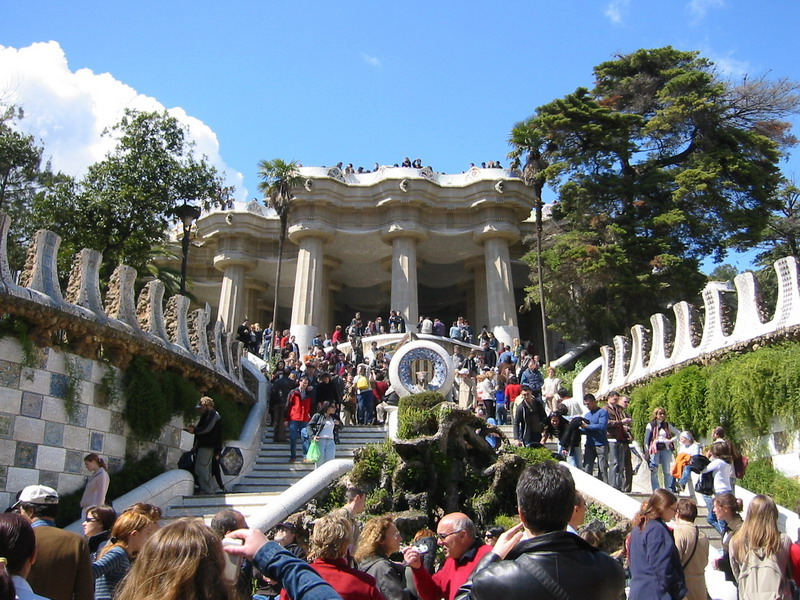
アントニ・ガウディの作品群
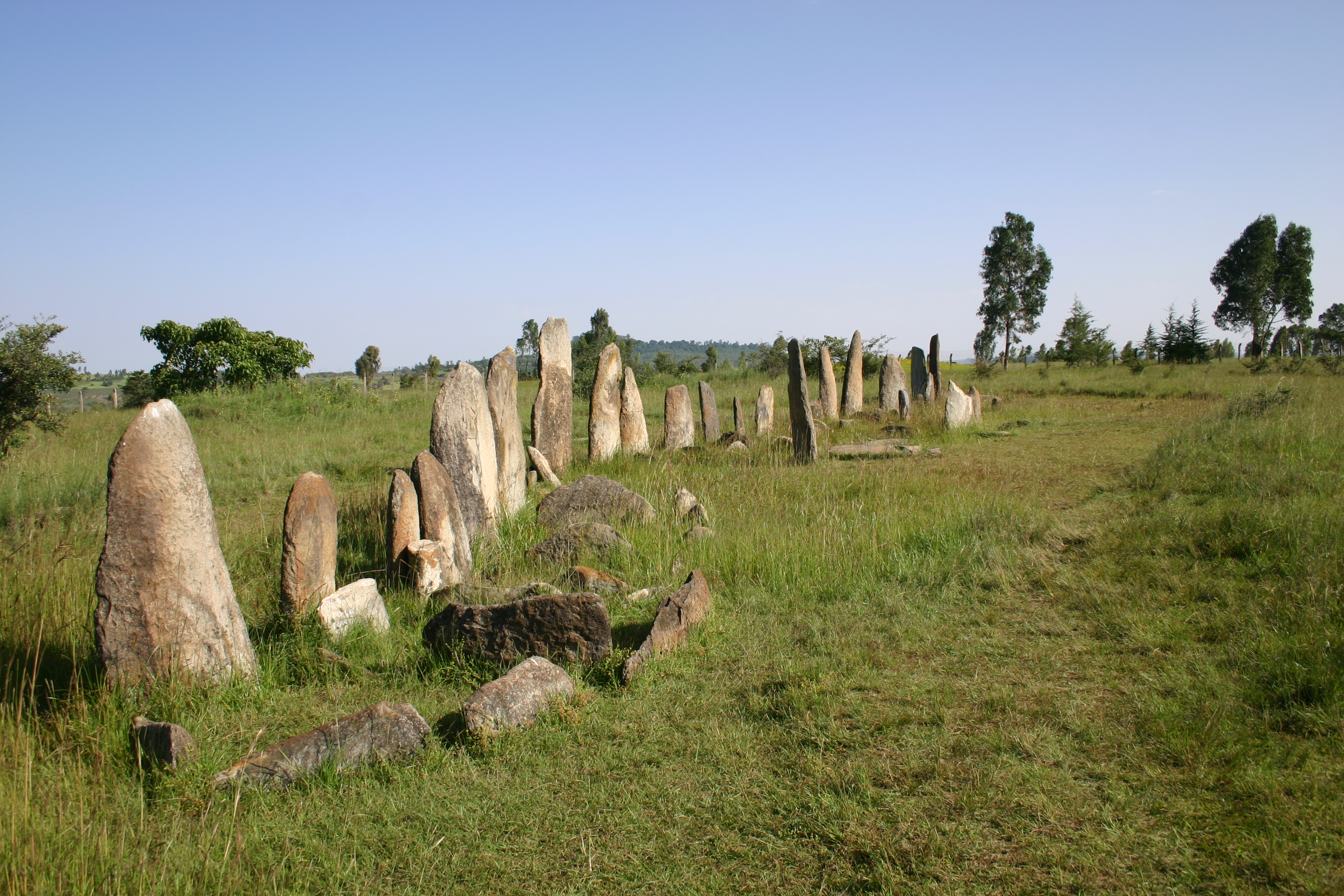
ティヤ

### 基準（2）
- (2) ある期間を通じてまたはある文化圏において、建築、技術、記念碑的芸術、都市計画、景観デザインの発展に関し、人類の価値の重要な交流を示すもの。

基準（2）のみが適用された物件には、コローメンスコエの主昇天教会（ロシア）、シュパイアー大聖堂（ドイツ）、ホレズ修道院（ルーマニア）、ゲガルド修道院とアザト川上流域（アルメニア）、スウェルの鉱山都市（チリ）、王立展示館とカールトン庭園（オーストラリア）などがある。交易上の要衝など、文化交流に寄与した文化遺産にも適用される基準である。そうした例としては、シルクロード:長安-天山回廊の交易路網（中国、カザフスタン、キルギス）などがある。

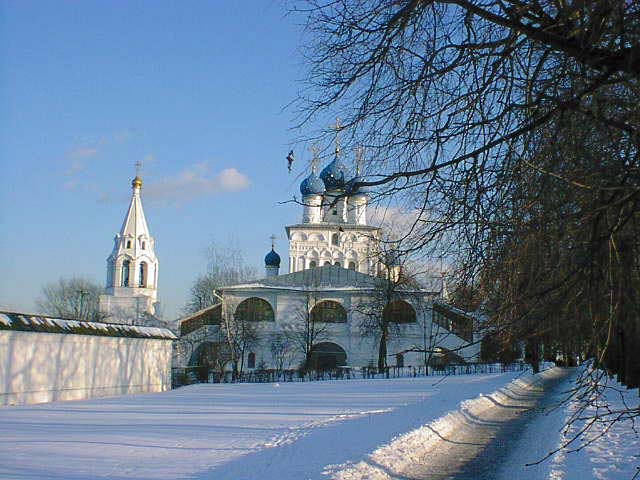
コローメンスコエの主昇天教会
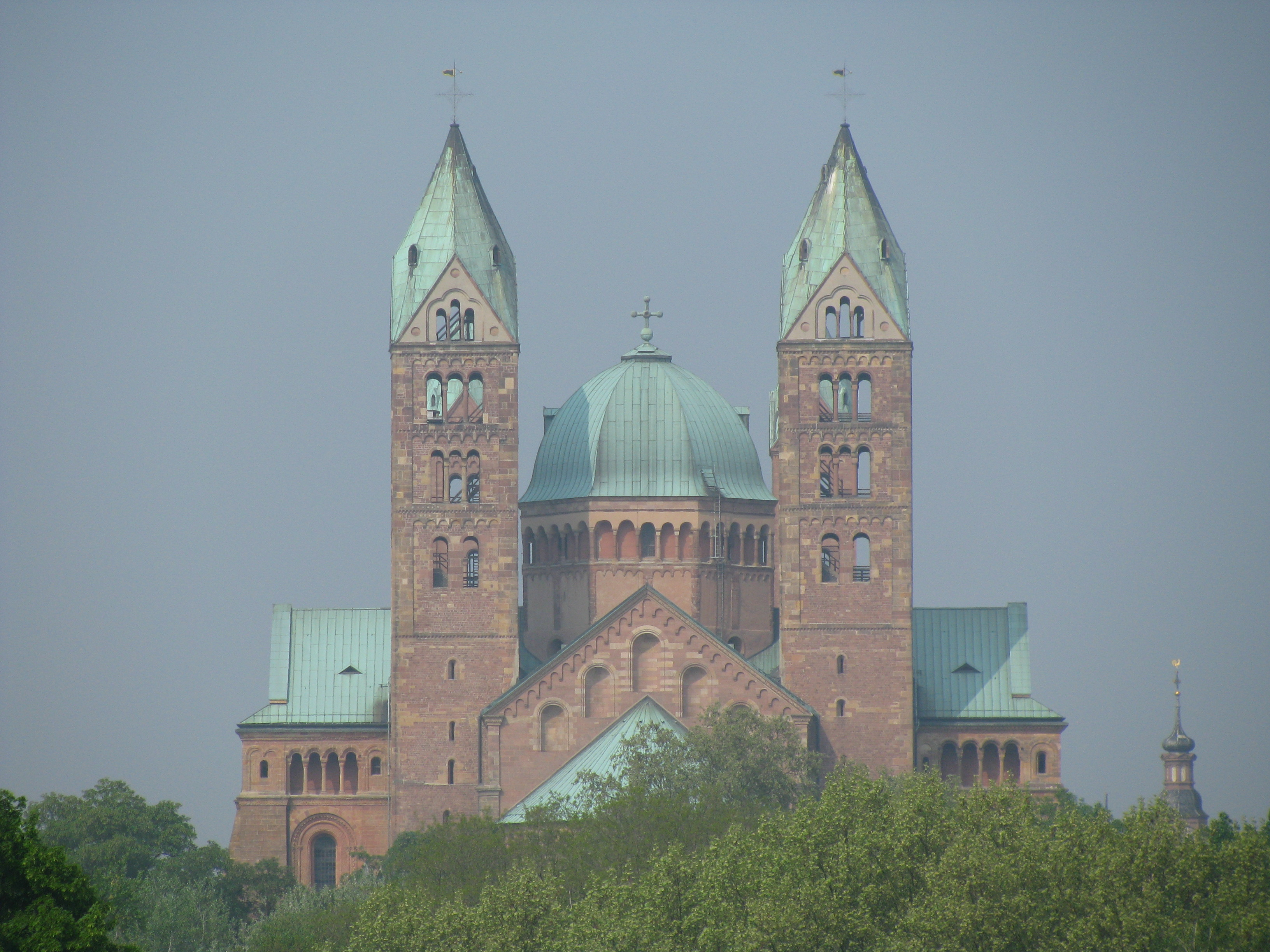
シュパイアー大聖堂
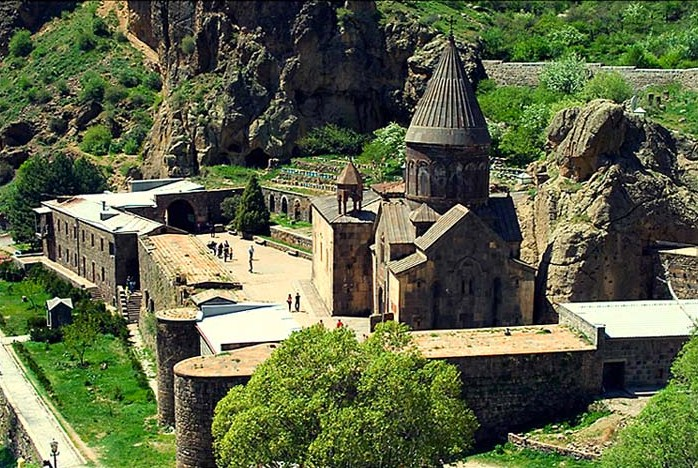
ゲガルド修道院とアザト川上流域
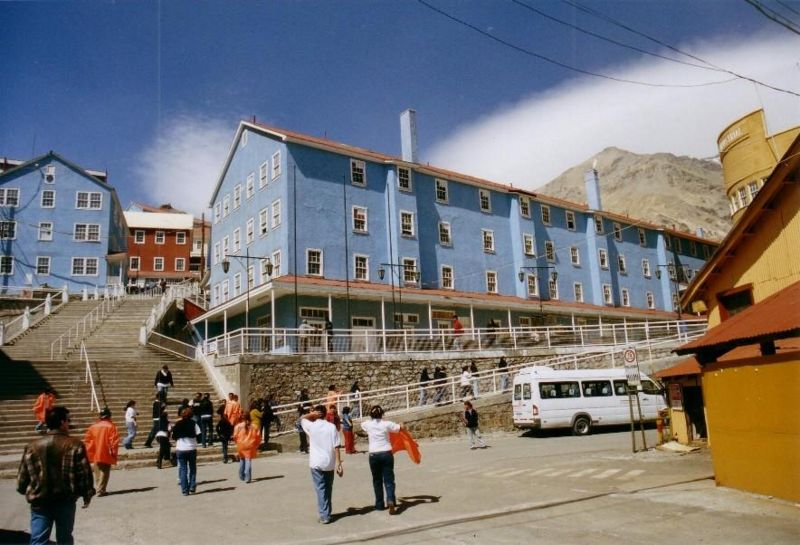
スウェルの鉱山都市

### 基準（3）
- (3) 現存するまたは消滅した文化的伝統または文明の、唯一のまたは少なくとも稀な証拠。

基準（3）のみが適用された物件には、ブリッゲン（ノルウェー）、アルタの岩絵（ノルウェー）、ミュスタイアのザンクト・ヨハン修道院（スイス）、ベルン旧市街（スイス）、ブトリント（アルメニア）、ヘラクレスの塔（スペイン）、ベニ・ハンマードの城塞（アルジェリア）、メサ・ヴェルデ国立公園（アメリカ合衆国）などがある。この基準は考古遺跡や人類化石遺跡などにも適用される。考古遺跡で適用されている例としてはナスカとフマナ平原の地上絵（ペルー）、モヘンジョダロ（パキスタン）、メンフィスとその墓地遺跡-ギーザからダハシュールまでのピラミッド地帯（エジプト）など、人類化石遺跡で適用されている例としては南アフリカの人類化石遺跡群（南アフリカ共和国）、人類の進化を示すカルメル山の遺跡群:ナハル・メアロット（ワディ・エル＝ムガーラ）の洞窟群（イスラエル）などがある。

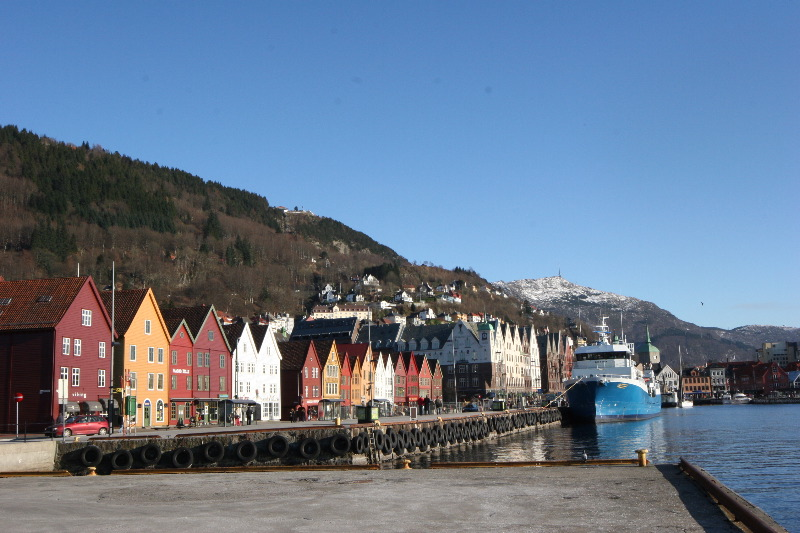
ブリッゲン
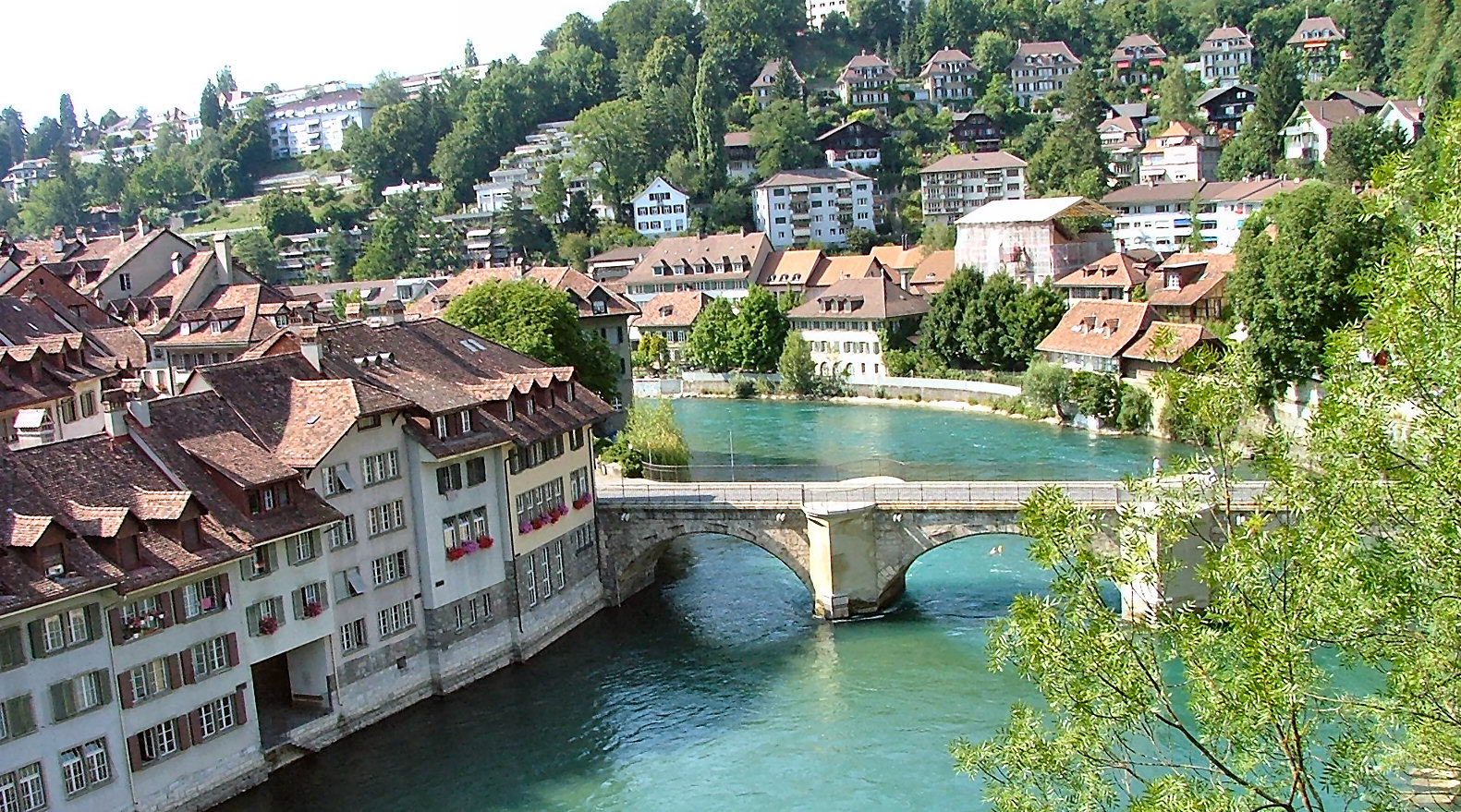
ベルン旧市街
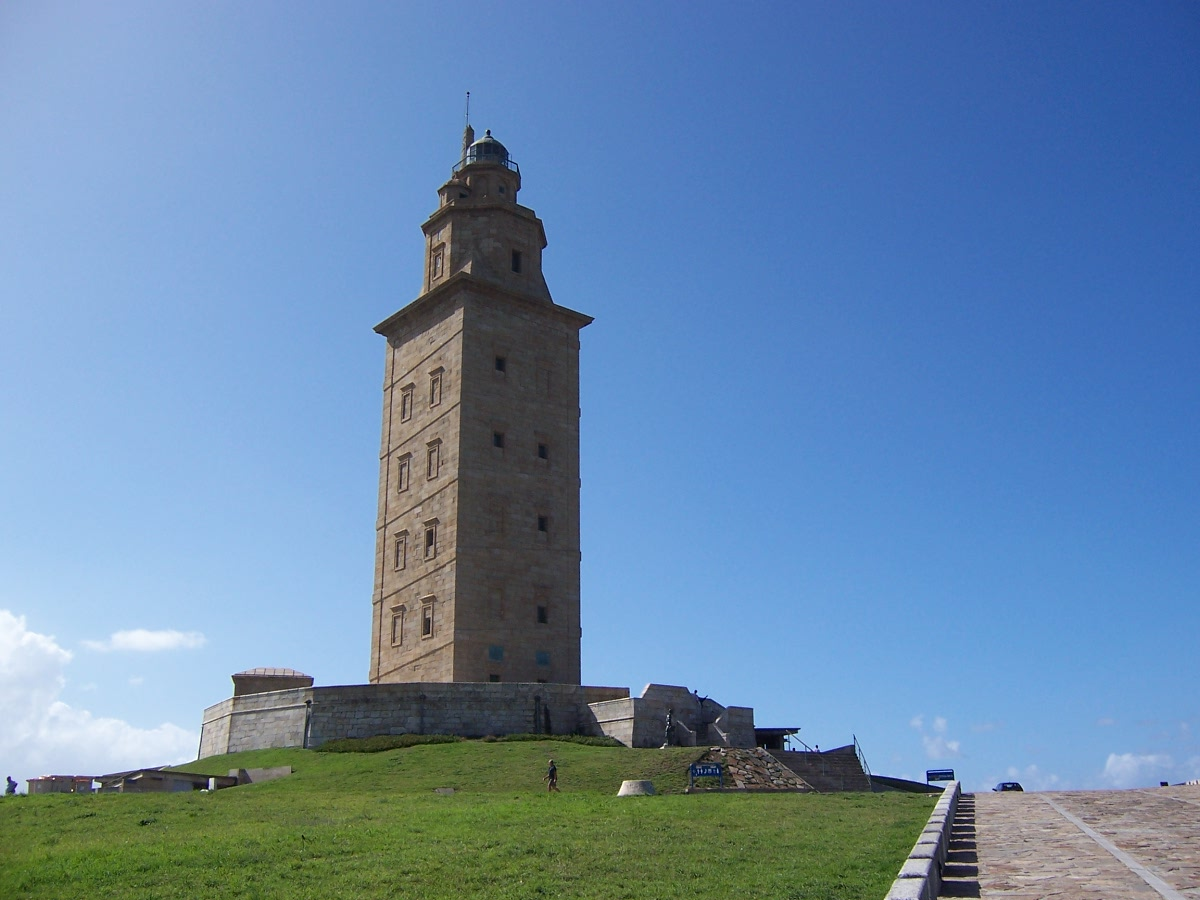
ヘラクレスの塔
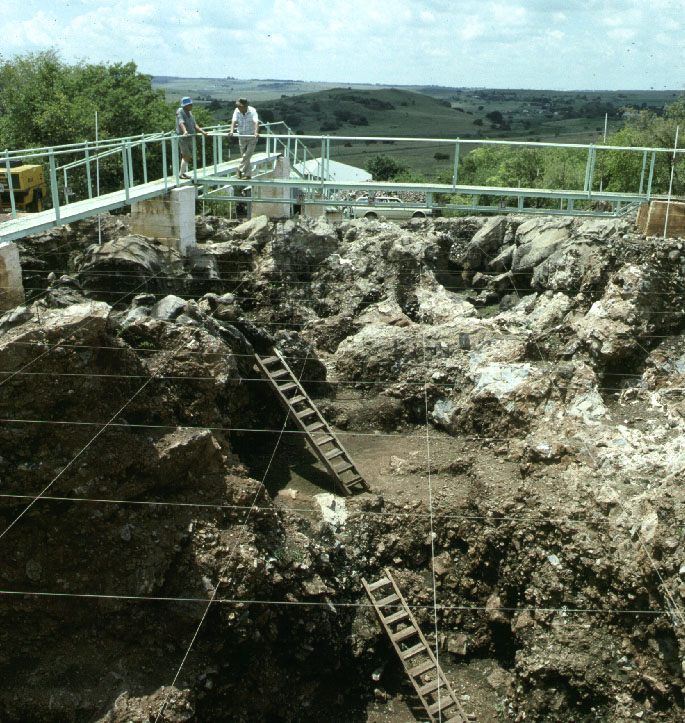
南アフリカの人類化石遺跡群

### 基準（4）
- (4) 人類の歴史上重要な時代を例証する建築様式、建築物群、技術の集積または景観の優れた例。

基準（4）のみが適用された物件には、ルーゴのローマ城壁（スペイン）、レヴォチャ歴史地区、スピシュスキー城及びその関連する文化財（スロバキア）、フォントネーのシトー会修道院（フランス）、ラ・ショー＝ド＝フォンとル・ロックル（スイス）、クロンボー城（デンマーク）、ペタヤヴェシの古い教会（フィンランド）、バハラ城塞（オマーン）、アブ・メナ（エジプト）、ビニャーレス渓谷（キューバ）、グアラニーのイエズス会伝道所群（ブラジル・アルゼンチン）などがある。

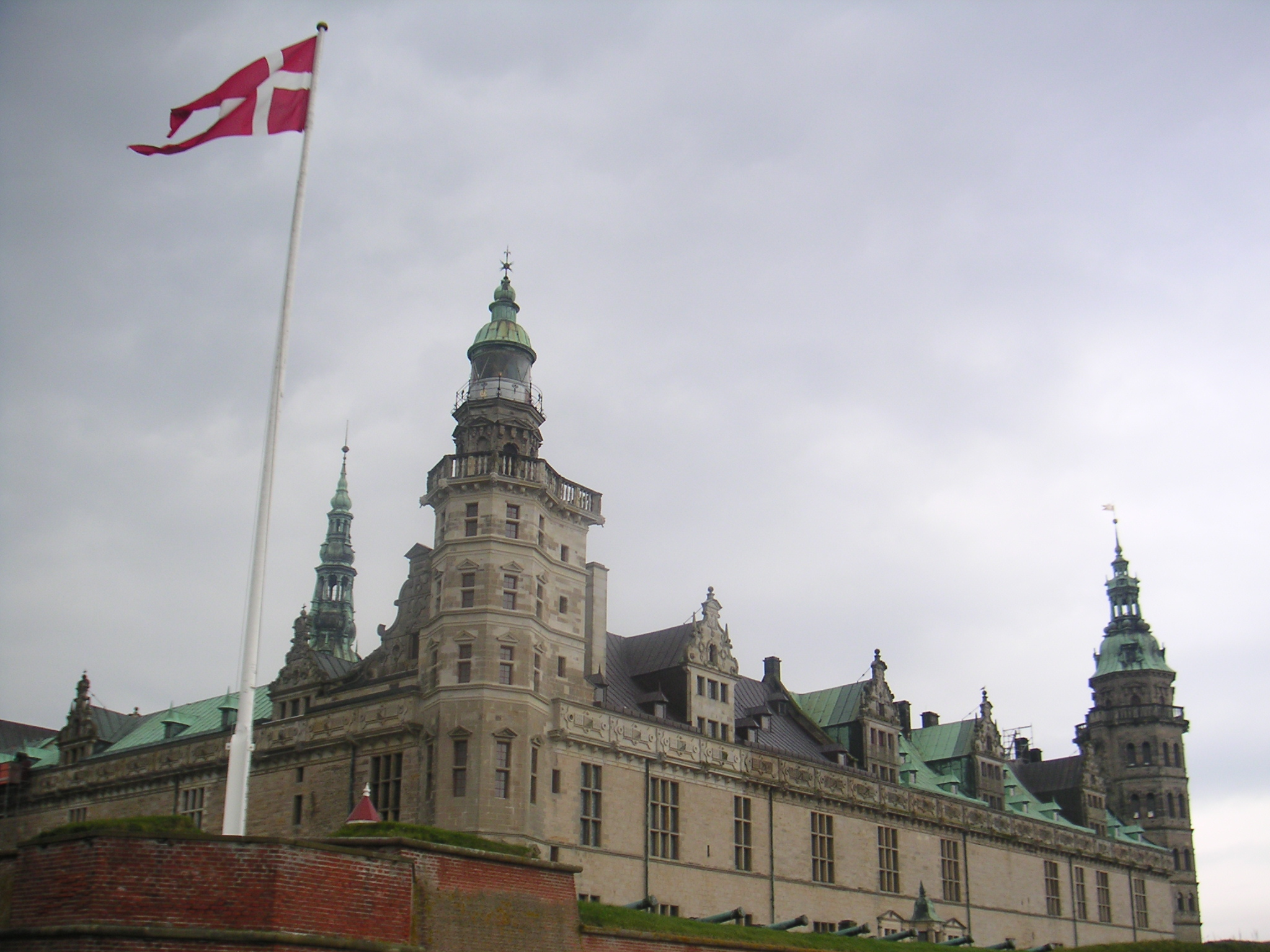
クロンボー城
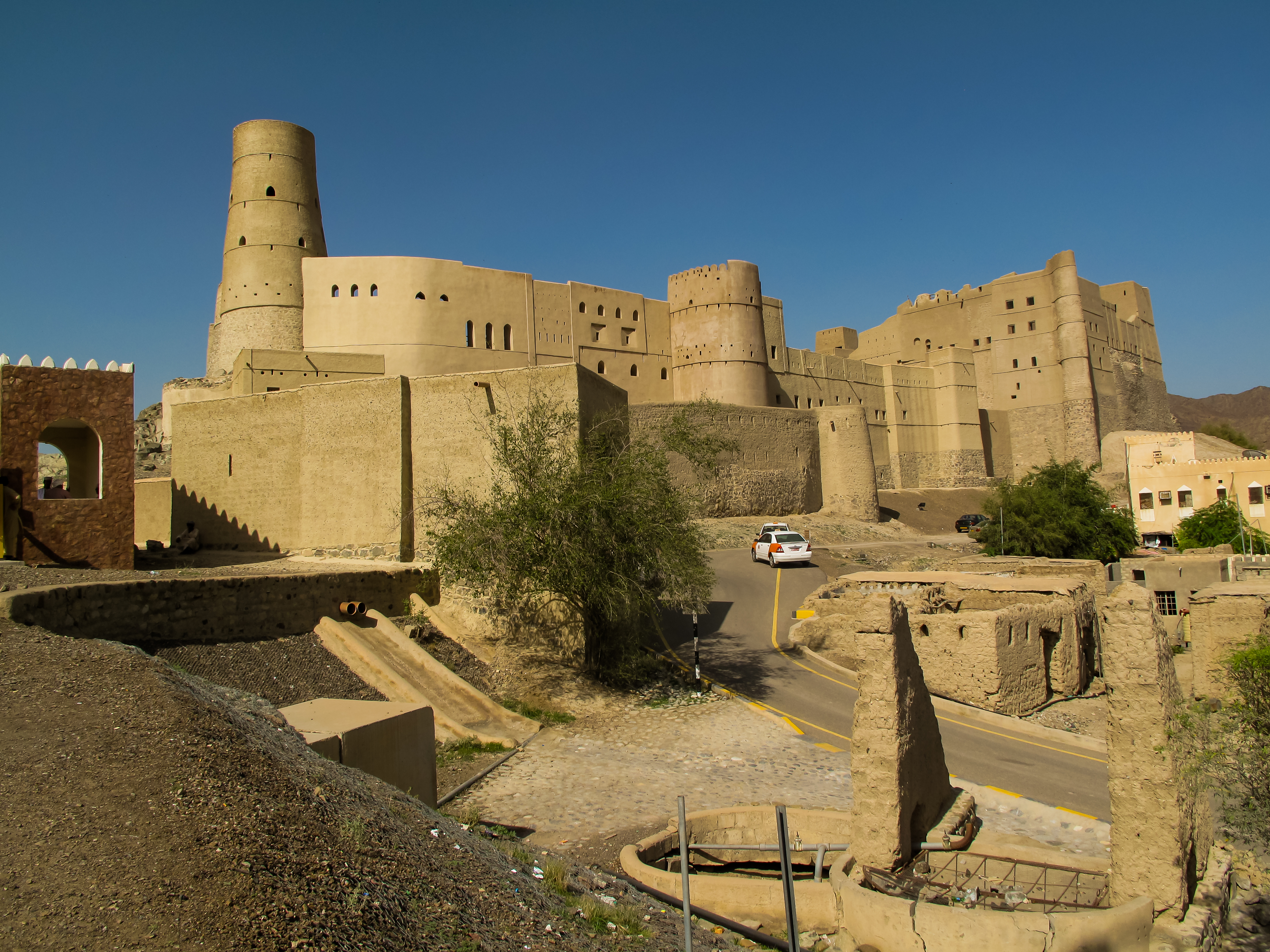
バハラ城塞
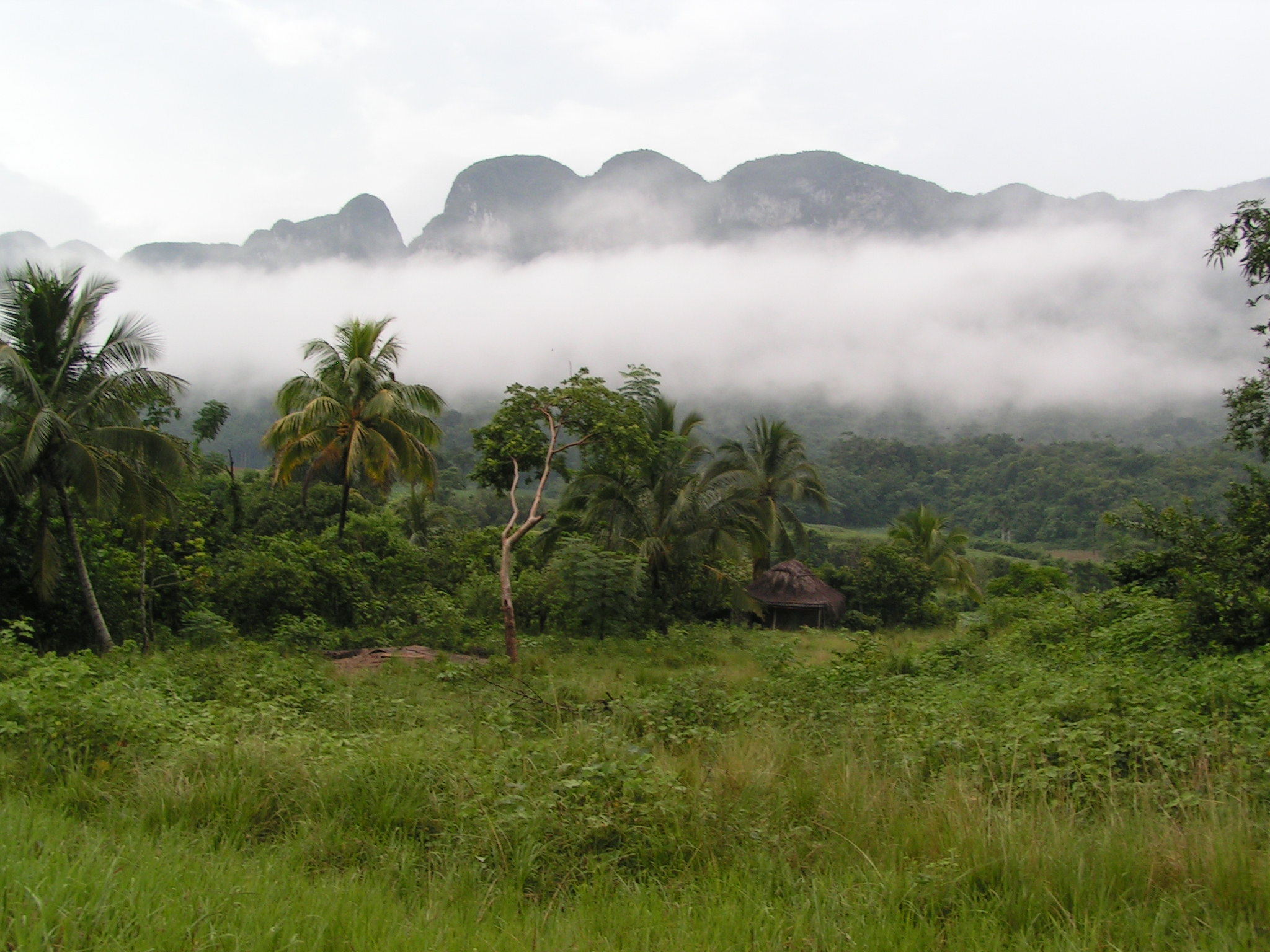
ビニャーレス渓谷

### 基準（5）
- (5) ある文化（または複数の文化）を代表する伝統的集落、あるいは陸上ないし海上利用の際立った例。もしくは特に不可逆的な変化の中で存続が危ぶまれている人と環境の関わりあいの際立った例。

基準（5）のみが適用された物件には、クルシュー砂州（ロシア / リトアニア）、マドリウ＝ペラフィタ＝クラロ渓谷（アンドラ）、ホッローケーの古い村落とその周辺（ハンガリー）、ヴェーガ群島（ノルウェー）、アシャンティの伝統的建築物群（ガーナ）、オマーンの灌漑システム・アフラジ（オマーン）などがある。文化的景観はしばしばこの基準が適用される。

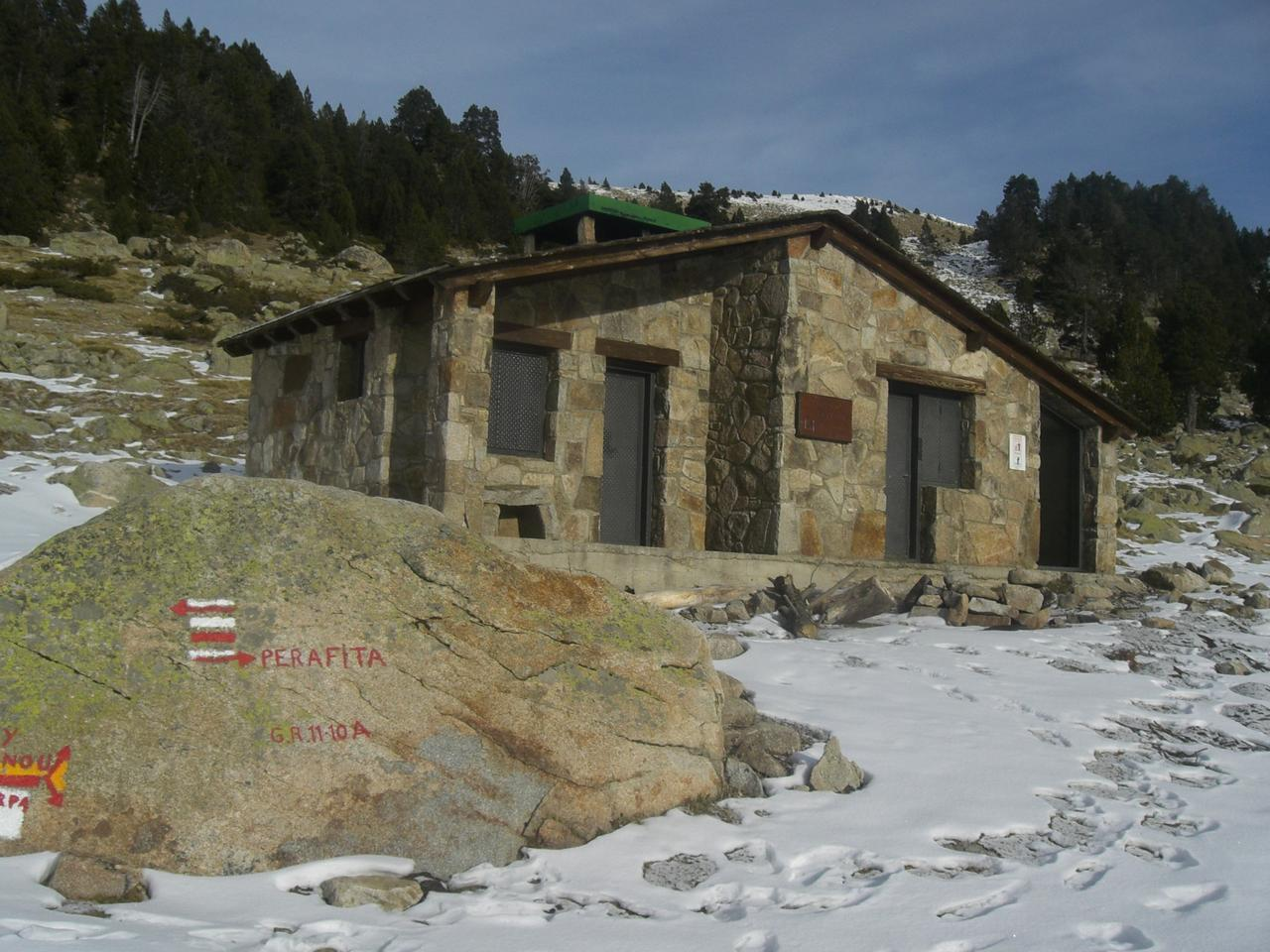
マドリウ＝ペラフィタ＝クラロ渓谷
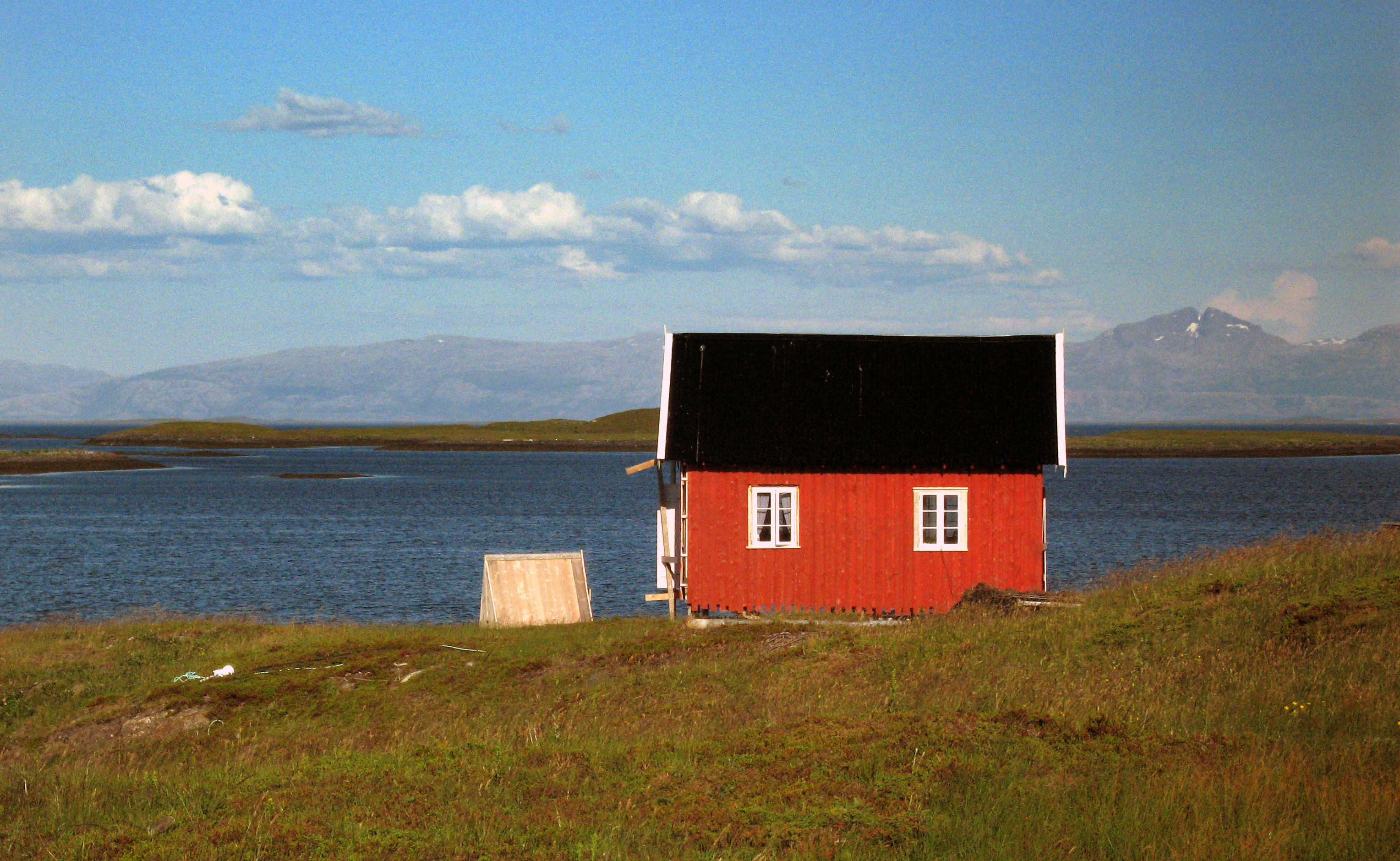
ヴェーガ群島
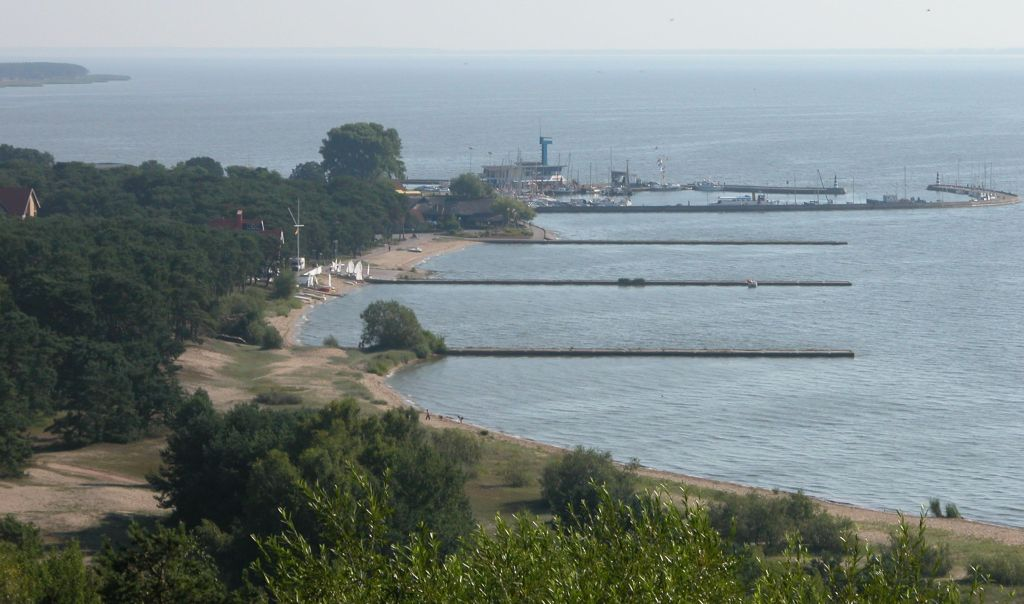
クルシュー砂州

### 基準（6）
- (6) 顕著で普遍的な意義を有する出来事、現存する伝統、思想、信仰または芸術的、文学的作品と直接にまたは明白に関連するもの（この基準は他の基準と組み合わせて用いるのが望ましいと世界遺産委員会は考えている）。

基準 (6) のみが適用されて登録されるのは、例外的なケースである。原爆ドーム（日本）、ゴレ島（セネガル）、アウシュヴィッツ強制収容所（ポーランド）など、いわゆる負の世界遺産だと考えられる遺産は、基準(6)のみの適用が見られる。このほか、リラ修道院（ブルガリア）、独立記念館（アメリカ合衆国）、ランス・オ・メドー国定史跡（カナダ）、ヘッド-スマッシュト-イン・バッファロー・ジャンプ（カナダ）なども、(6) のみが適用されている。

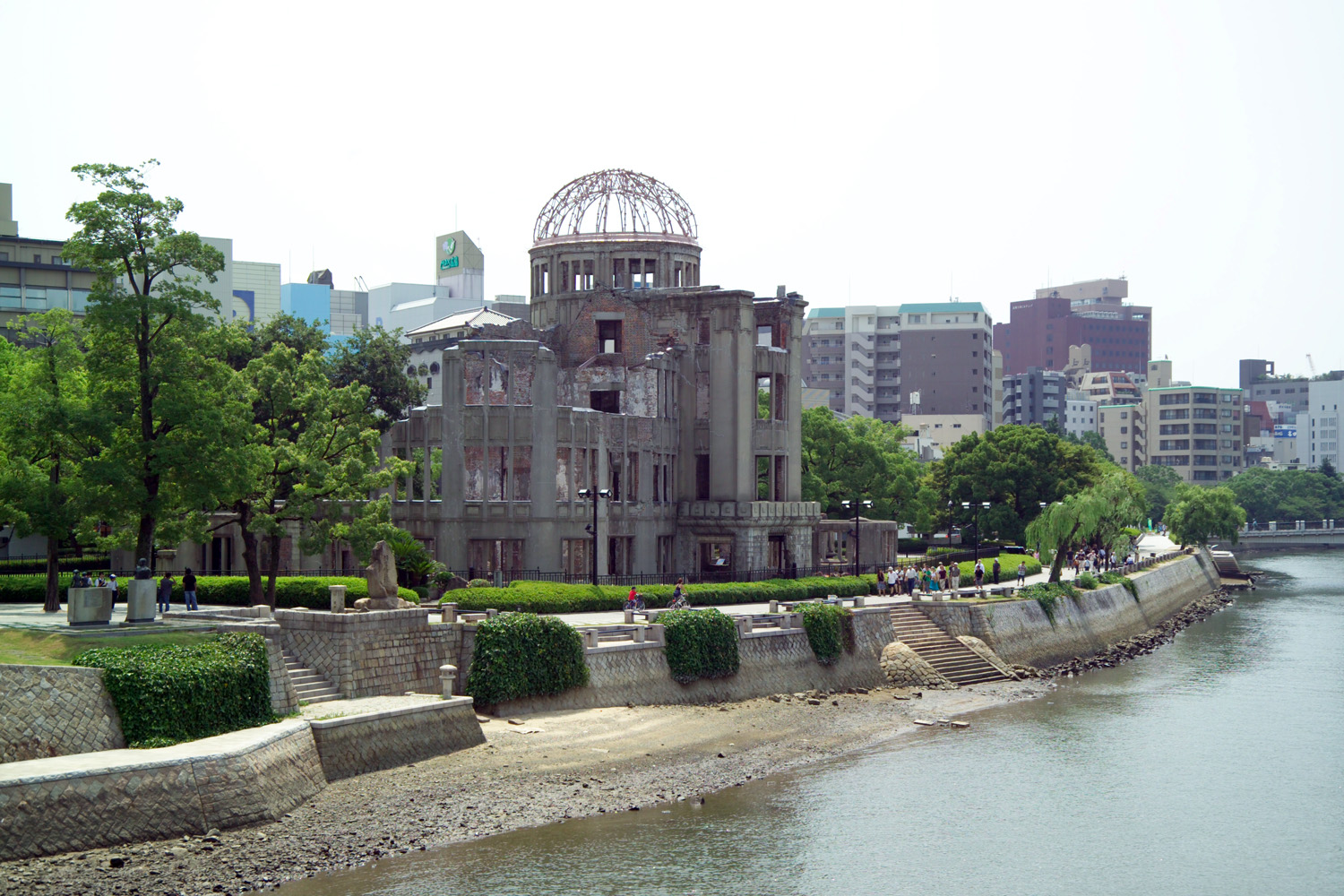
原爆ドーム
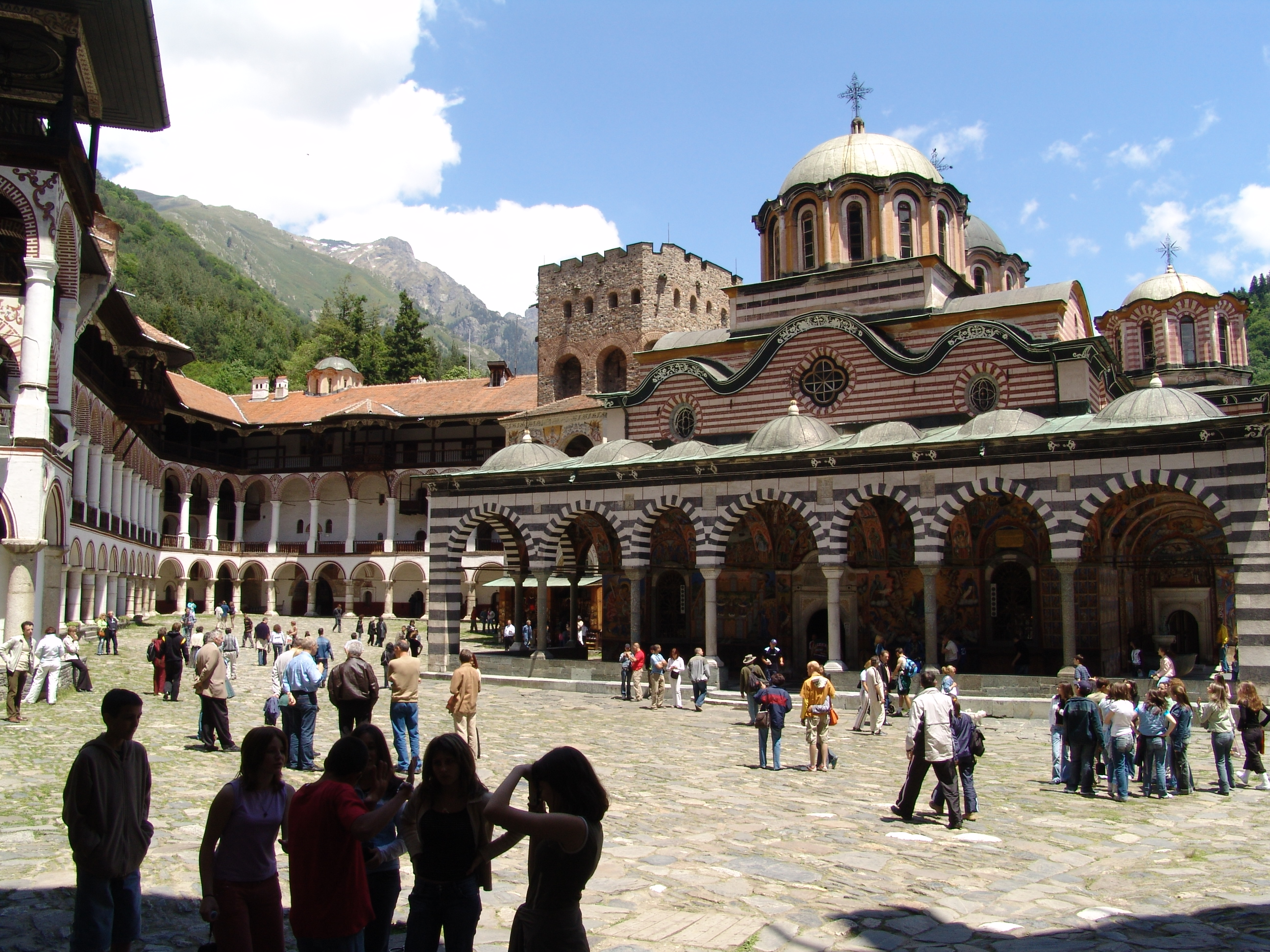
リラ修道院
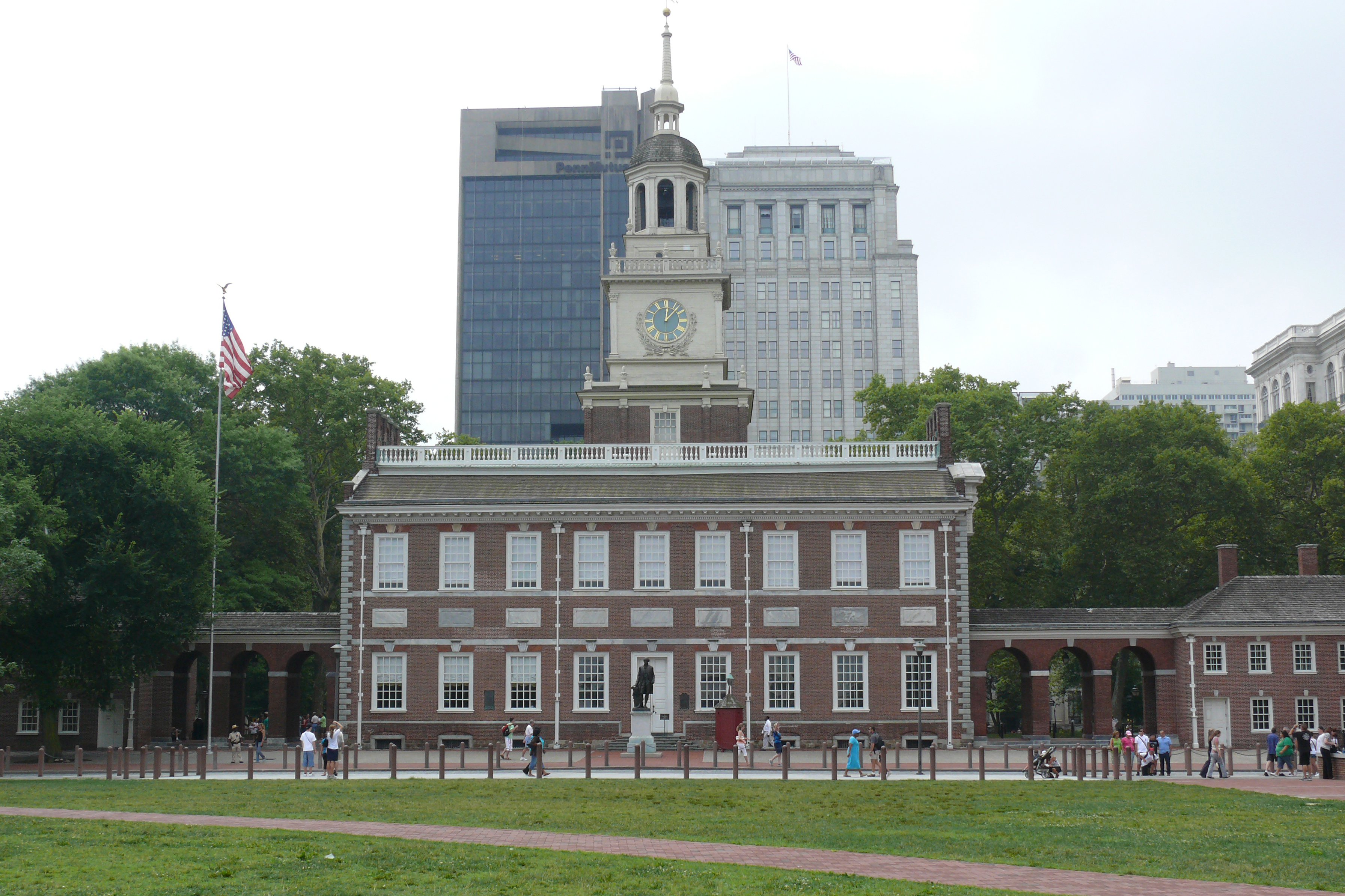
独立記念館
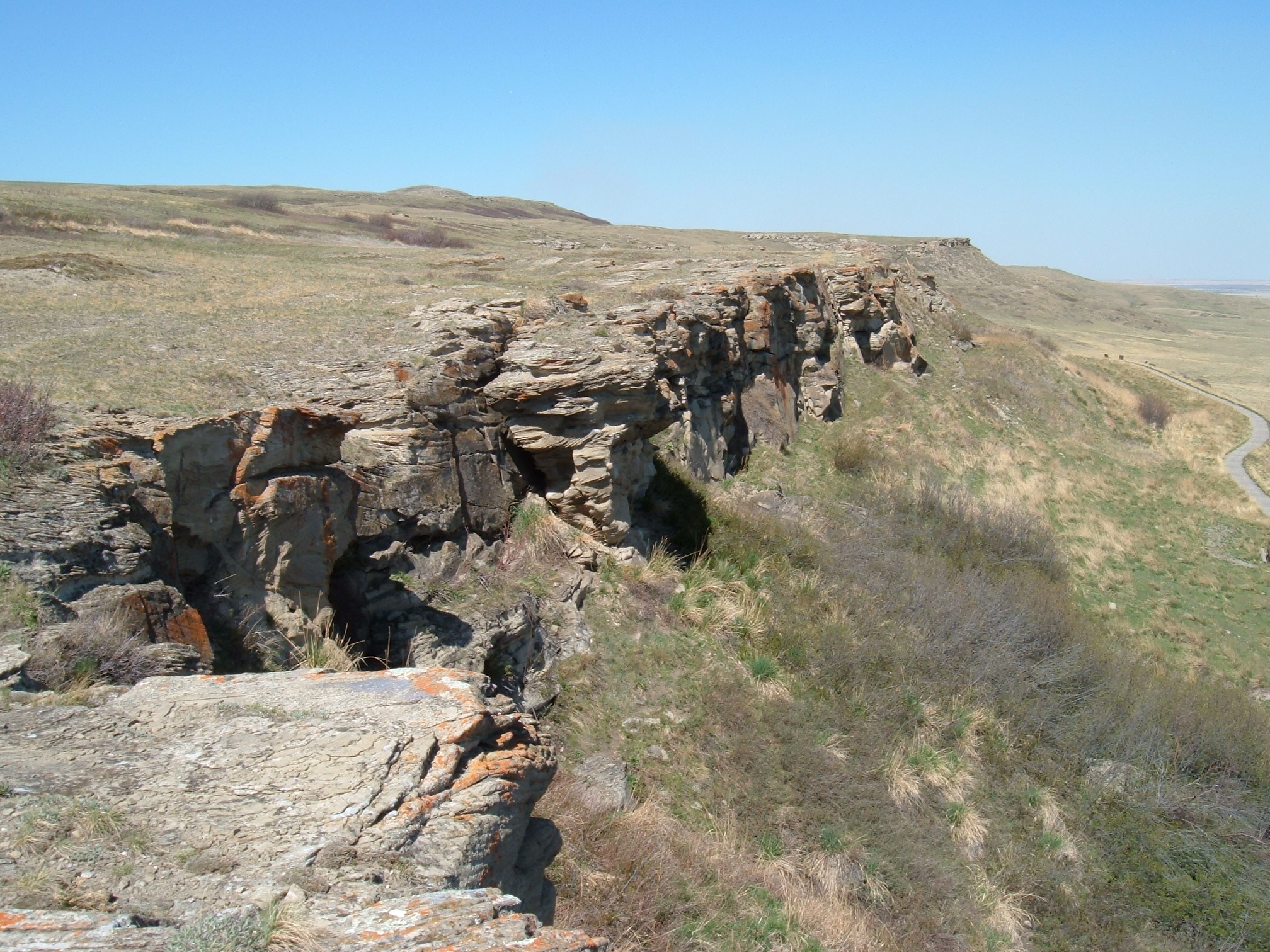
ヘッド-スマッシュト-イン・バッファロー・ジャンプ

登録に当たっては複数の基準が適用されることが多く、なかには4項目、5項目が適用されるケースもあるが、6項目全てが適用された物件は莫高窟（中国）、泰山（中国）、ヴェネツィアとその潟（イタリア）の3件のみである（2015年の第39回世界遺産委員会終了時点）。

## グローバル・ストラテジー
「世界遺産リストの代表性、均衡性、信用性のためのグローバル・ストラテジー」（1994年）では、文化遺産の偏りを是正するため、文化的景観、産業遺産、20世紀以降の現代建築などを登録していくことの必要性が確認された。

### 文化的景観
文化的景観は1992年の「世界遺産条約履行のための作業指針」で盛り込まれた概念である。人の文化的な営みと自然が有機的に結びついた景観であり、ICOMOSの勧告書でも公式に分類されている。上に挙げた例だと基準（4）のみで登録されたビニャーレス渓谷、基準（5）のみで登録されたクルシュー砂州やマドリウ＝ペラフィタ＝クラロ渓谷などが該当する。この基準を含む物件としては、ほかにもアマルフィ海岸（イタリア）、スタリー・グラード（クロアチア）、スクルの文化的景観（ナイジェリア）、バタマリバ人の土地、クタマク（トーゴ）、バムとその文化的景観（イラン）、テキーラの古い産業施設群とリュウゼツランの景観（メキシコ）など多数が該当する。

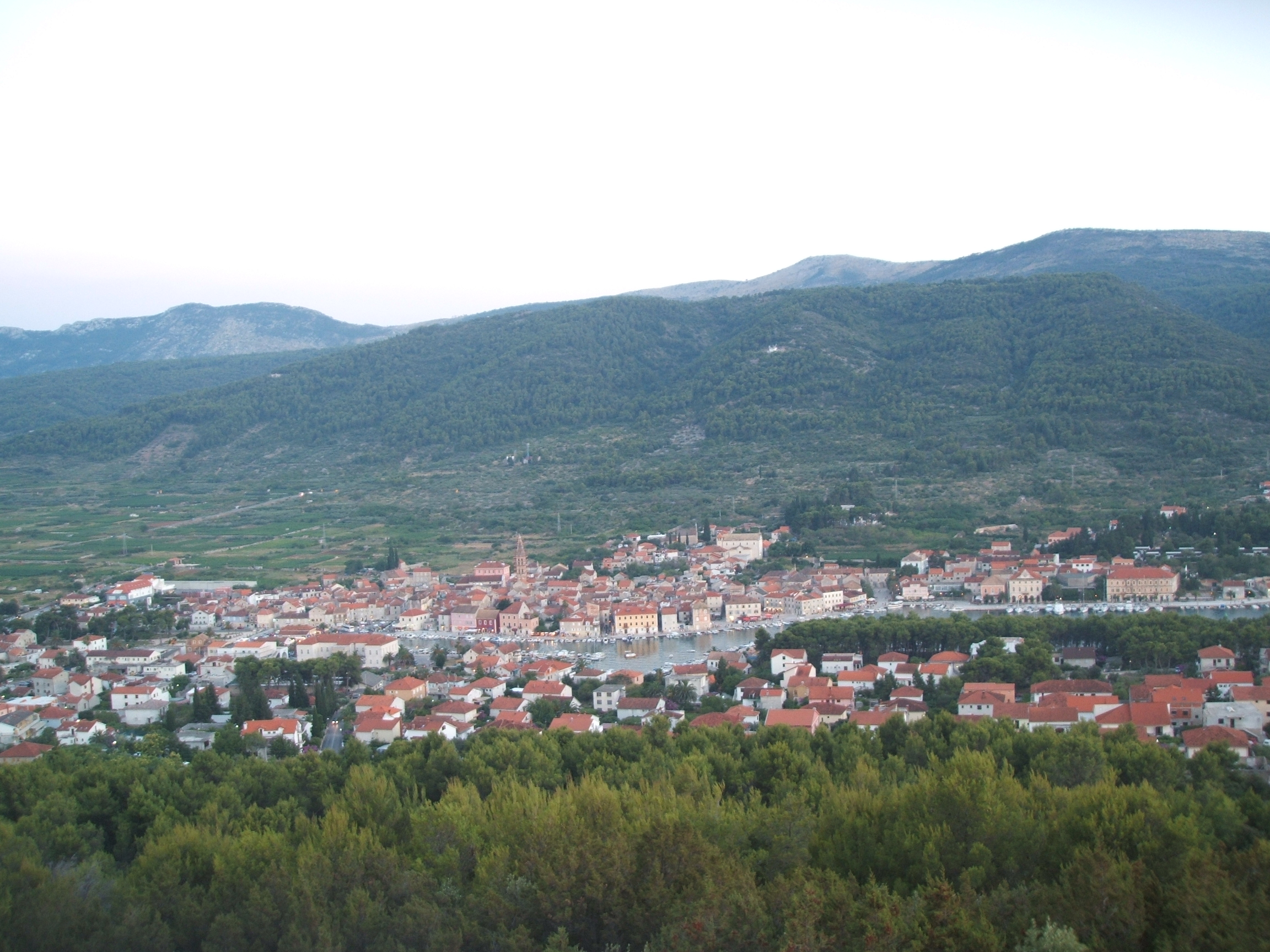
スタリー・グラード平原
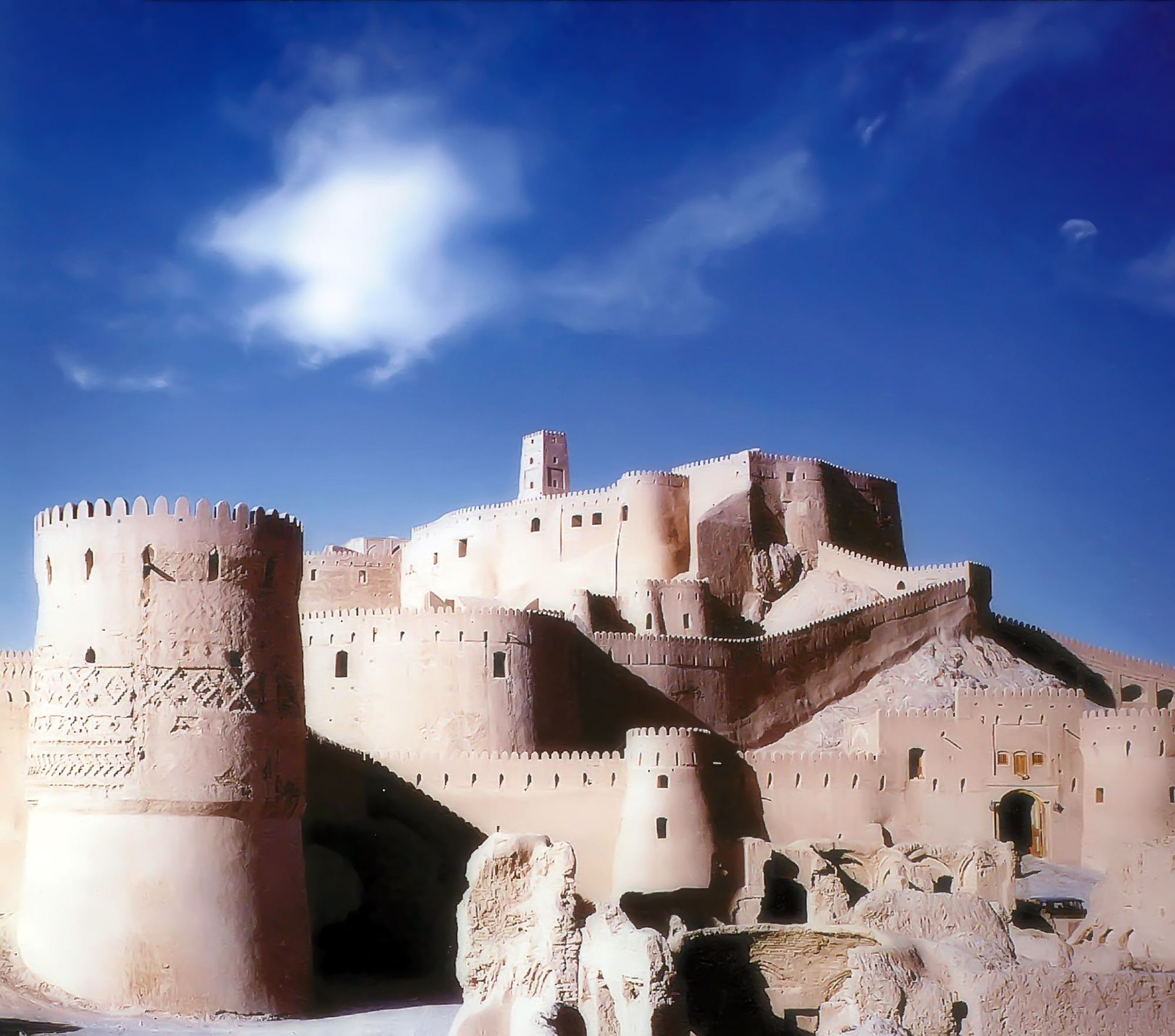
バムとその文化的景観
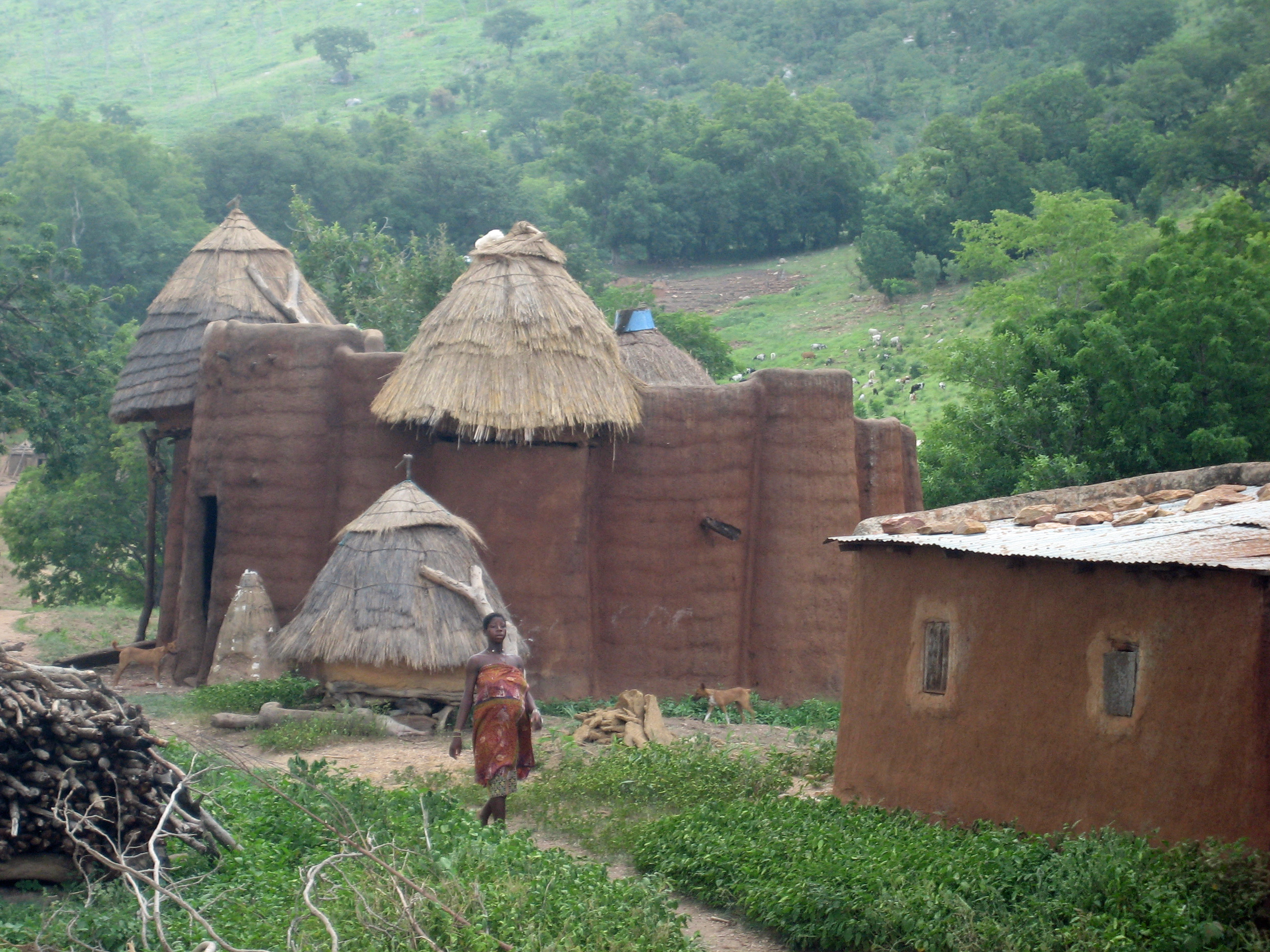
クタマク
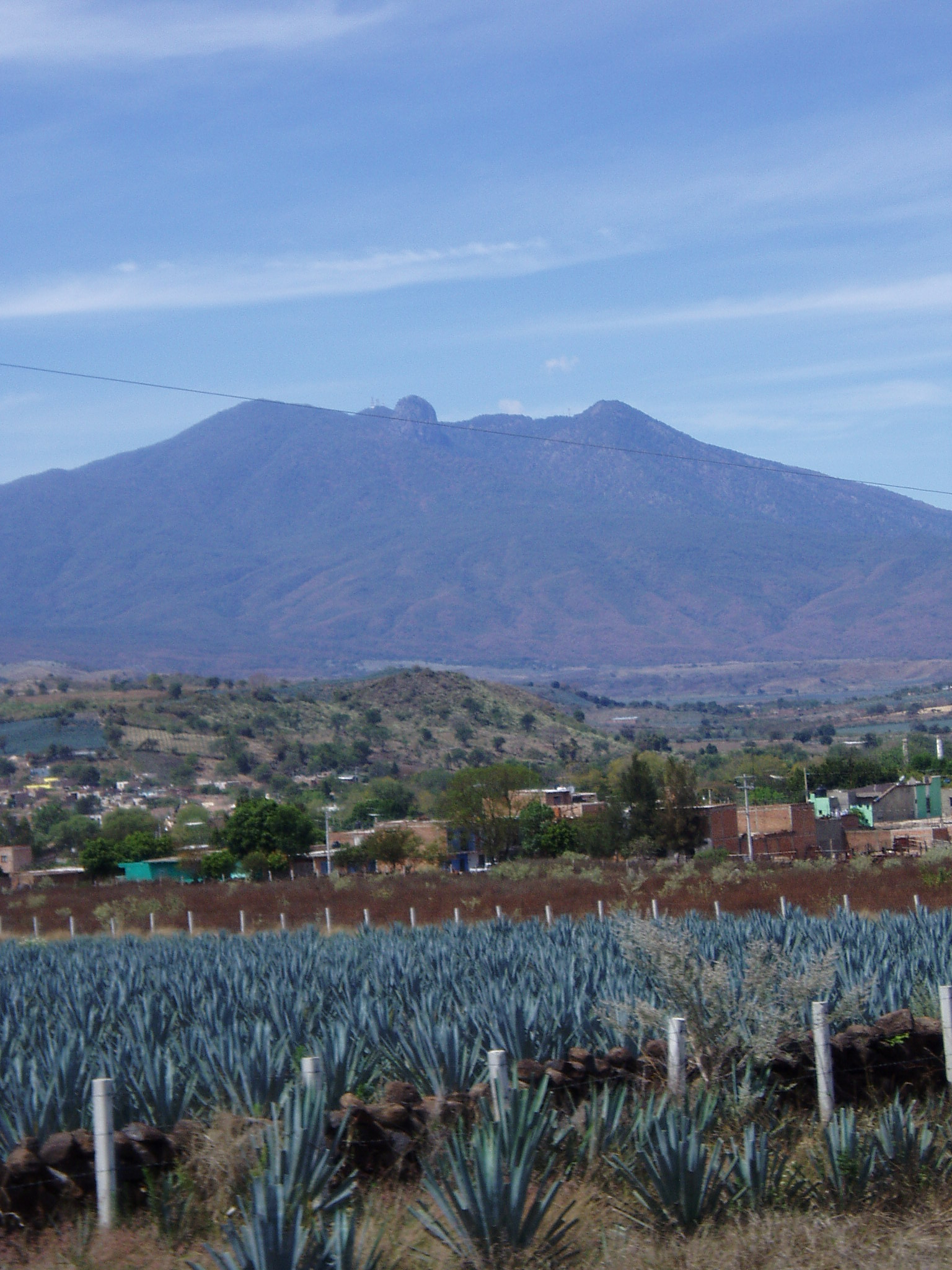
テキーラの古い産業施設群とリュウゼツランの景観

### 産業遺産
産業遺産はその名のとおり産業の営みを伝える何らかの遺跡である。その定義は一様ではないが、2011年登録分までについてはICOMOSが公式に分類したリストを公表している。文化的景観などとも一部重複するが、石見銀山遺跡とその文化的景観（日本）、シューシュタルの歴史的水利施設（イラン）、インドの山岳鉄道群（インド）、ダーウェント峡谷の工場群（イギリス）、ビスカヤ橋（スペイン）、ラ・ショー＝ド＝フォンとル・ロックル（スイス）、リドー運河（カナダ）、ハンバーストーンとサンタ・ラウラの硝石工場群（チリ）などがそれに含まれる。

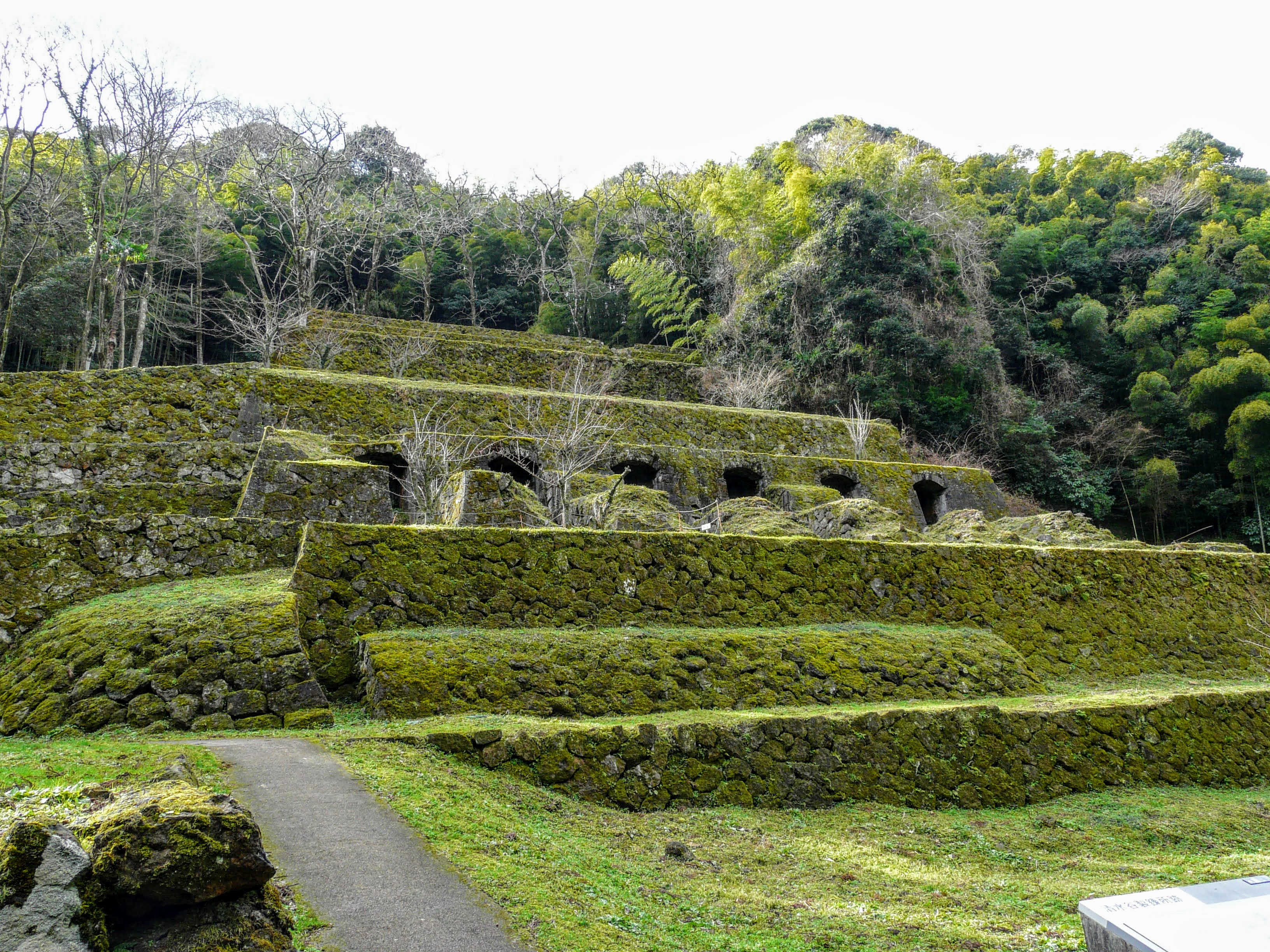
石見銀山遺跡とその文化的景観
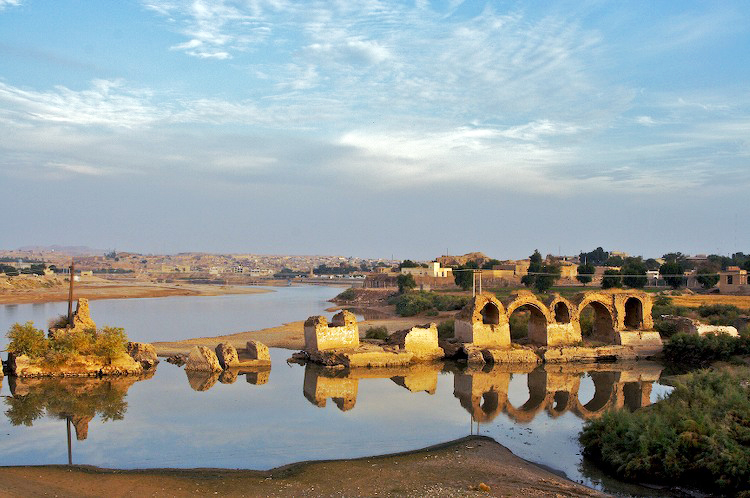
シューシュタルの歴史的水利施設
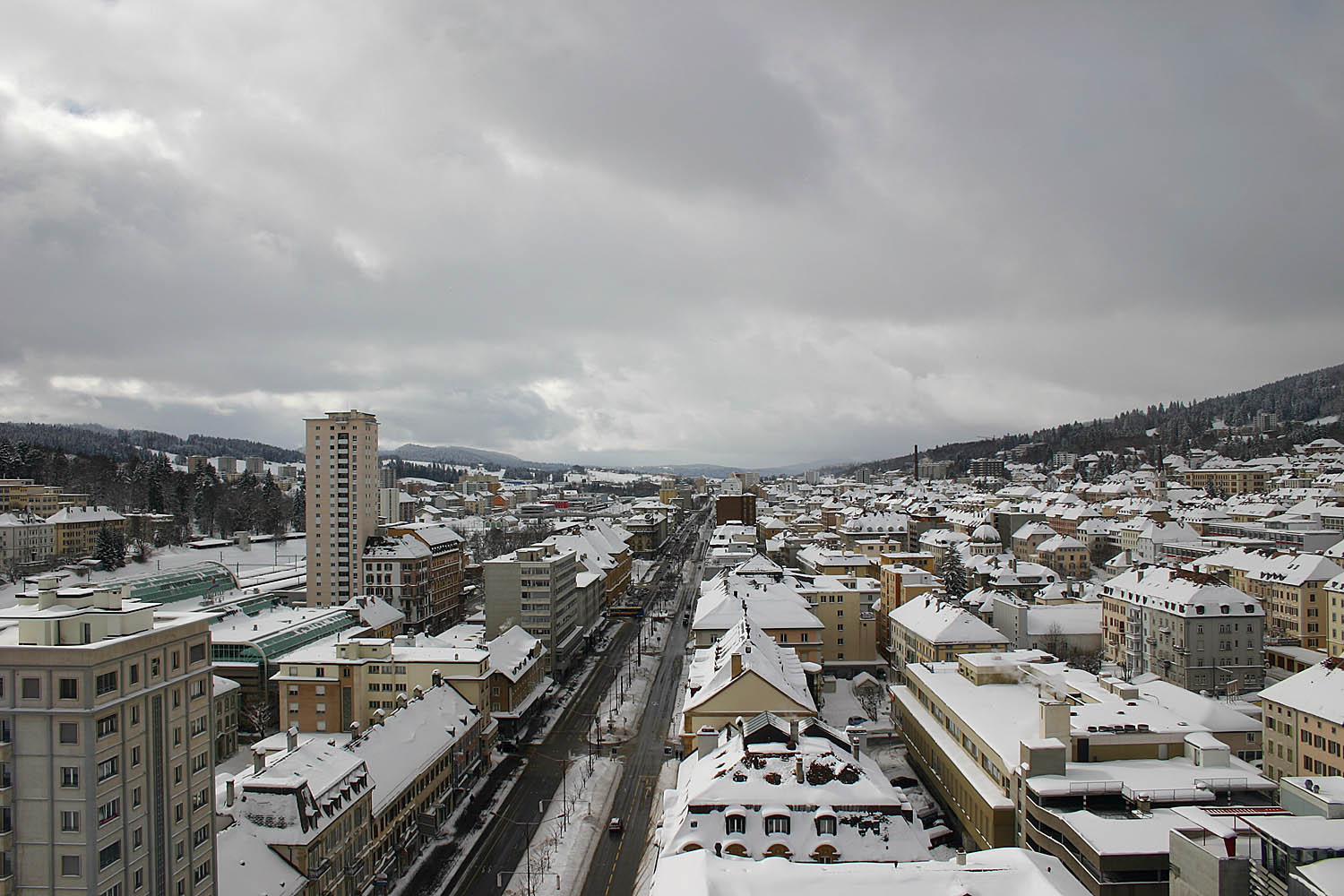
ラ・ショー＝ド＝フォンとル・ロックル
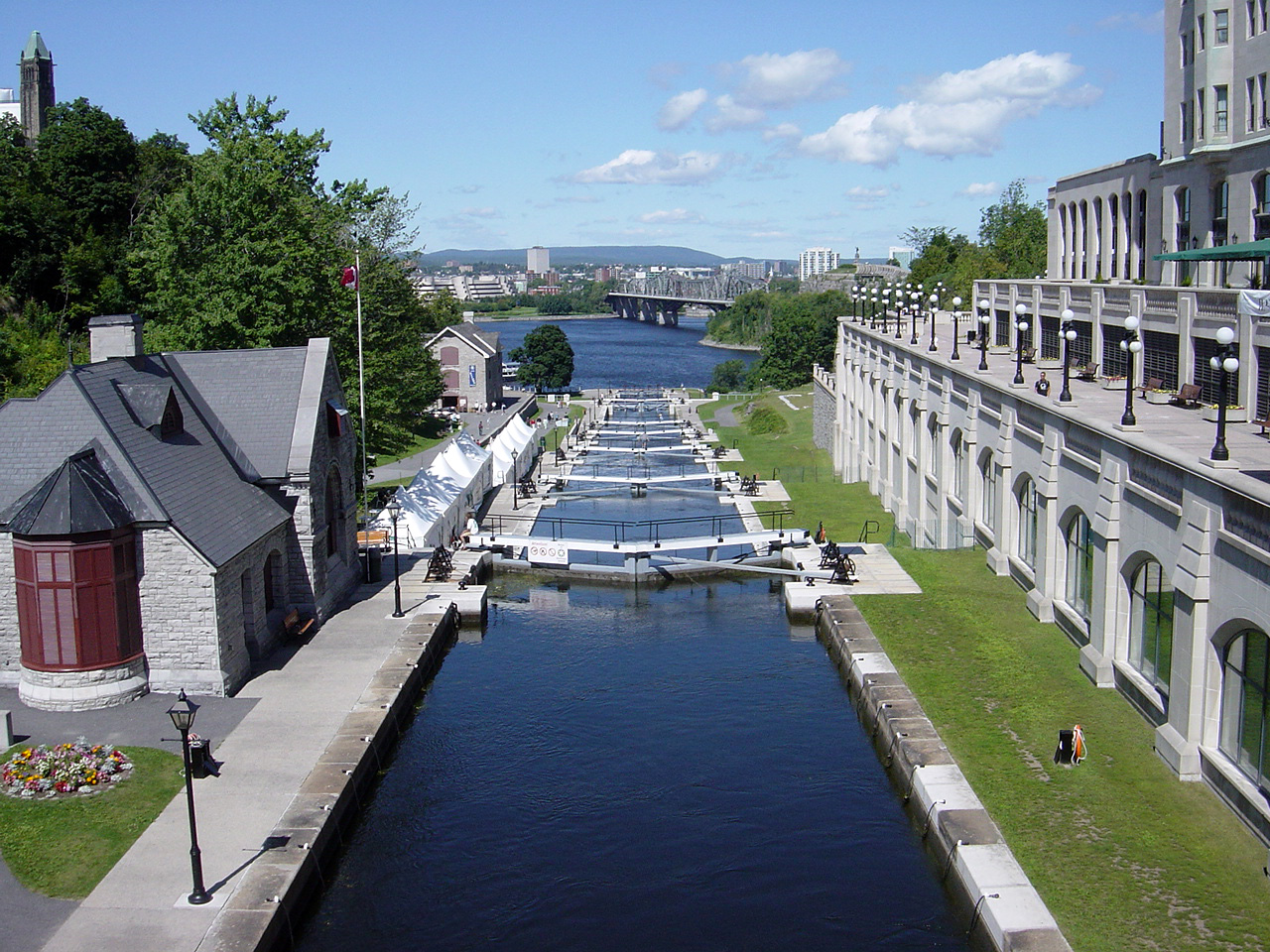
リドー運河

### 現代建築
優れた建築家による建造物や都市計画も世界遺産の登録対象となっている。完成から30年前後で登録されたブラジリア（ブラジル）やシドニー・オペラハウス（オーストラリア）などは、その顕著な例である。ほかにも、リートフェルト設計のシュレーダー邸（オランダ）、ストックレー邸（ベルギー）、ブルノのトゥーゲントハット邸（チェコ）などの個人の邸宅、ベルリンのモダニズム集合住宅群（ドイツ）のような集合住宅、カラカスの大学都市（ベネズエラ）、メキシコ国立自治大学の大学都市の中央キャンパス（メキシコ）のような教育関連施設などが、登録されている。日本では、2016年にル・コルビュジエの設計した国立西洋美術館が登録されている。

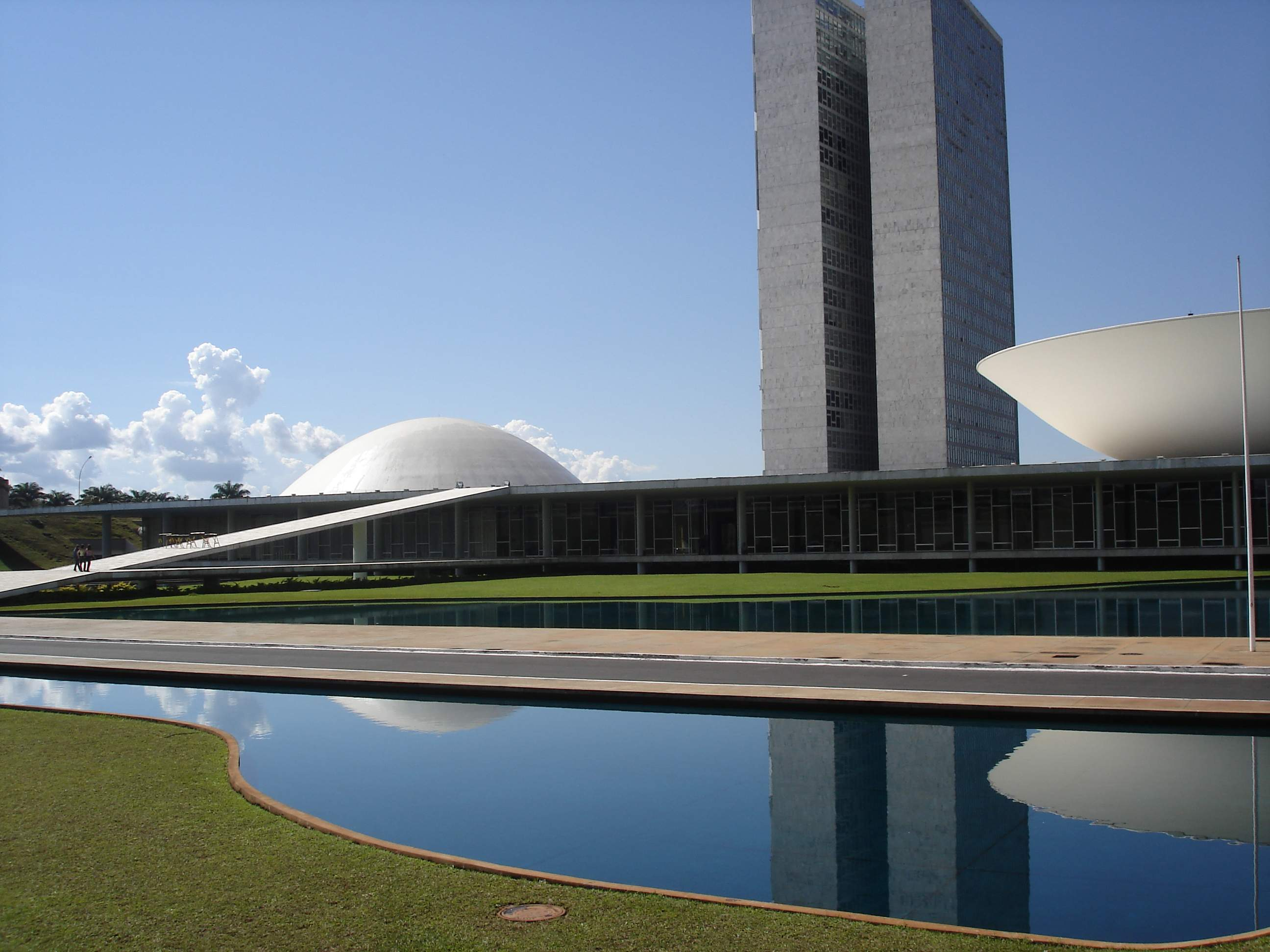
ブラジリア
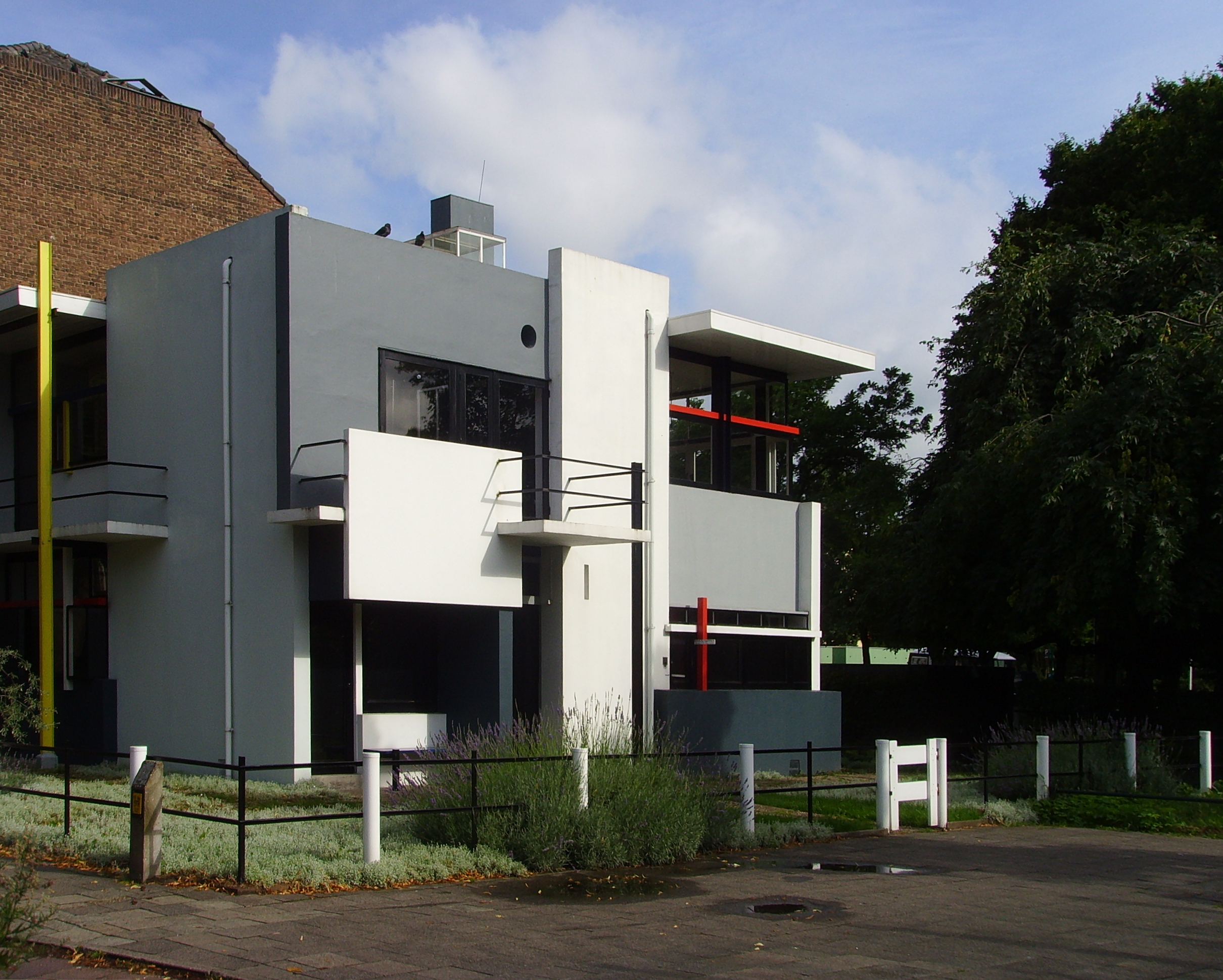
シュレーダー邸
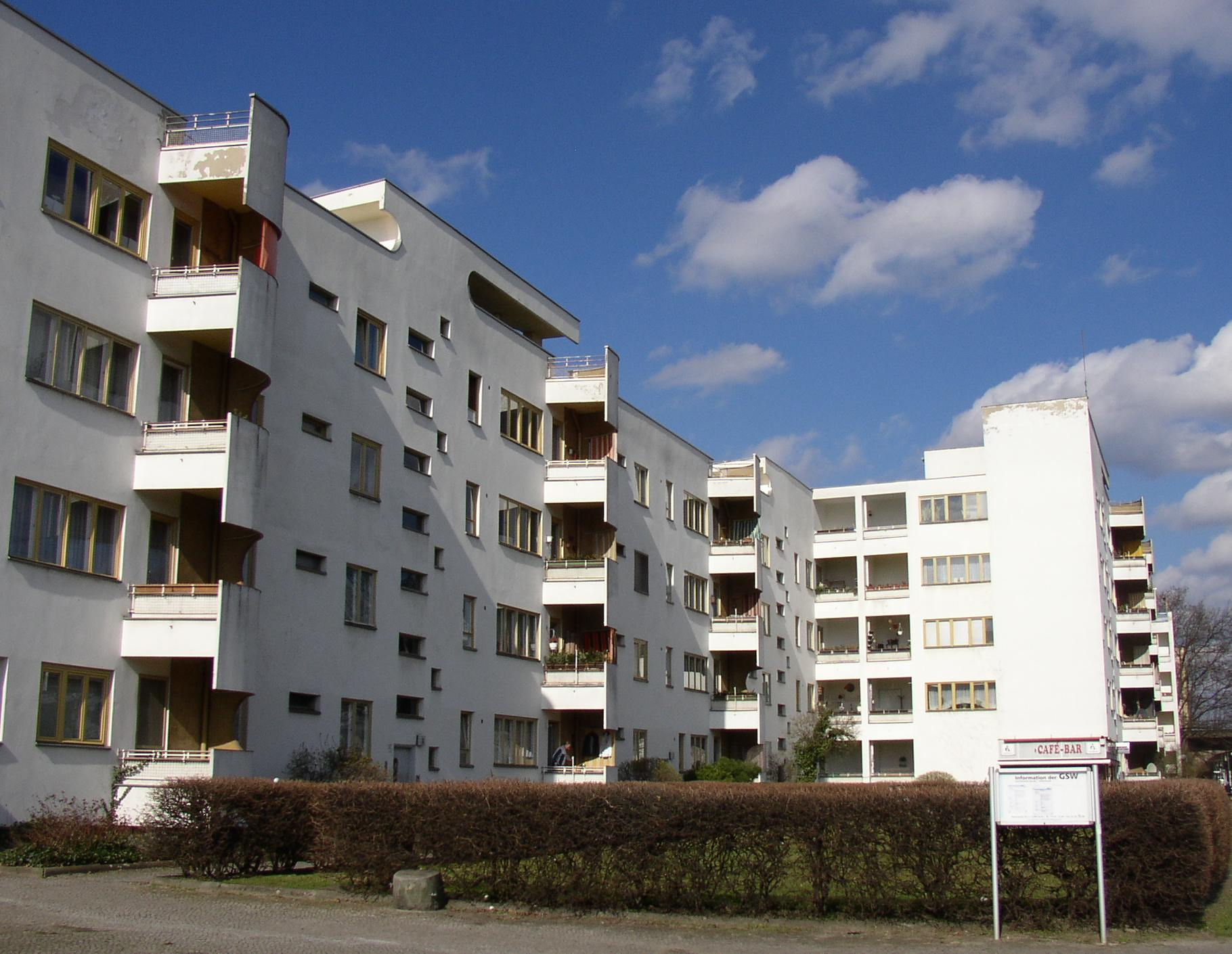
ベルリンのモダニズム集合住宅群
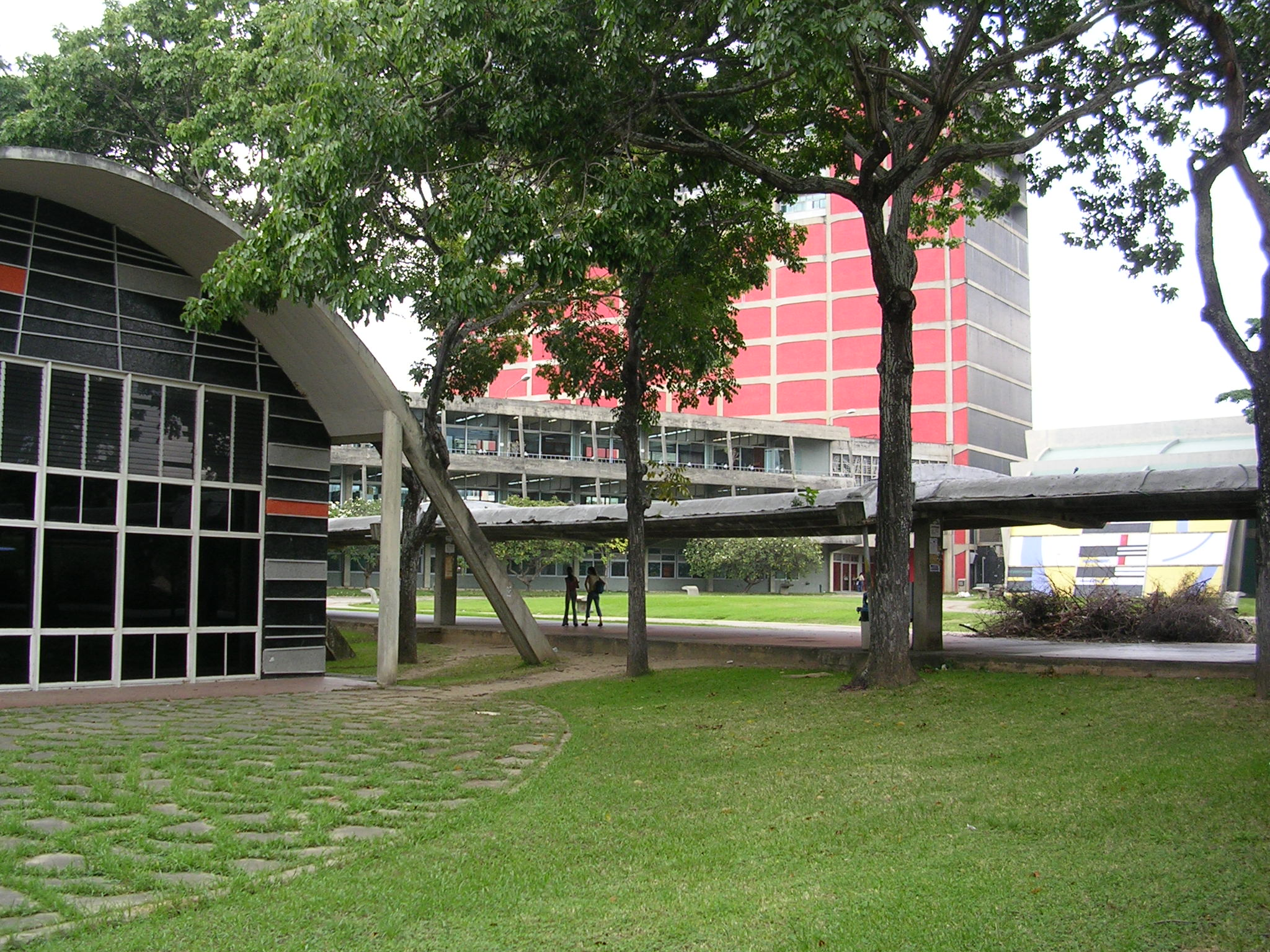
カラカスの大学都市
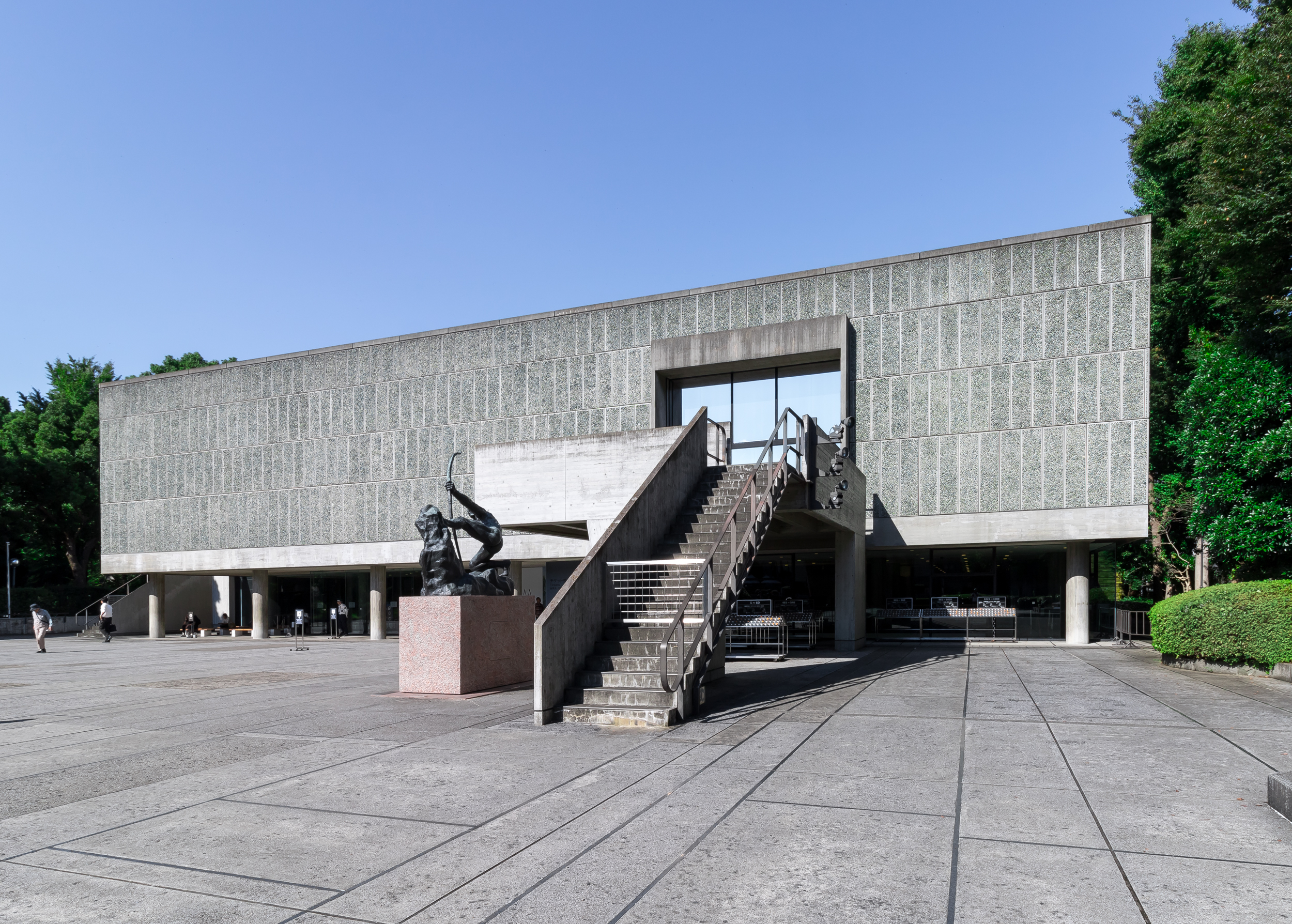
国立西洋美術館

## その他の分類
他の分類としては「文化の道」（Cultural Road）という概念も出現している。紀伊山地の霊場と参詣道（日本）、サンティアゴ・デ・コンポステーラの巡礼路（スペイン）などの巡礼の道、ミディ運河（フランス）などの運河、ゼメリング鉄道（オーストリア）などの鉄道、乳香の土地（オマーン）などの交易路が、この分類に含まれるものの例として挙げられる。

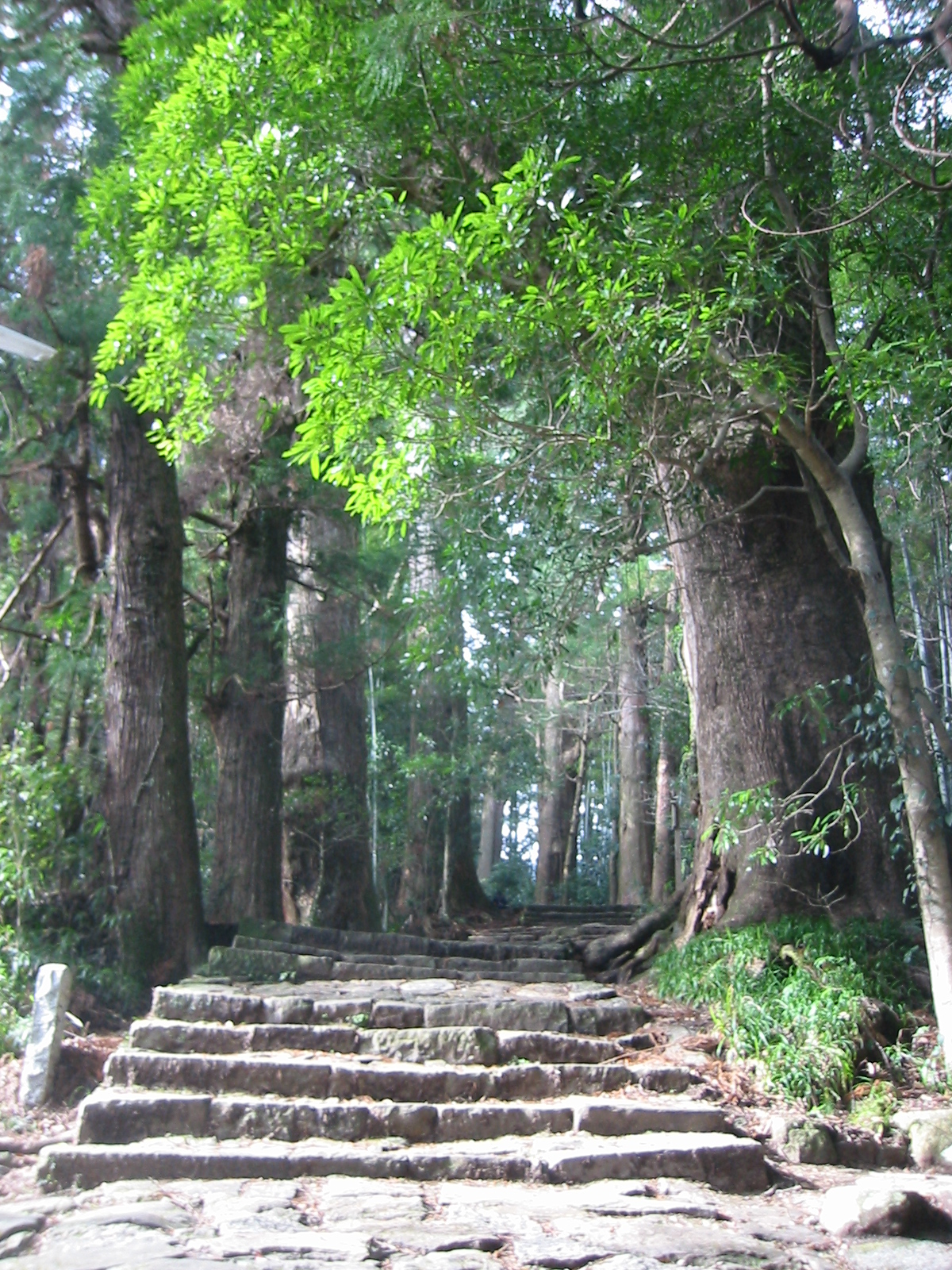
紀伊山地の霊場と参詣道
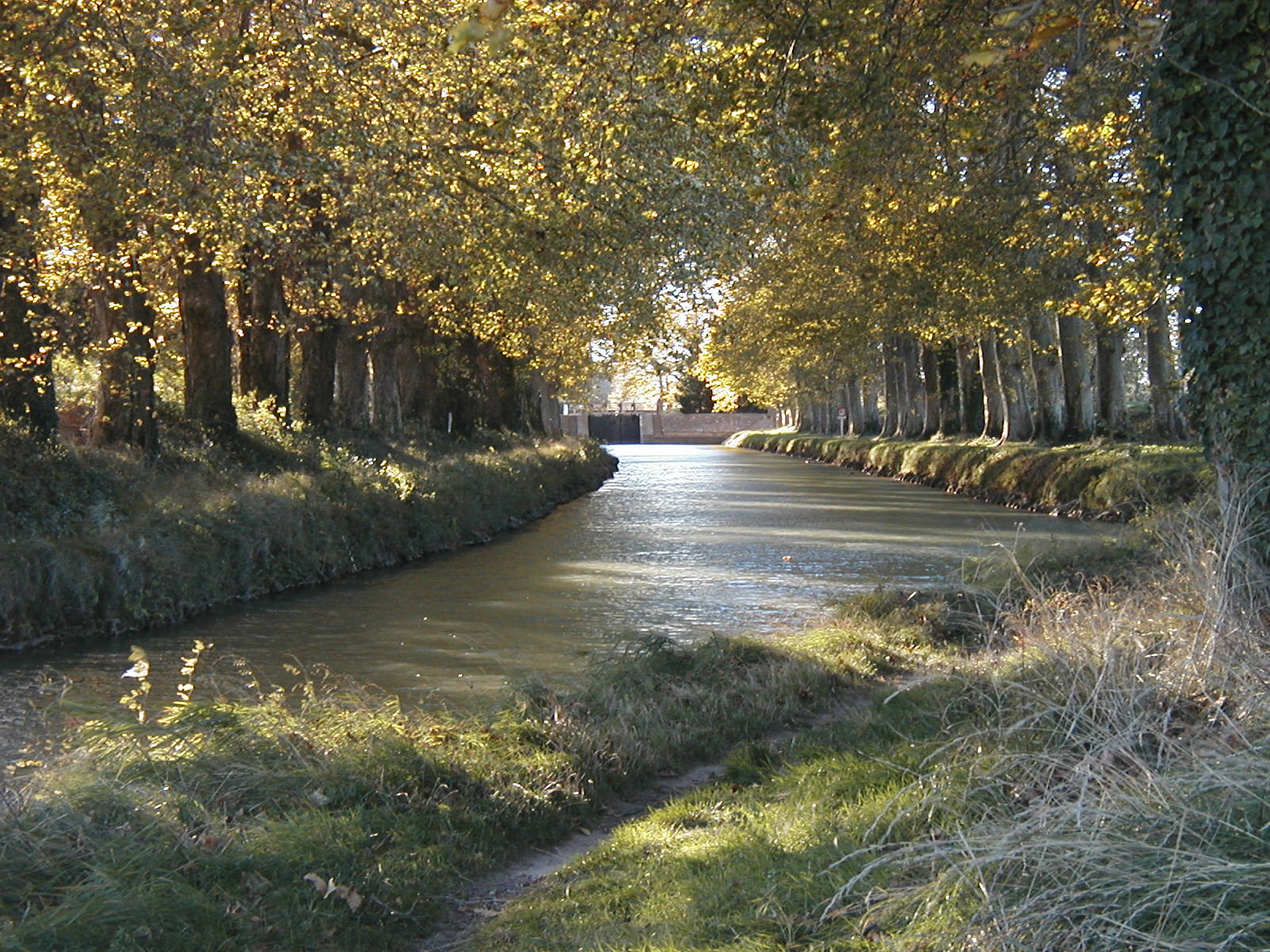
ミディ運河
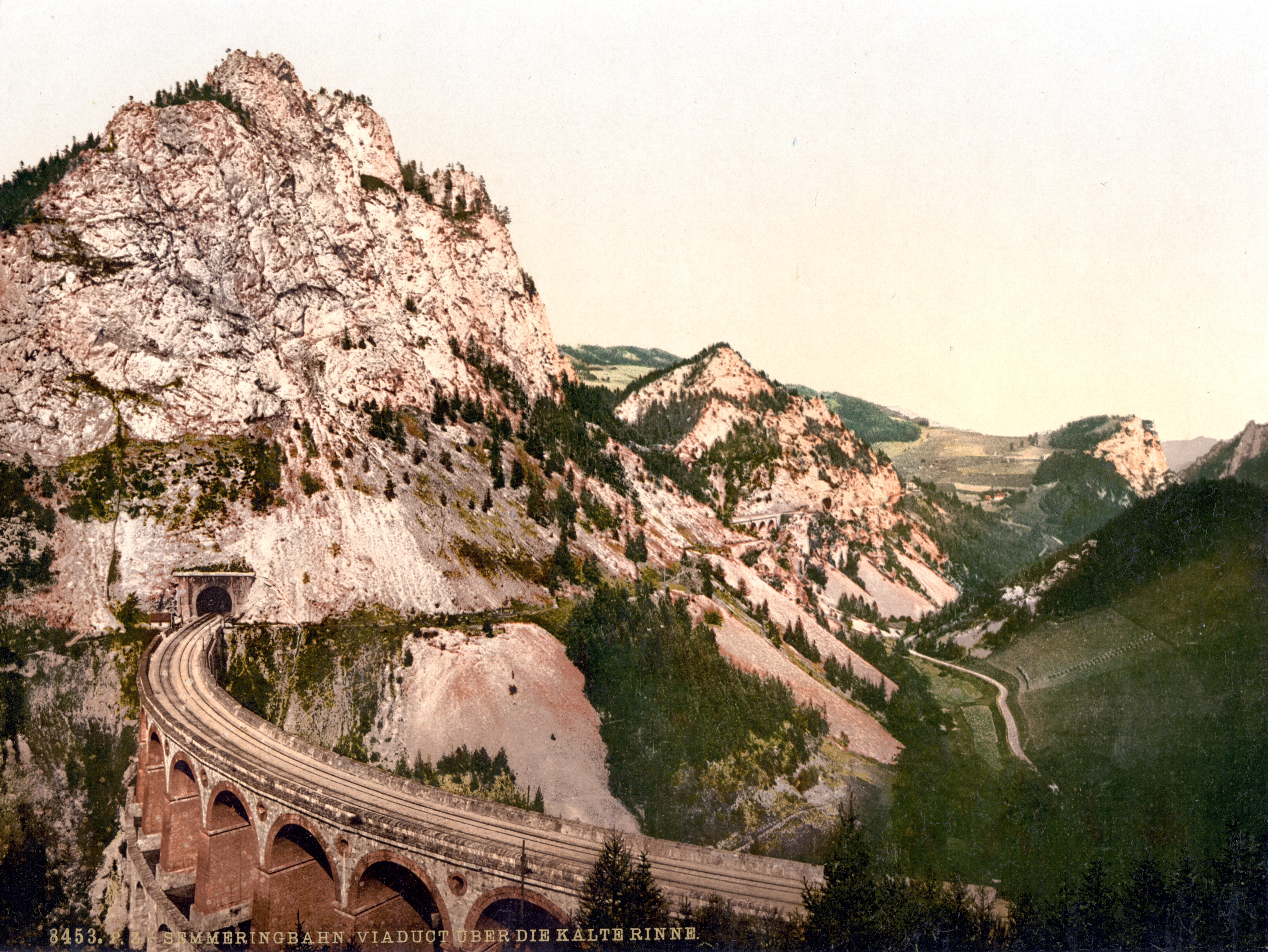
ゼメリング鉄道
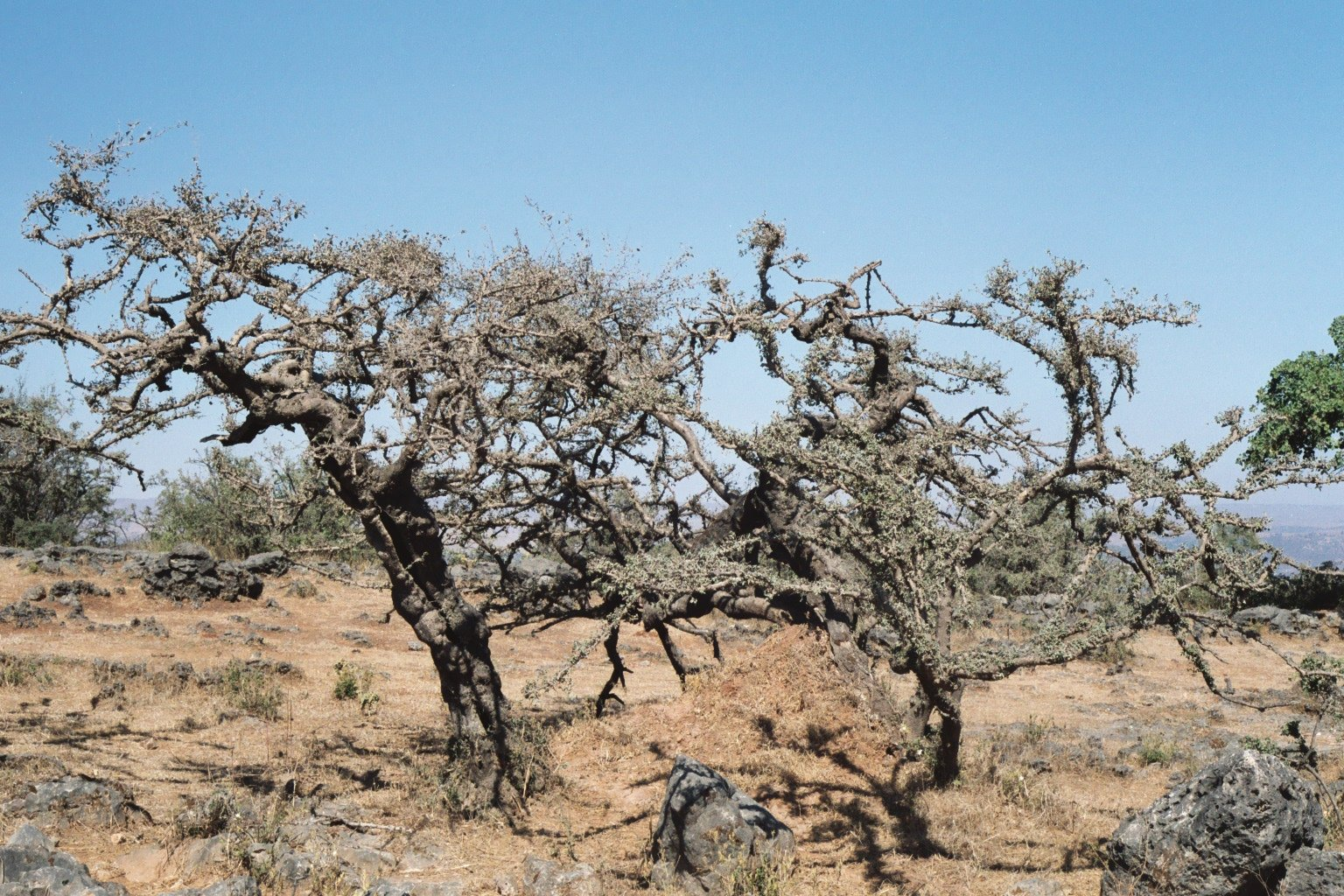
乳香の土地

## ギャラリー

### 日本

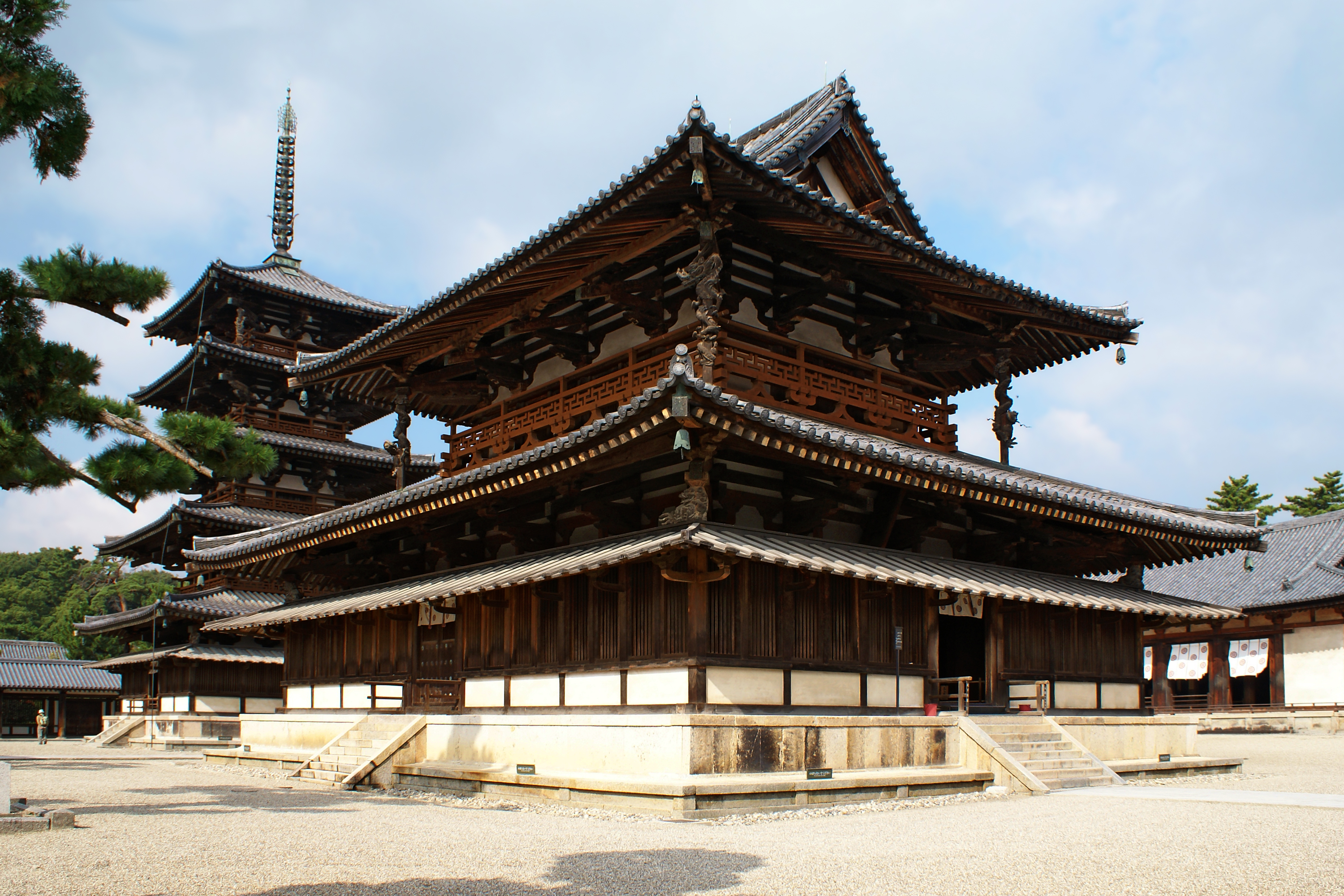
法隆寺
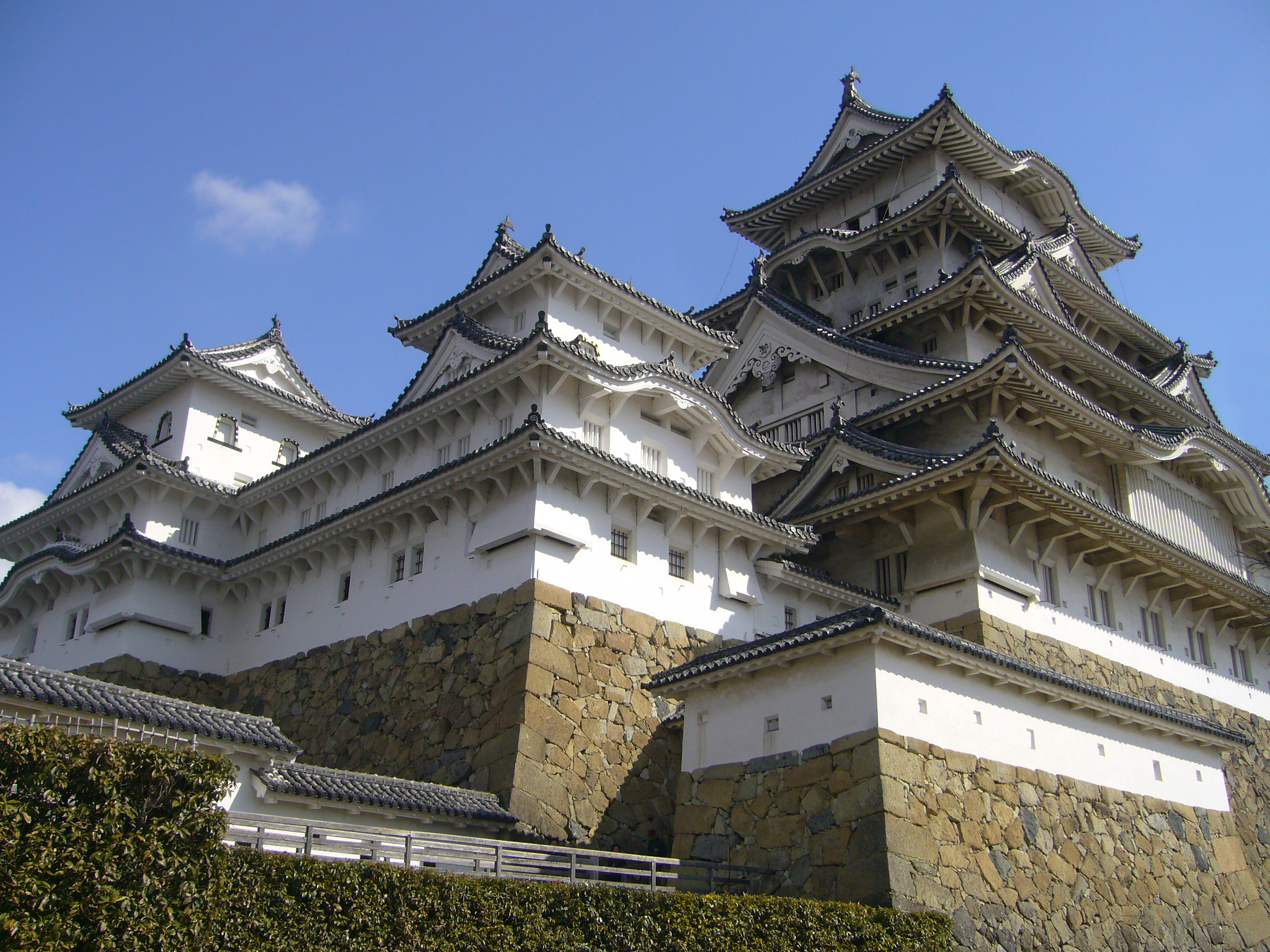
姫路城
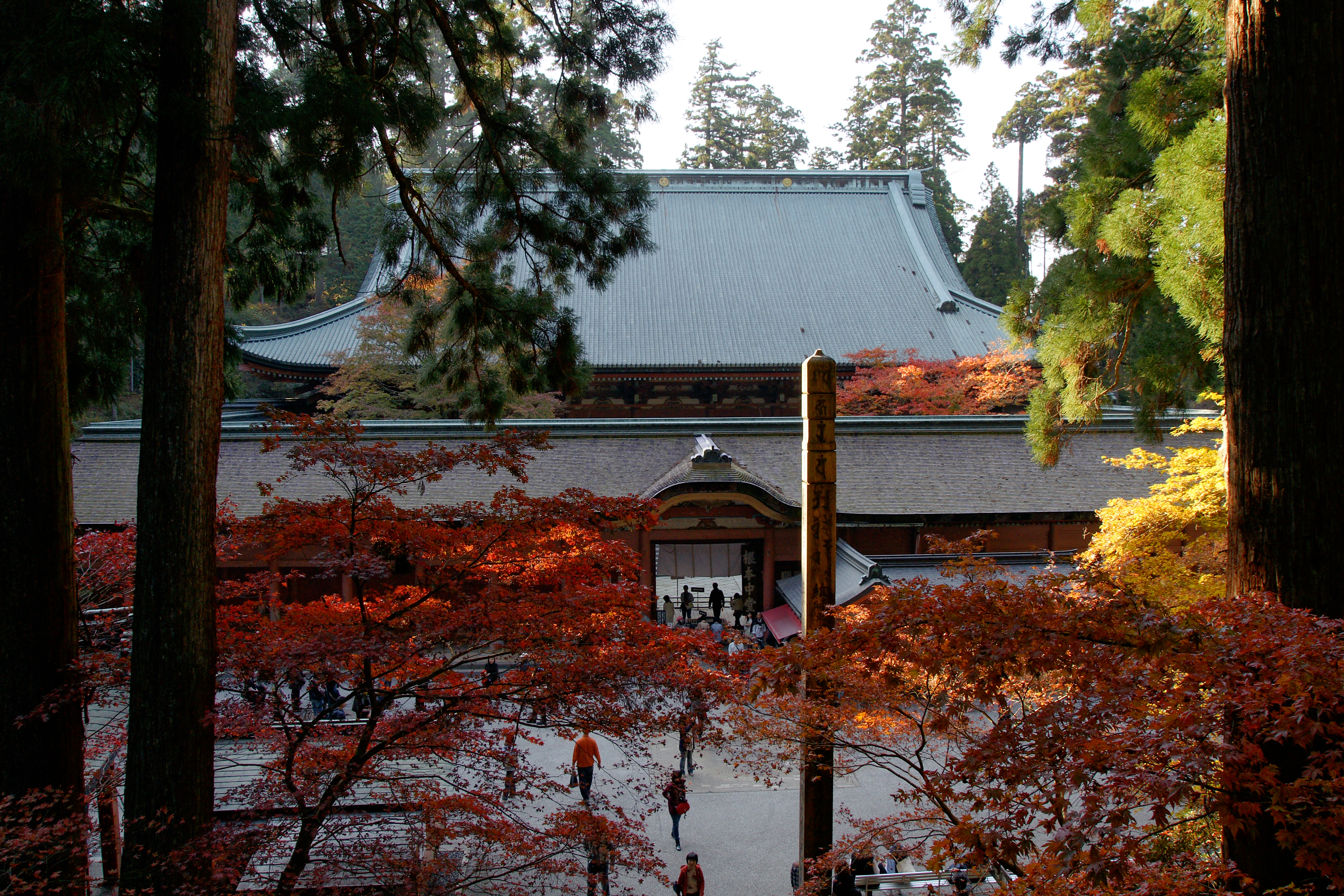
古都京都の文化財
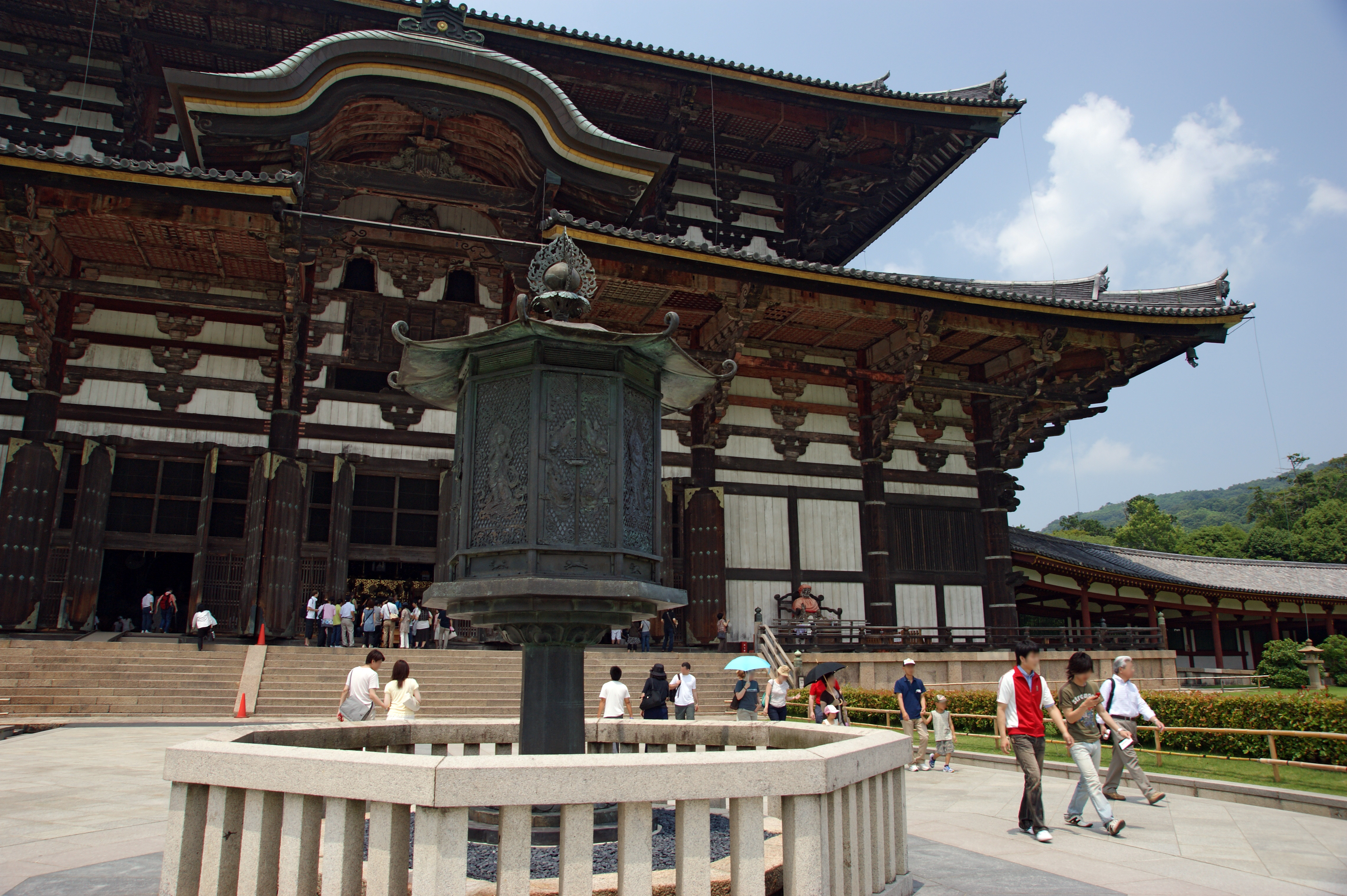
古都奈良の文化財
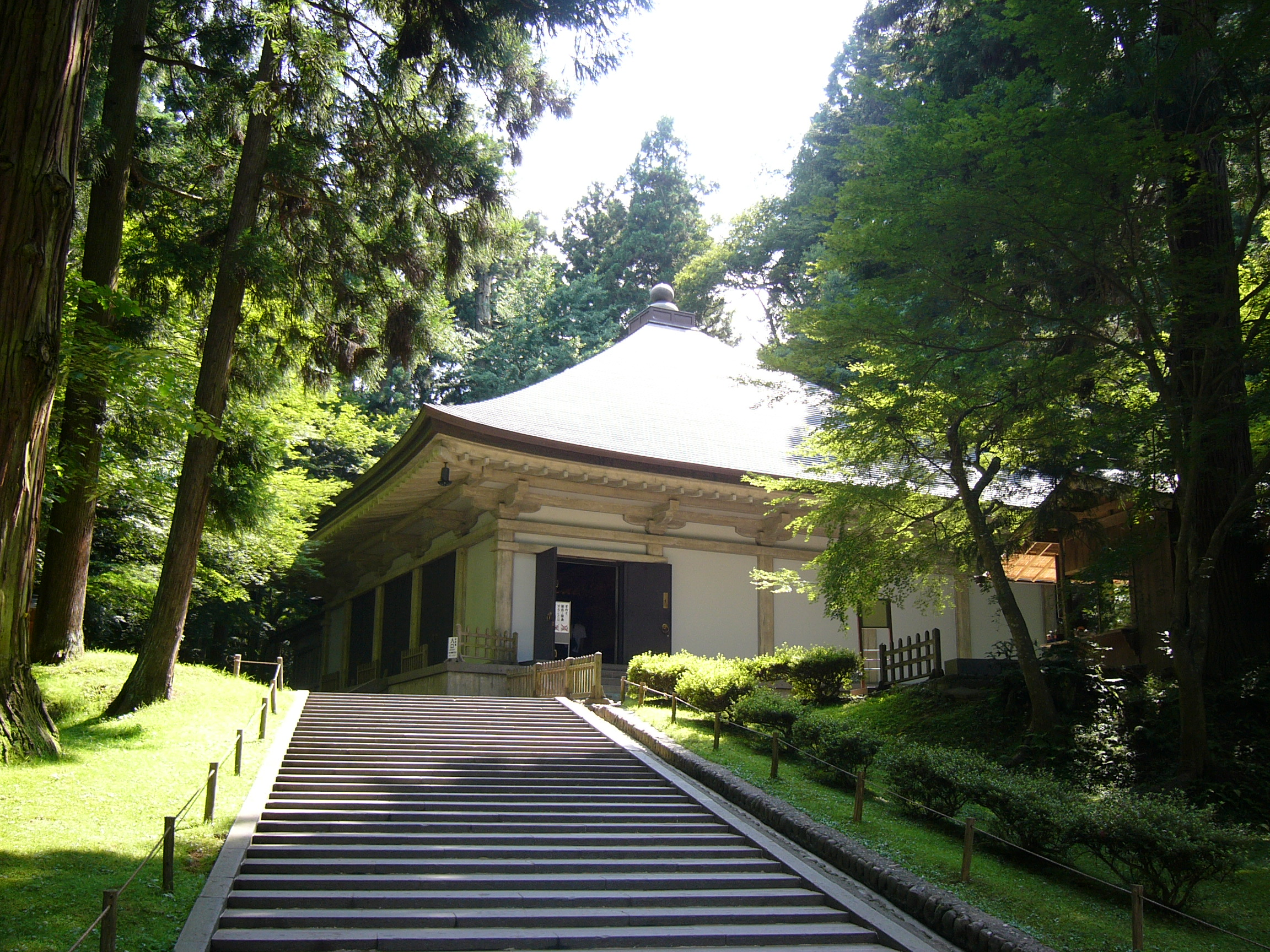
平泉―仏国土（浄土）を表す建築・庭園及び考古学的遺跡群―
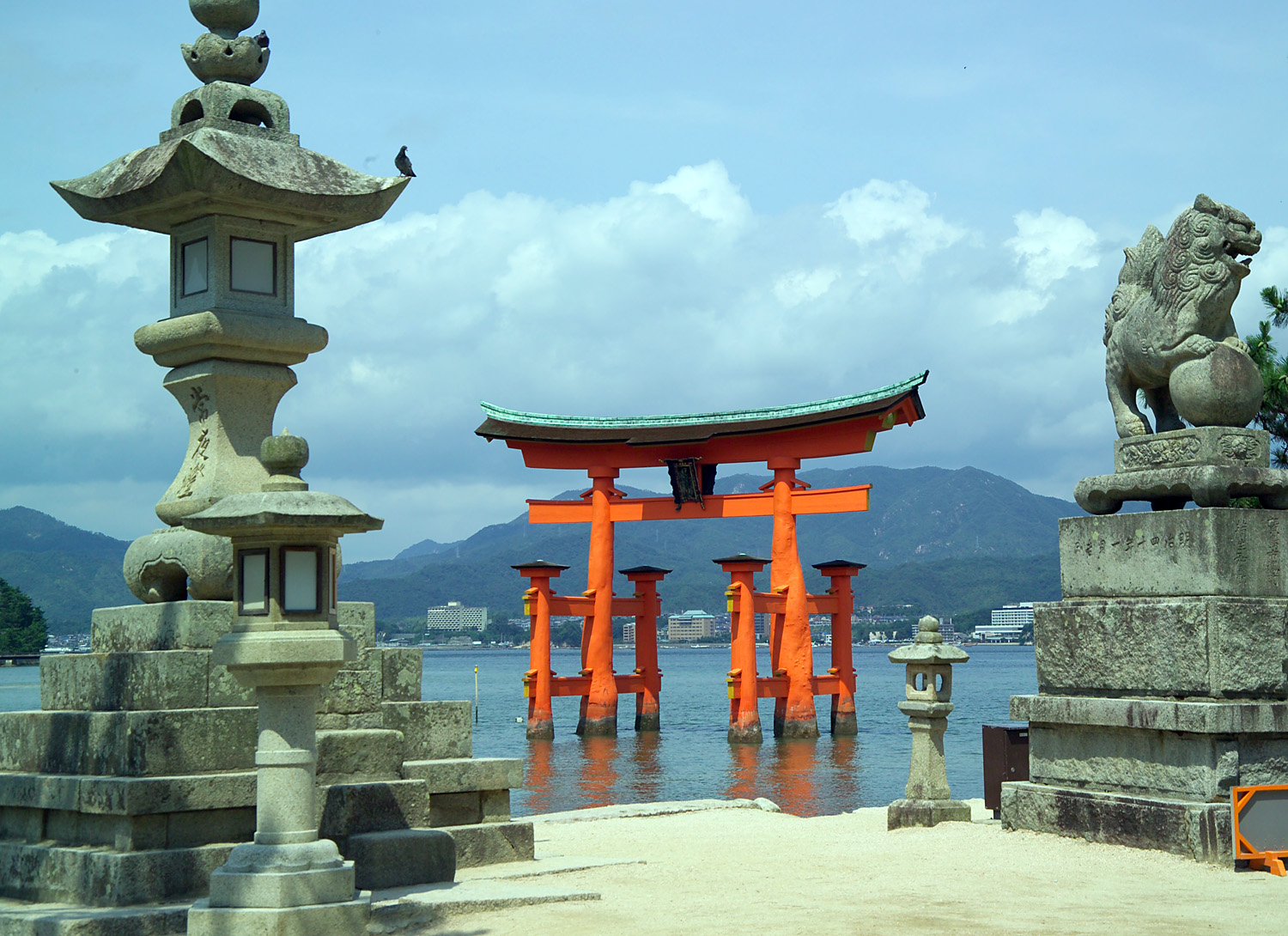
厳島神社
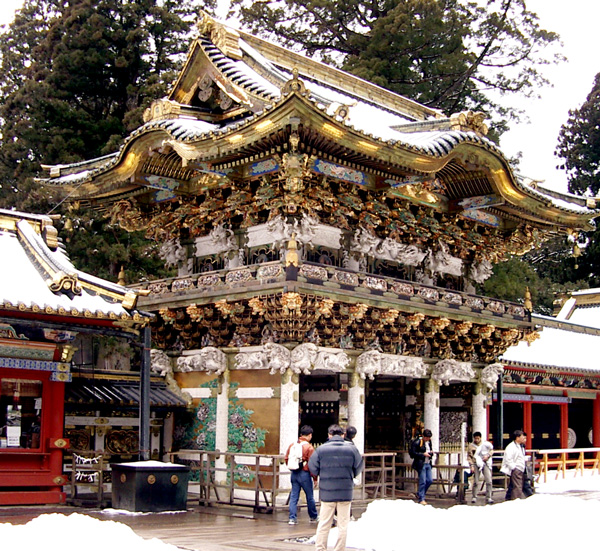
日光の社寺
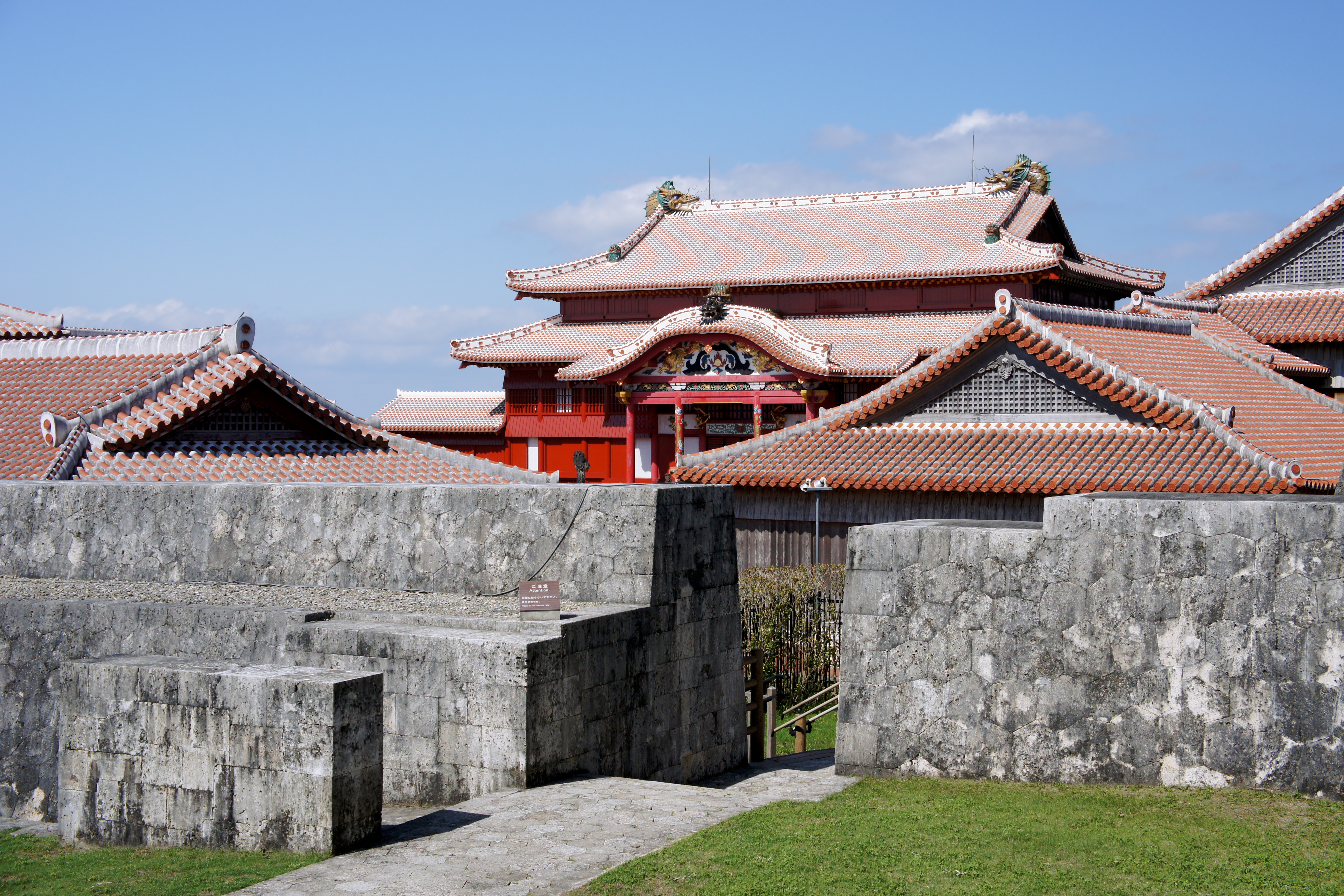
首里城
富士山-信仰の対象と芸術の源泉

### アジア

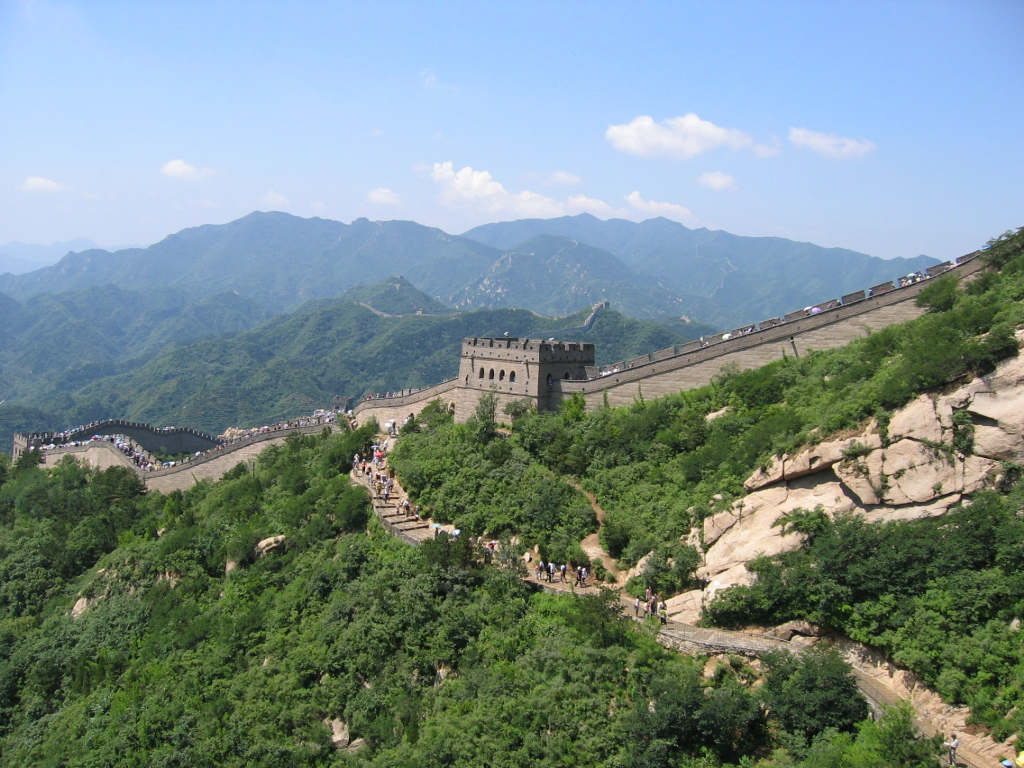
万里の長城
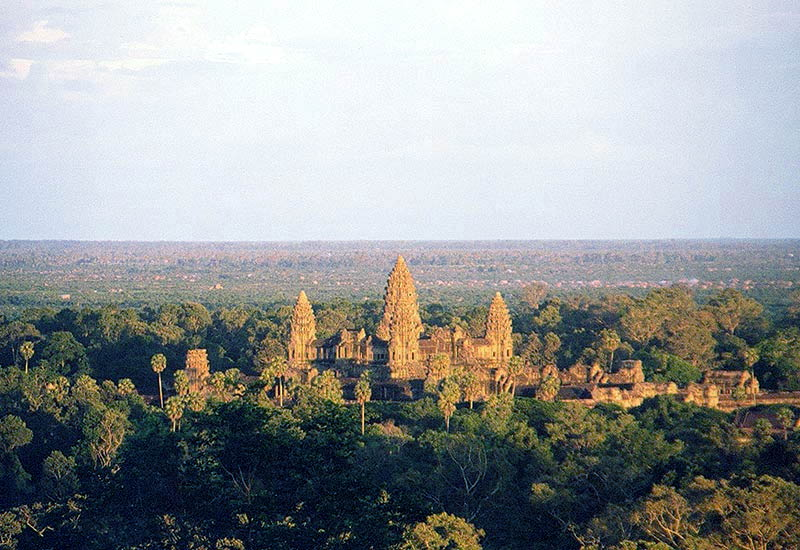
アンコール遺跡
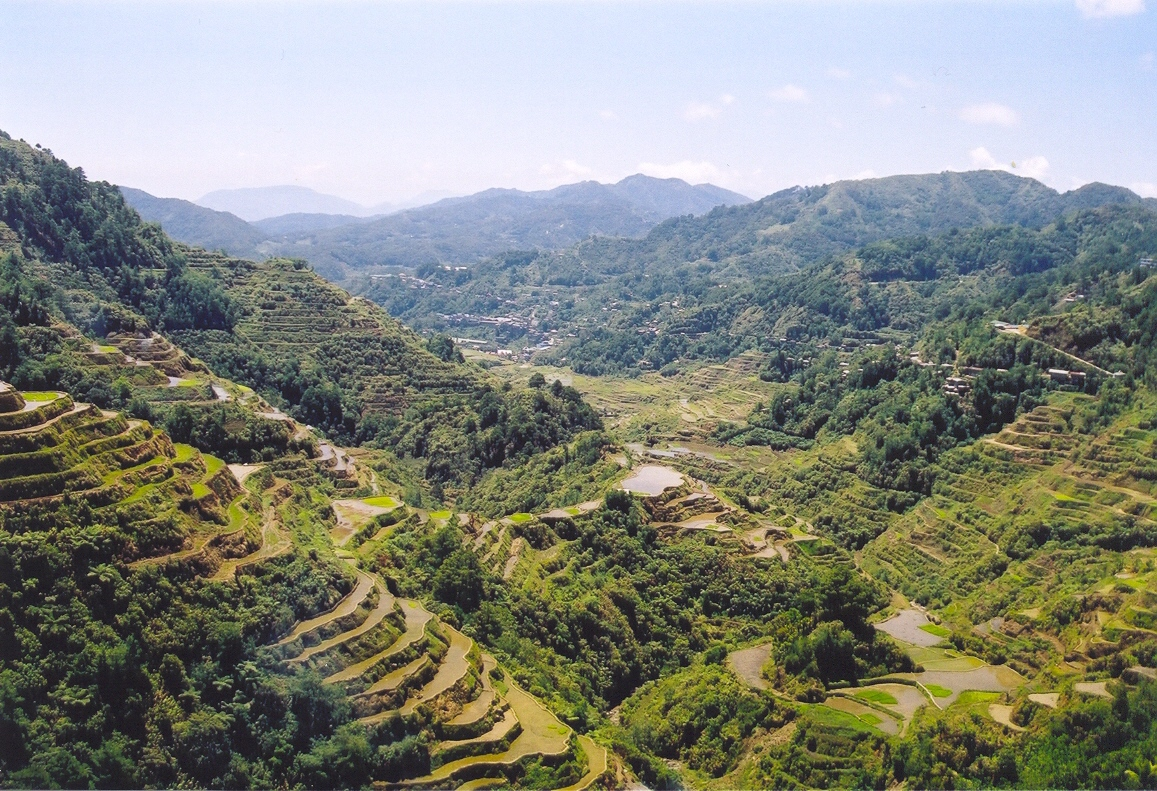
フィリピン・コルディリェーラの棚田群
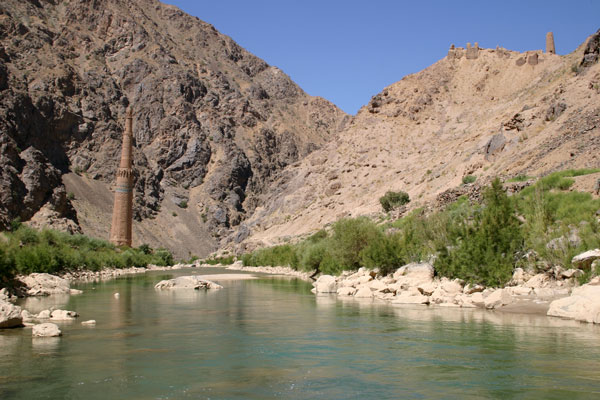
ジャームのミナレット
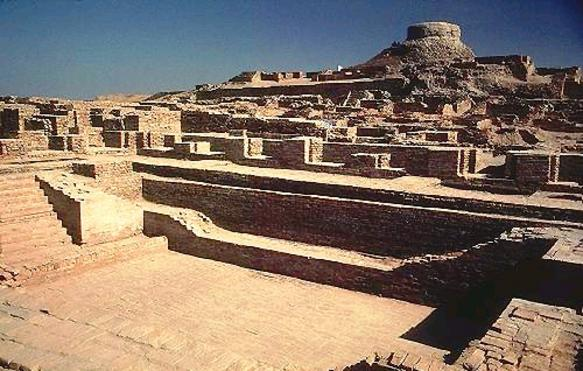
モヘンジョダロ
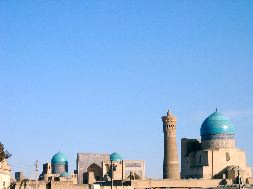
ブハラの歴史地区
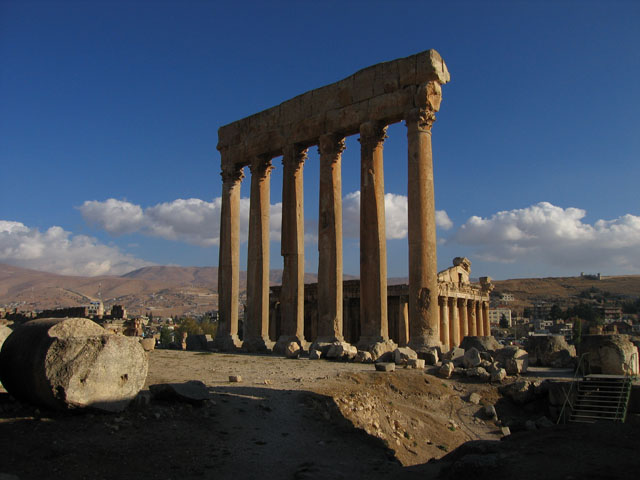
バールベック
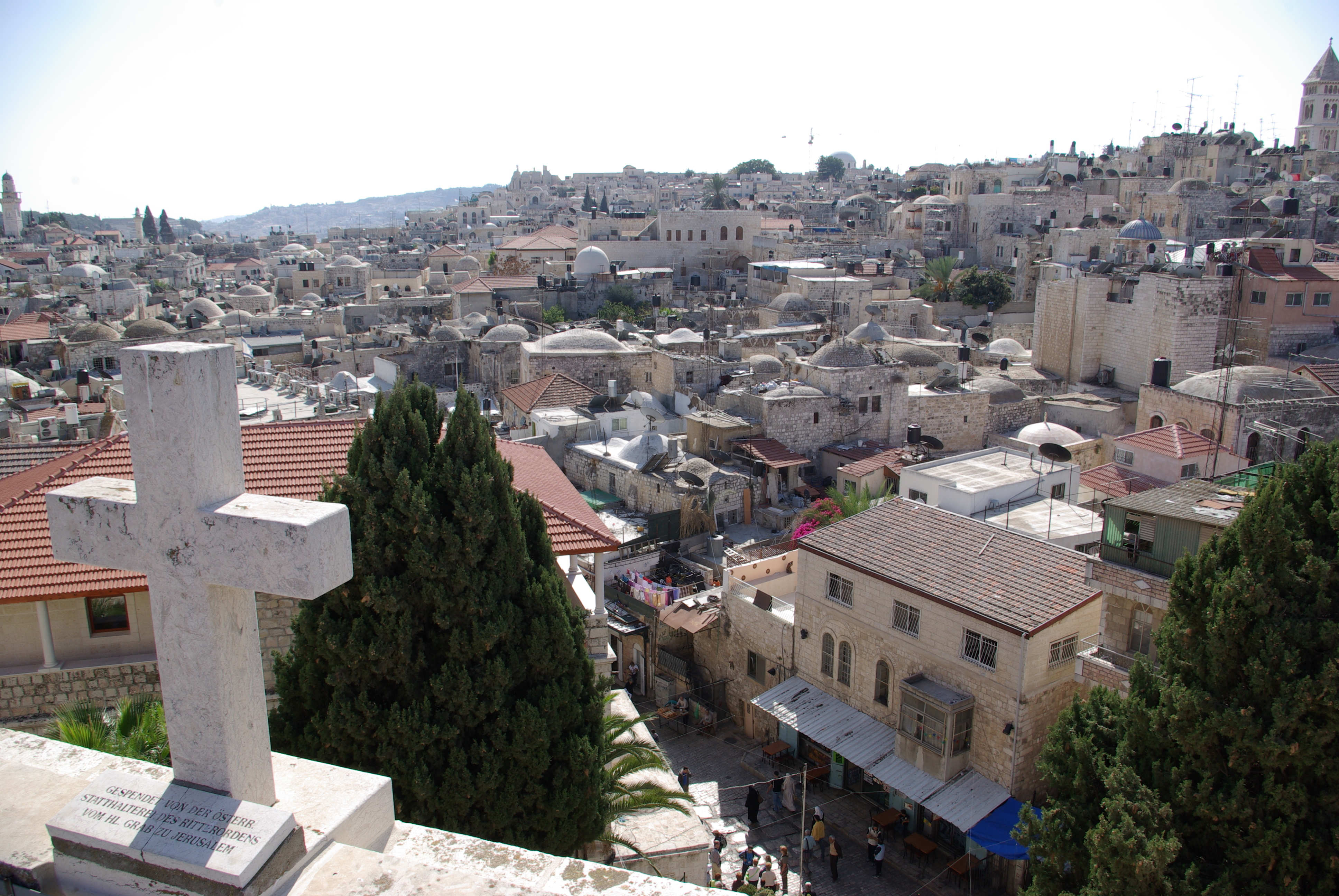
エルサレムの旧市街とその城壁群
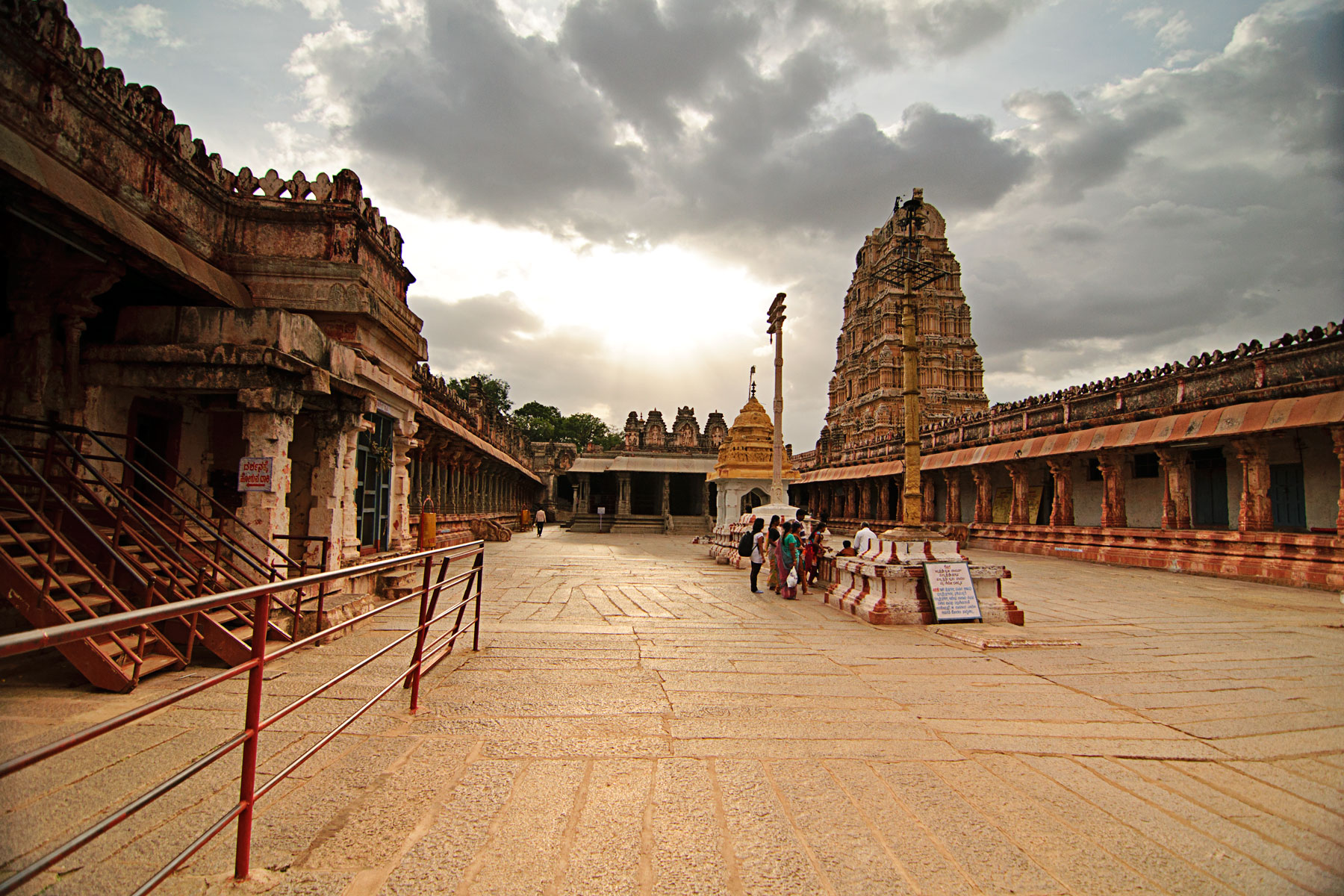
ハンピの建造物群(インド)

### オセアニア

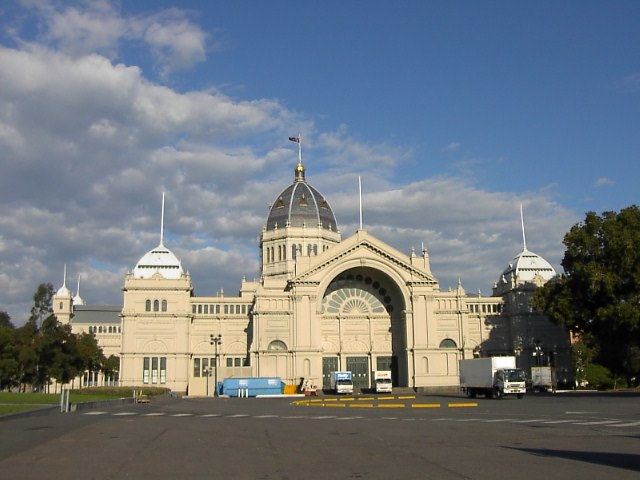
王立展示館とカールトン庭園
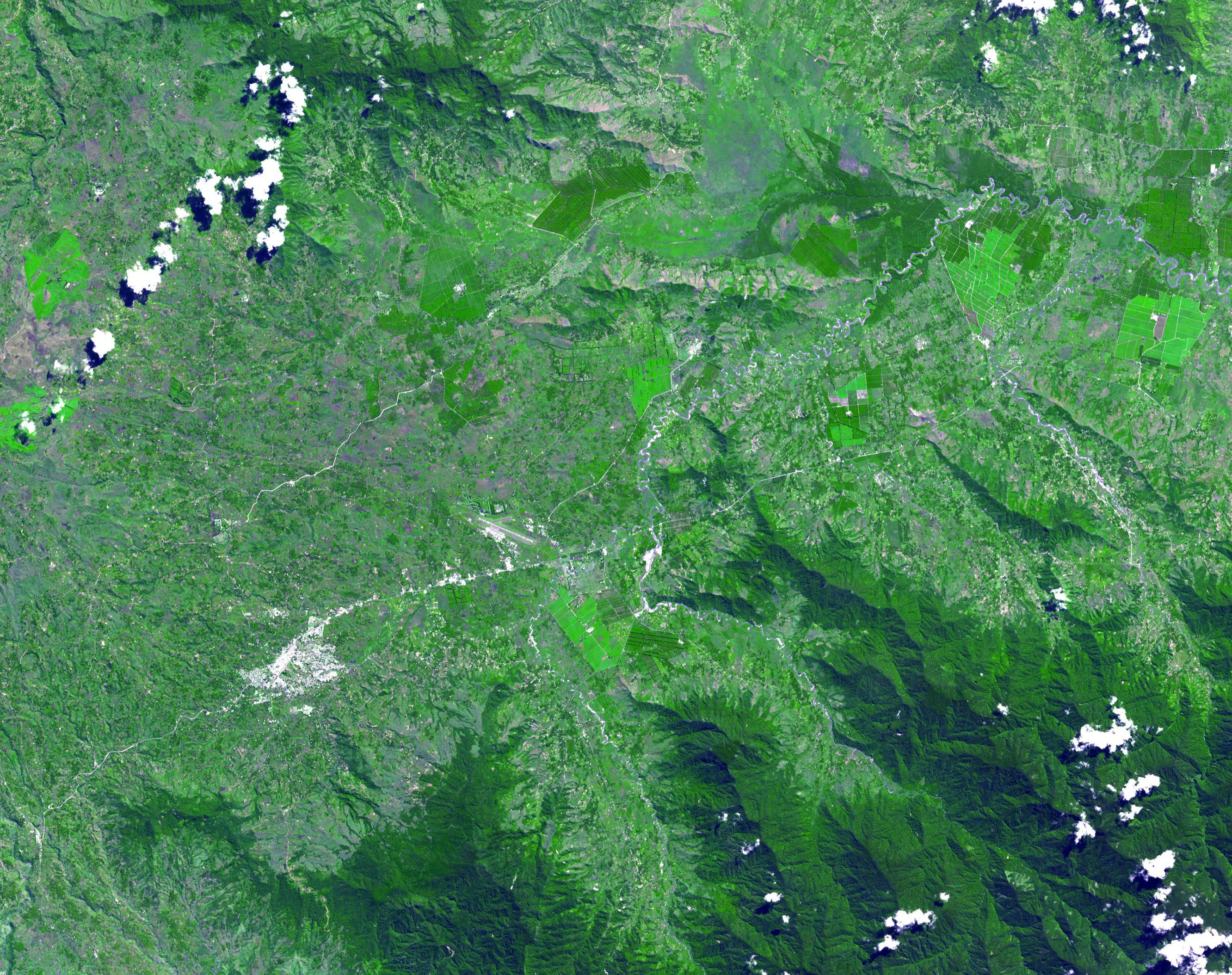
クックの初期農業遺跡
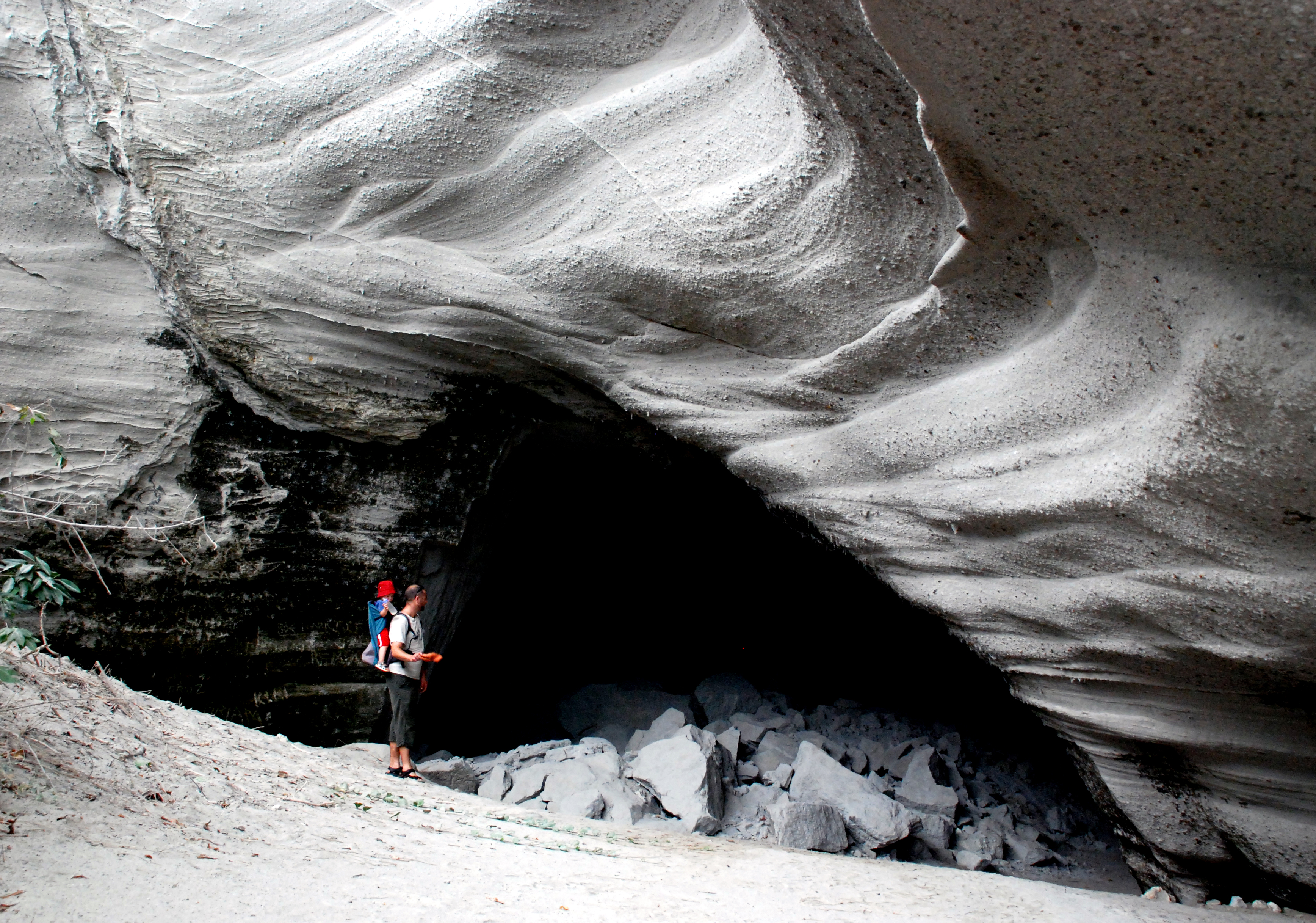
ロイ・マタ首長の領地
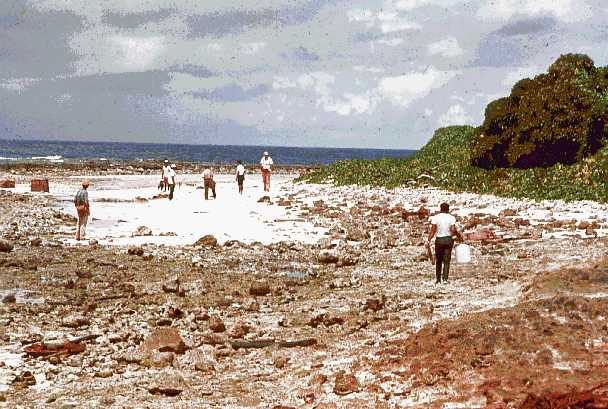
ビキニ環礁の核実験場

### アフリカ

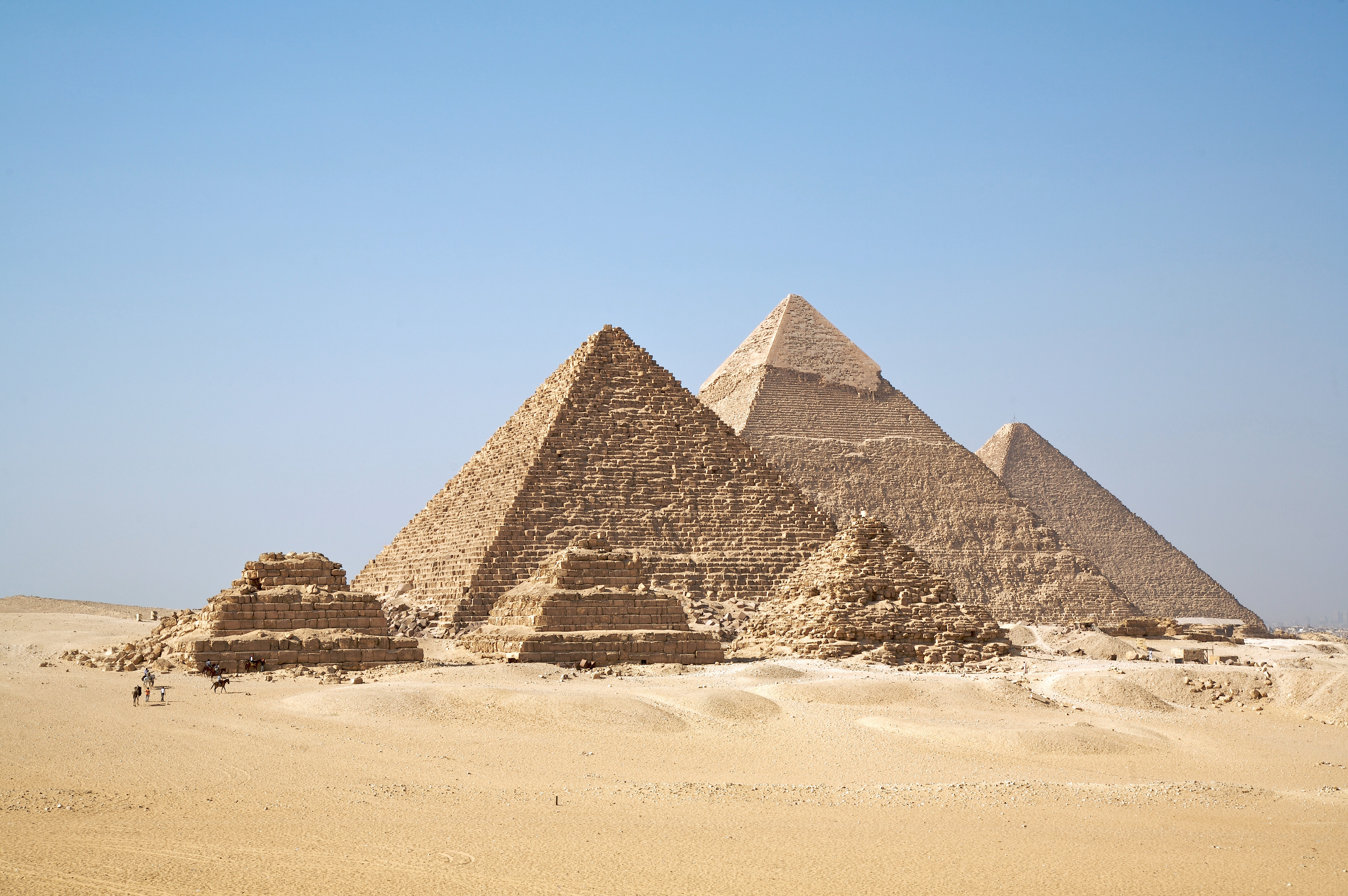
メンフィスとその墓地遺跡
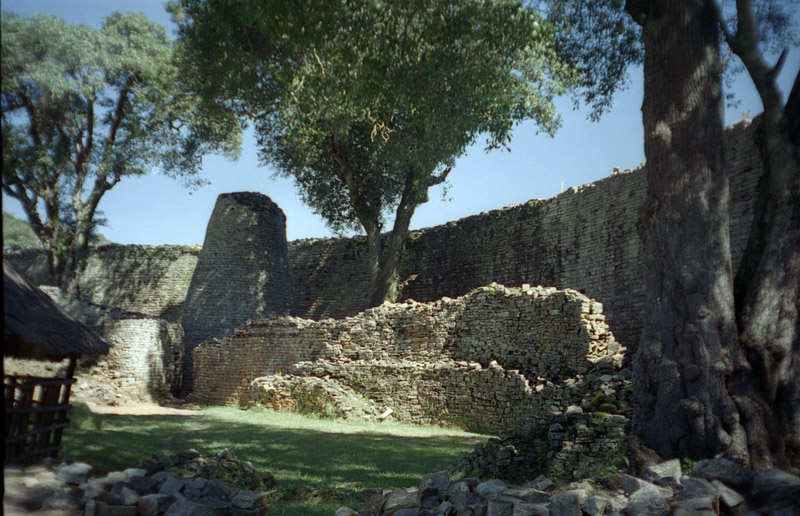
グレート・ジンバブエ遺跡
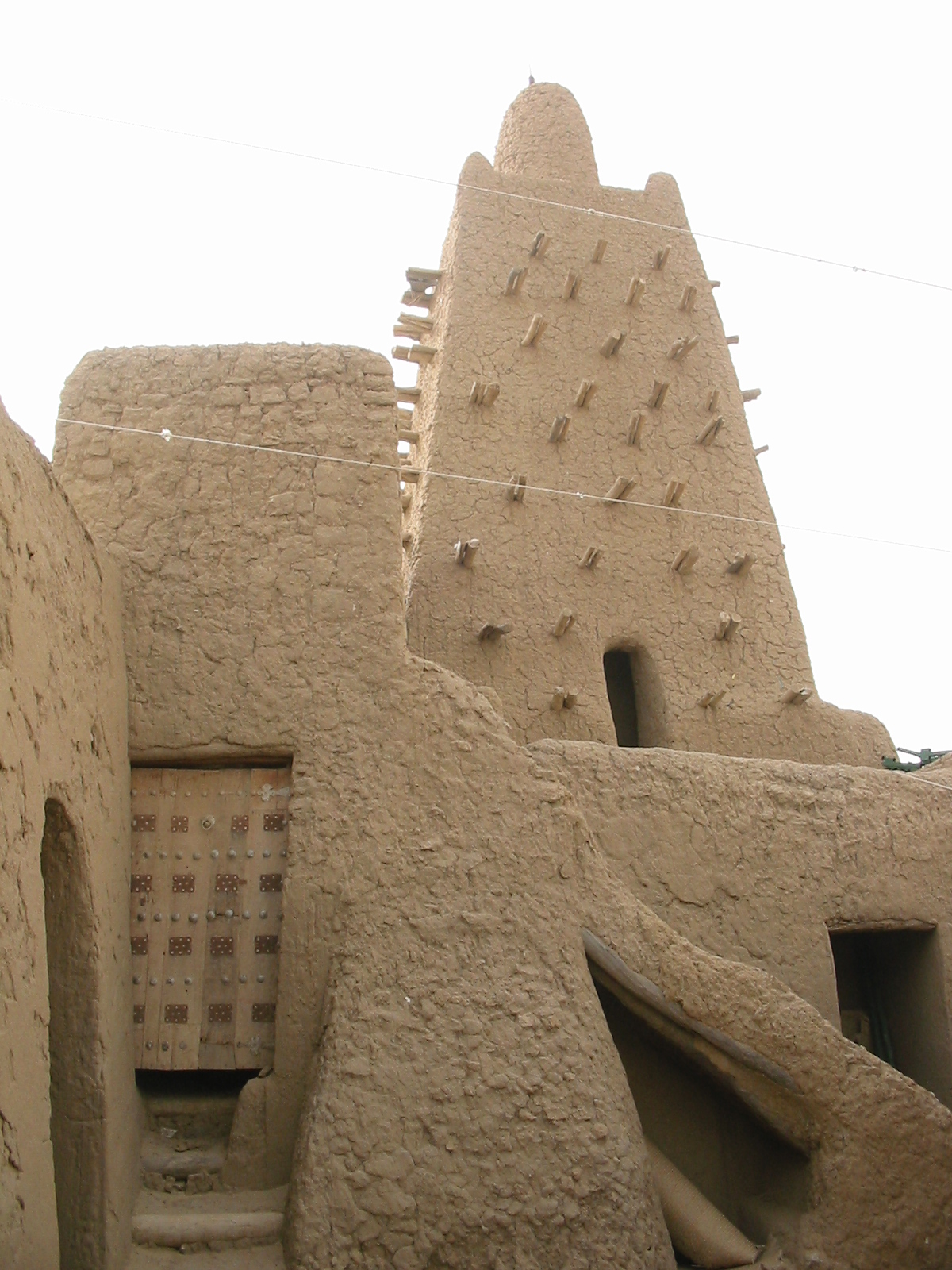
トンブクトゥ
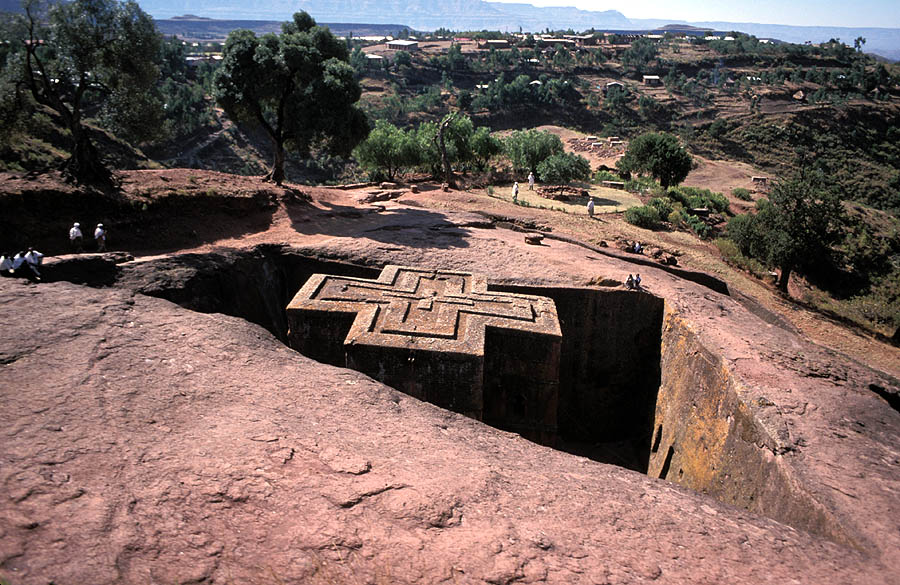
ラリベラの岩窟教会群
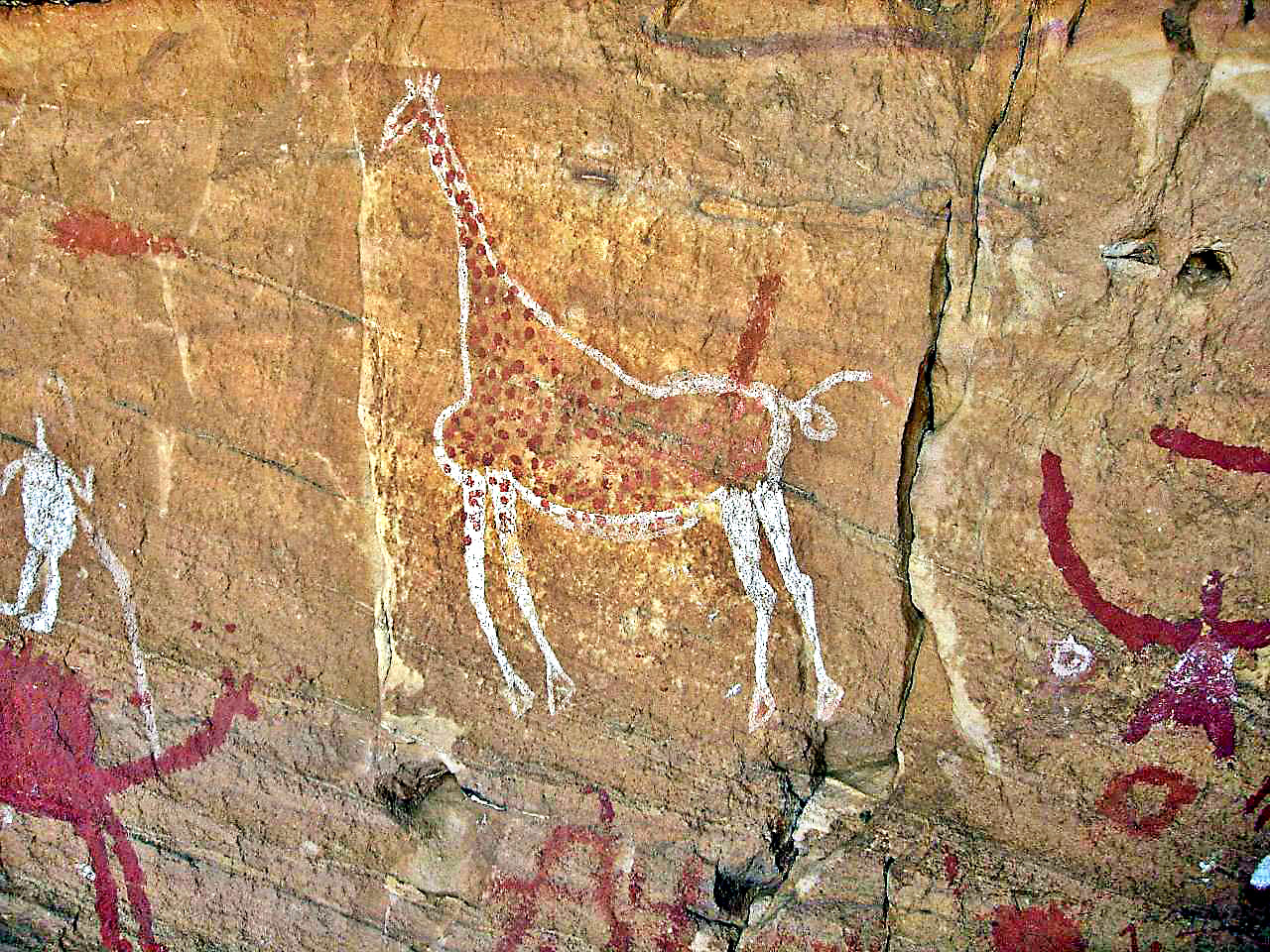
タドラルト・アカクスの岩絵遺跡
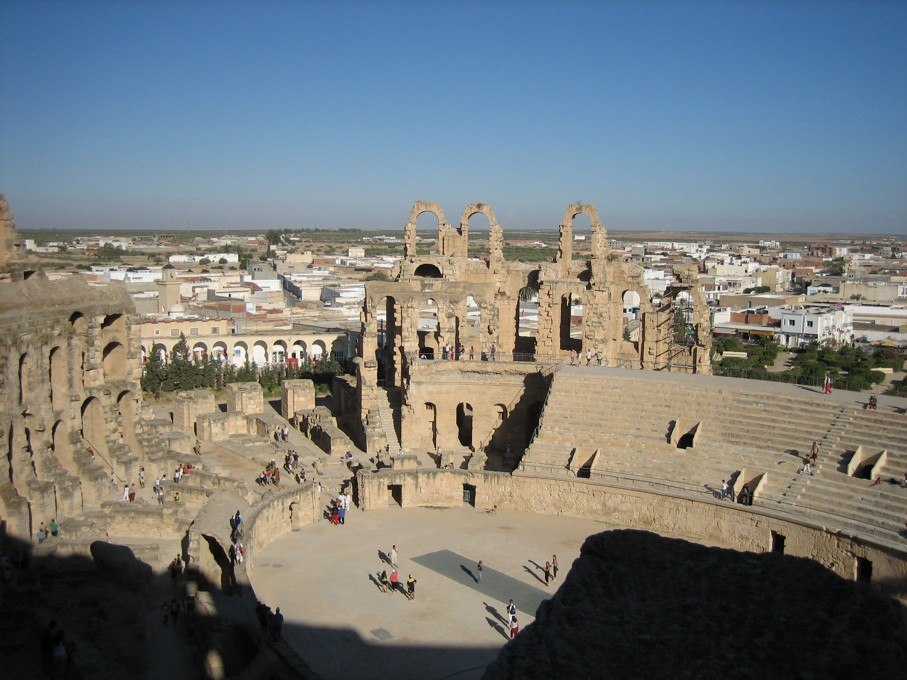
エル・ジェムの円形闘技場
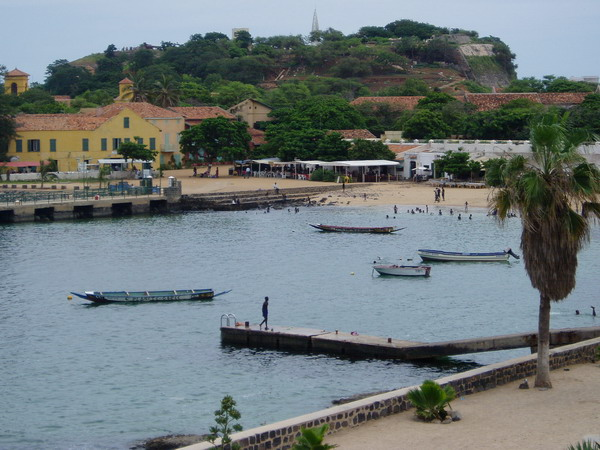
ゴレ島
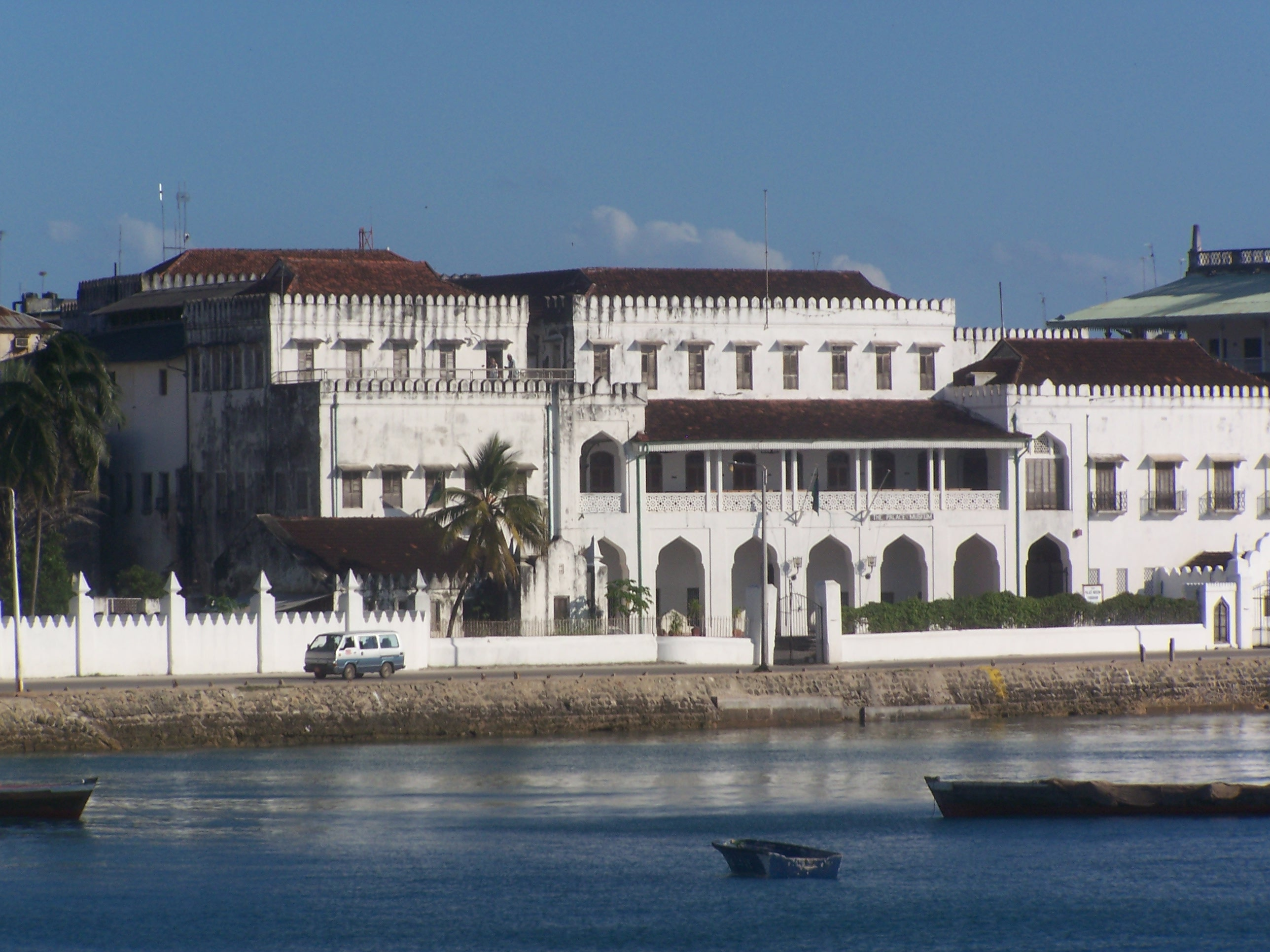
ザンジバル島のストーン・タウン
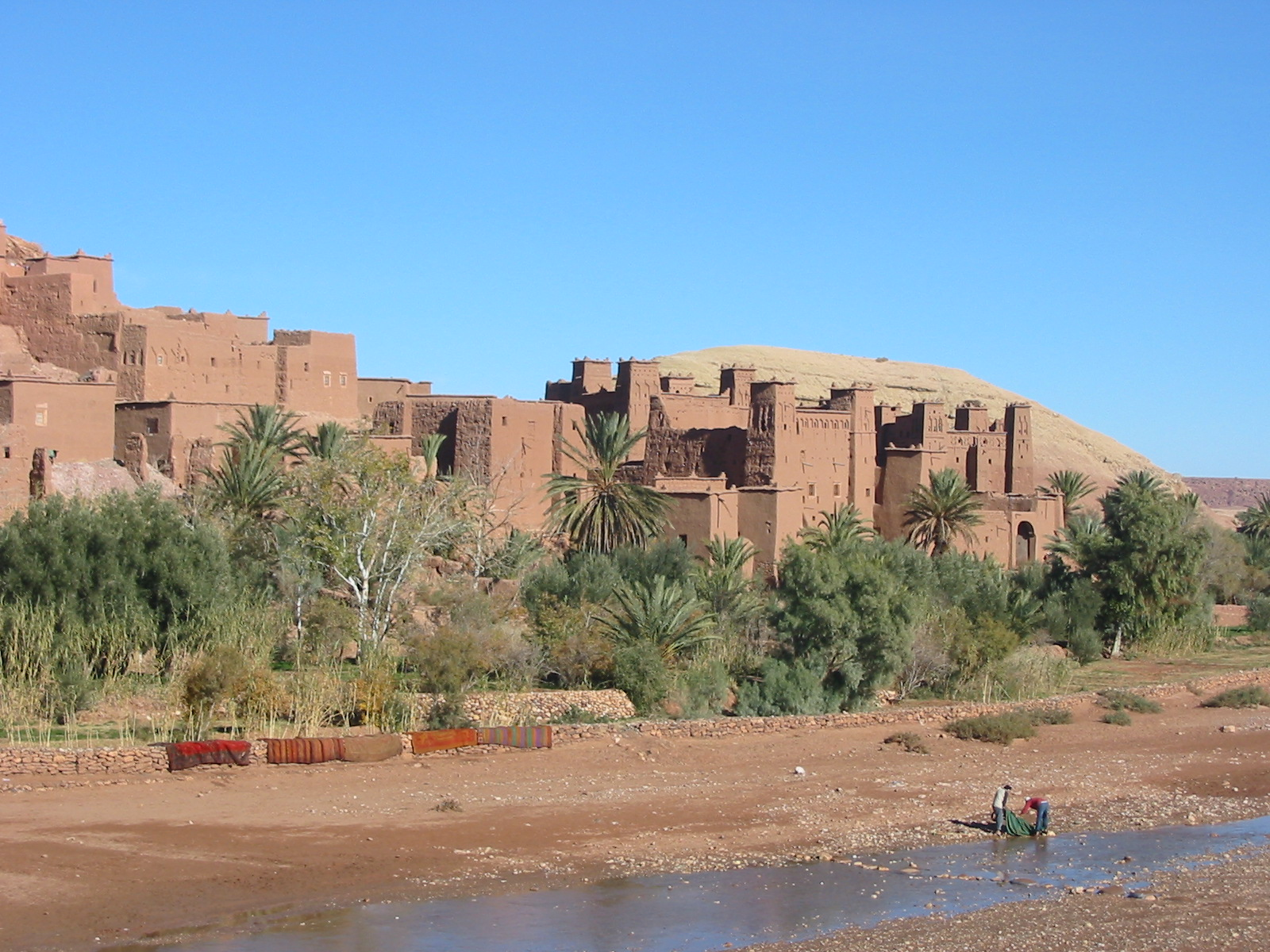
アイット＝ベン＝ハドゥの集落
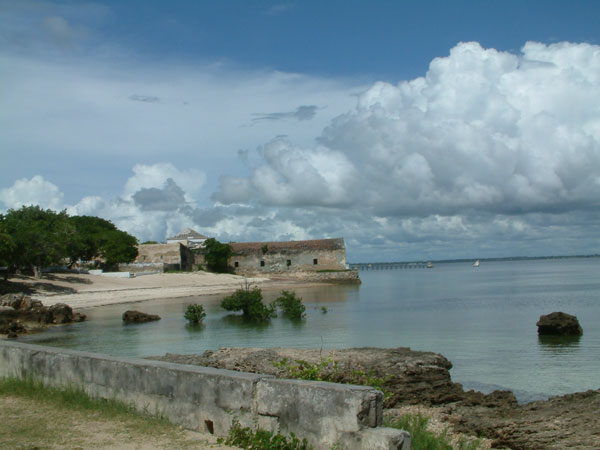
モザンビーク島
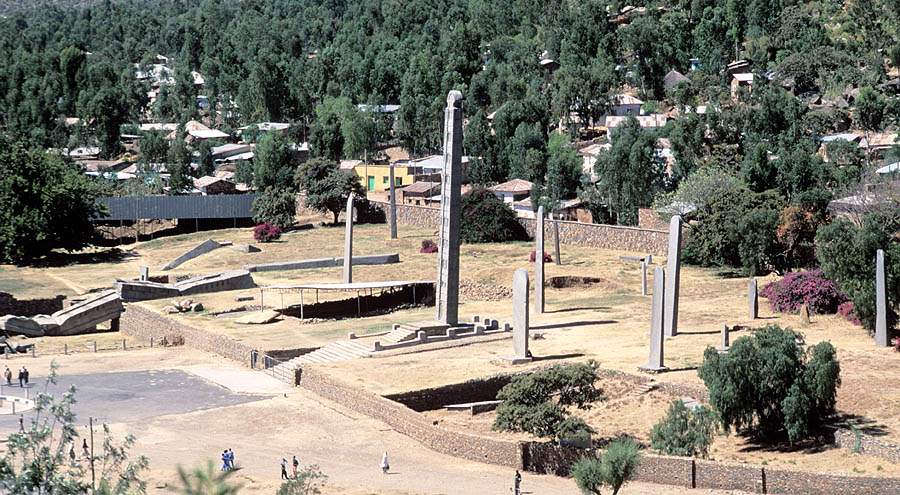
アクスム
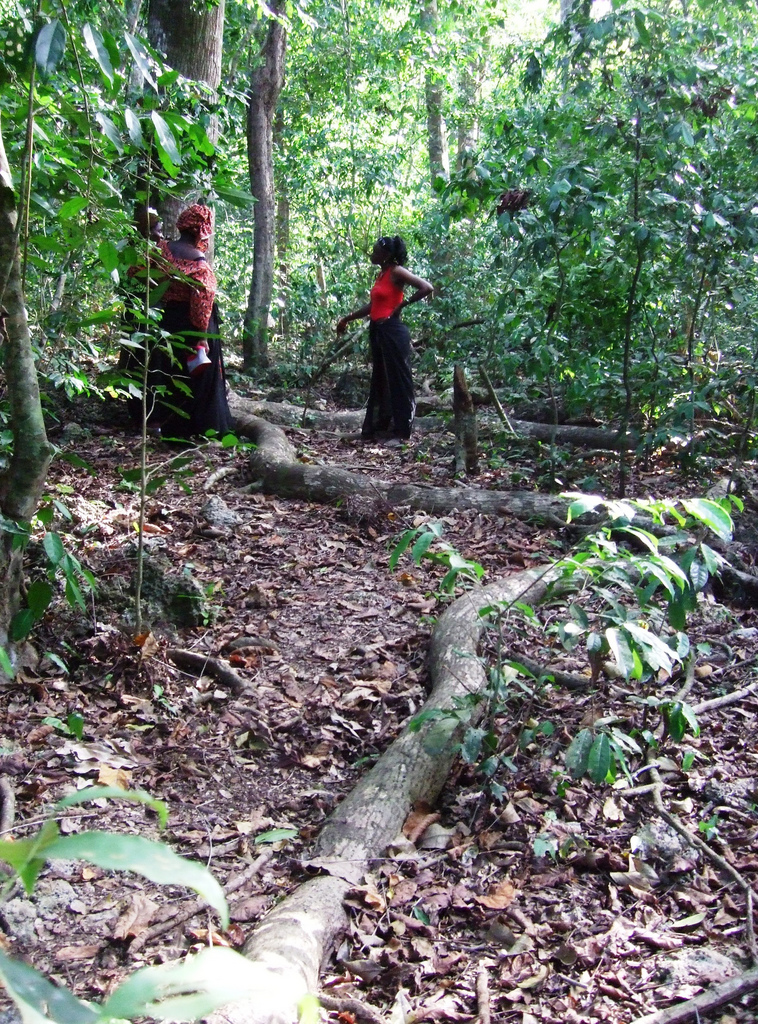
ミジケンダのカヤの聖なる森林群

### ヨーロッパ

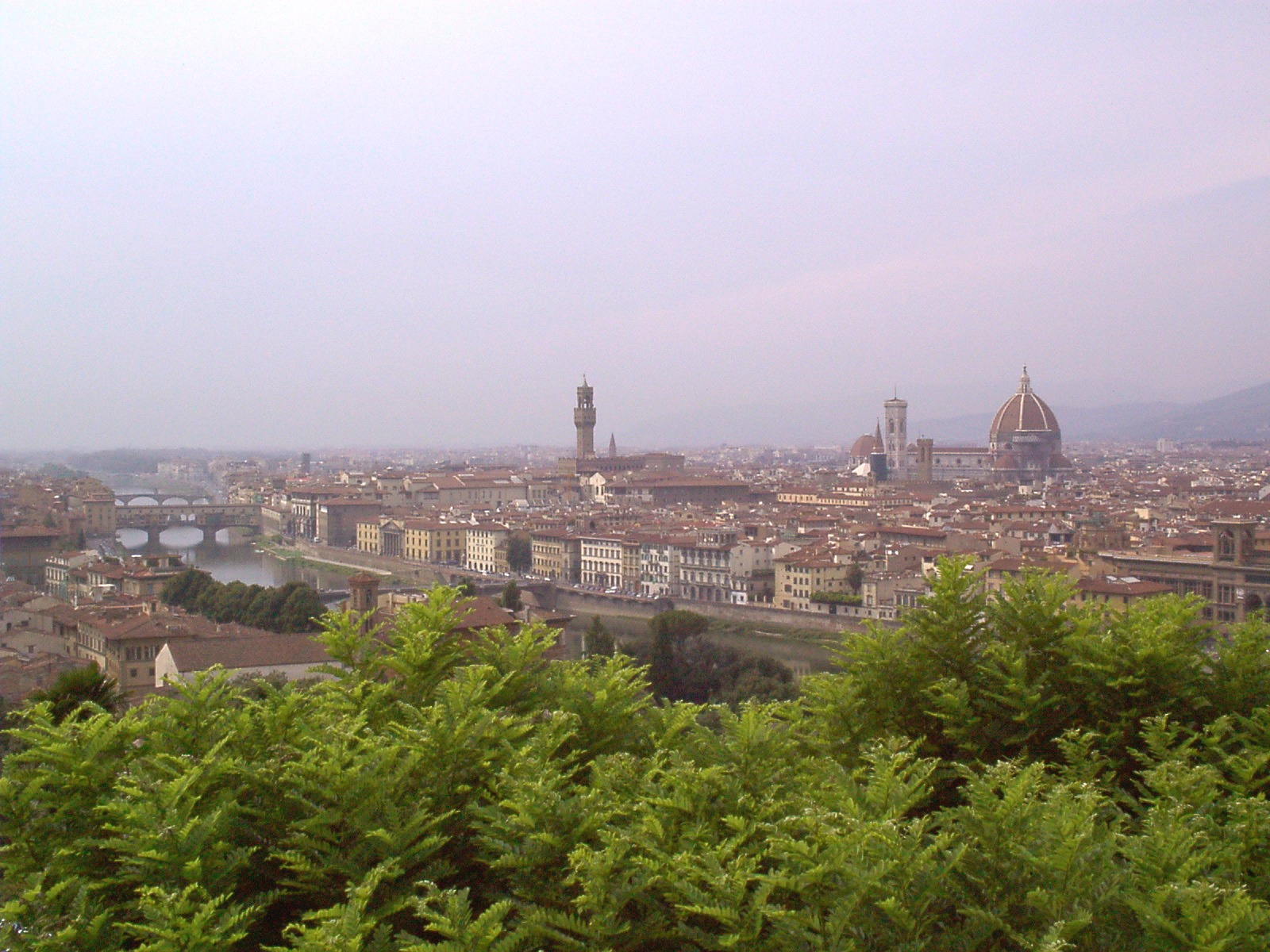
フィレンツェ歴史地区
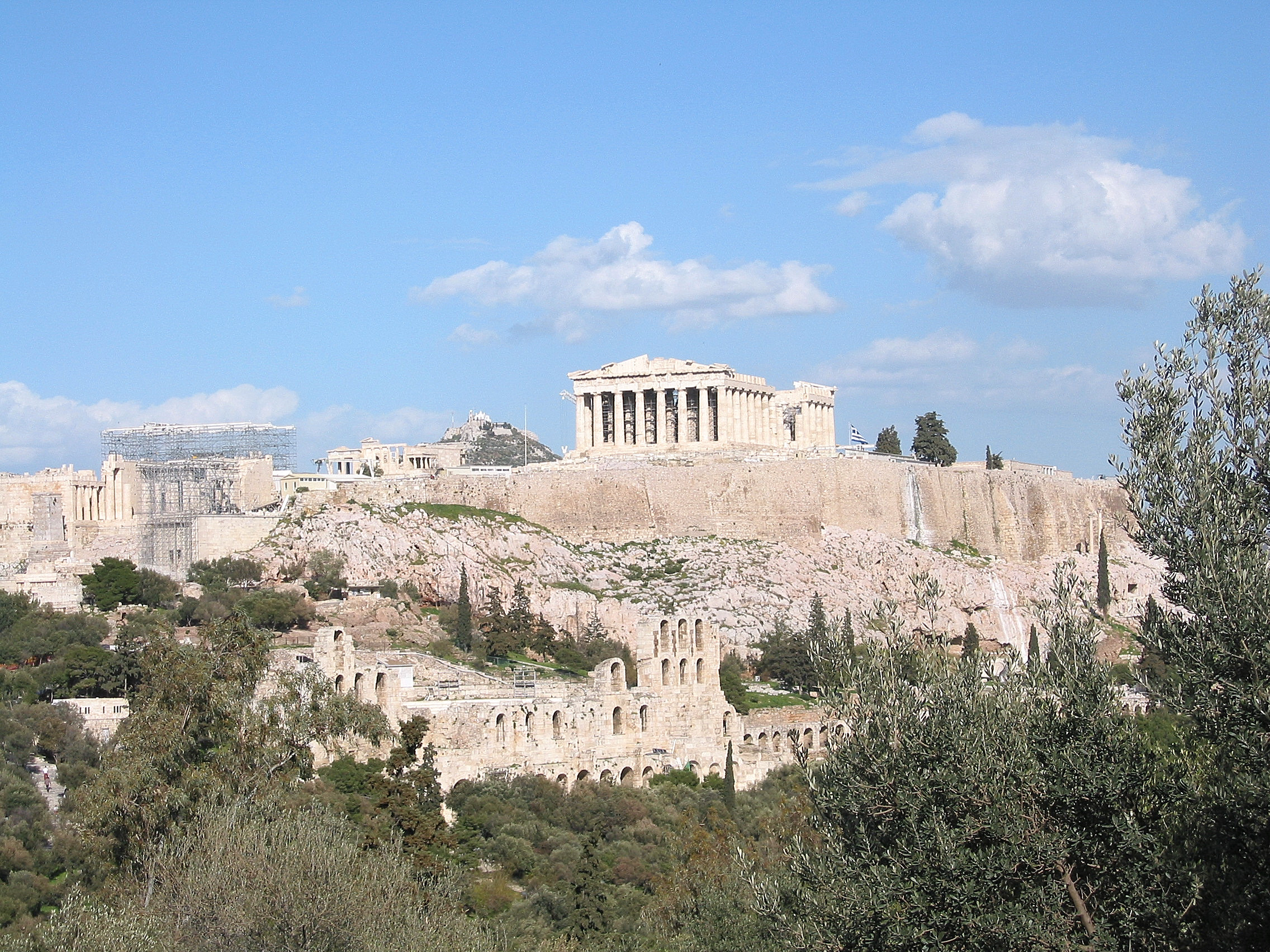
アテネのアクロポリス
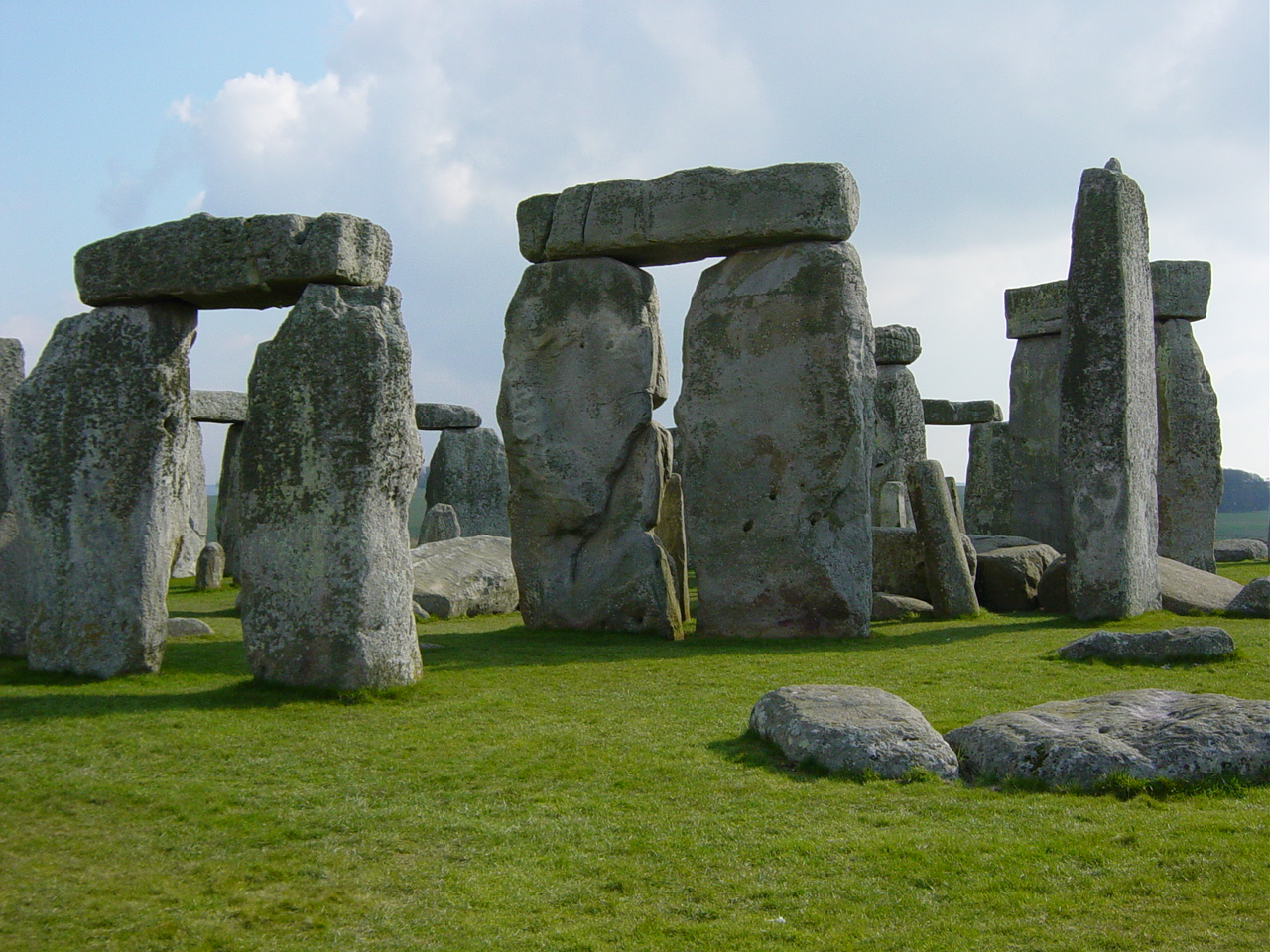
ストーンヘンジ、エーヴベリーと関連する遺跡群
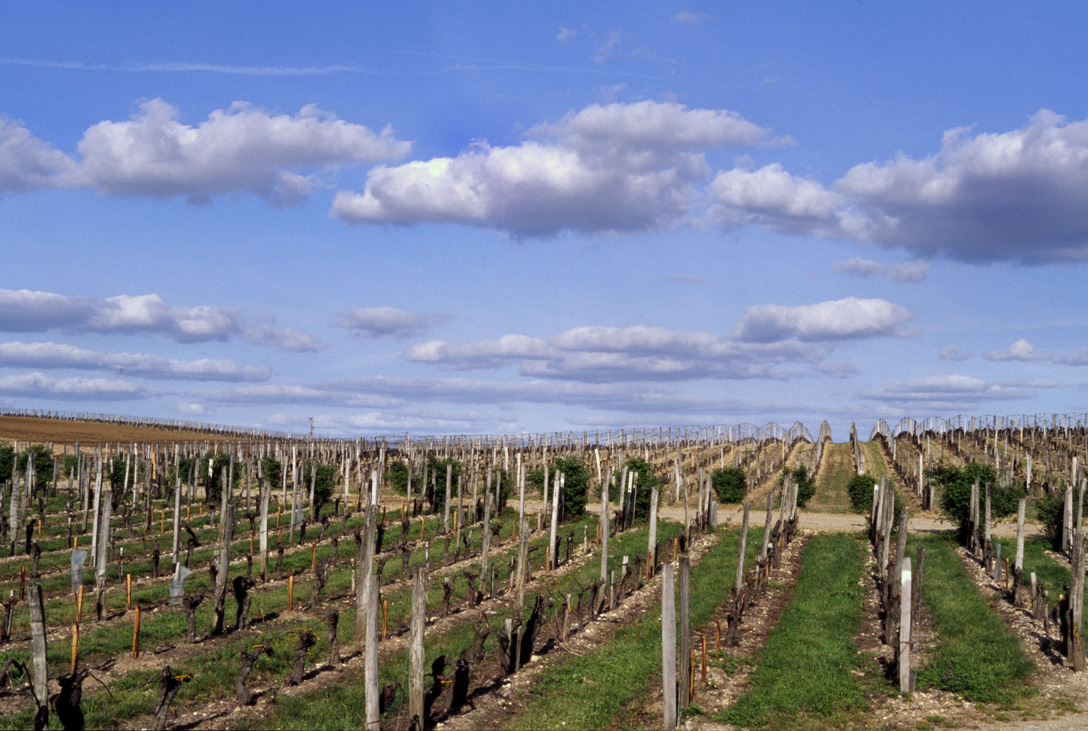
サン＝テミリオン地域
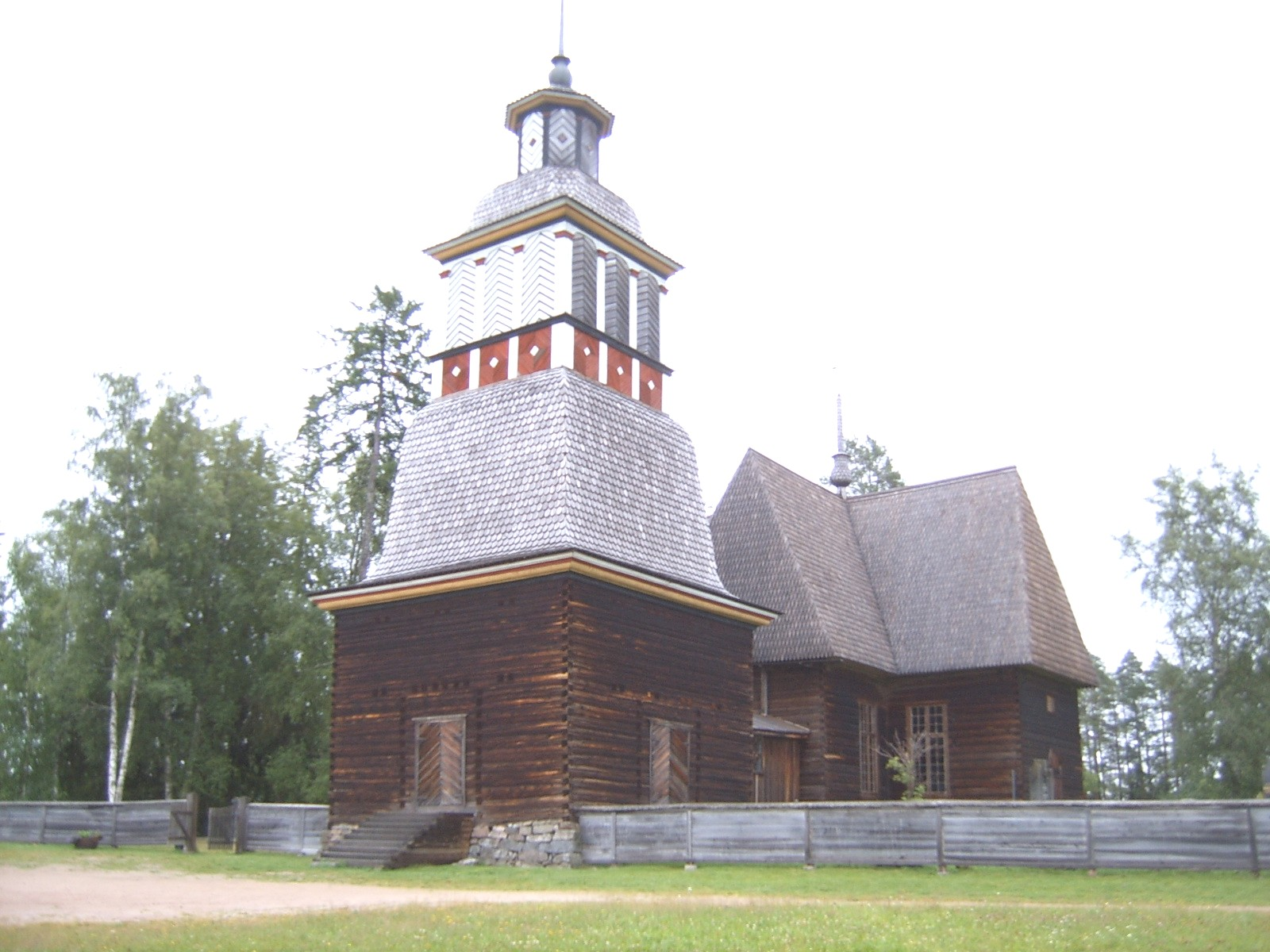
ペタヤヴェシの古い教会
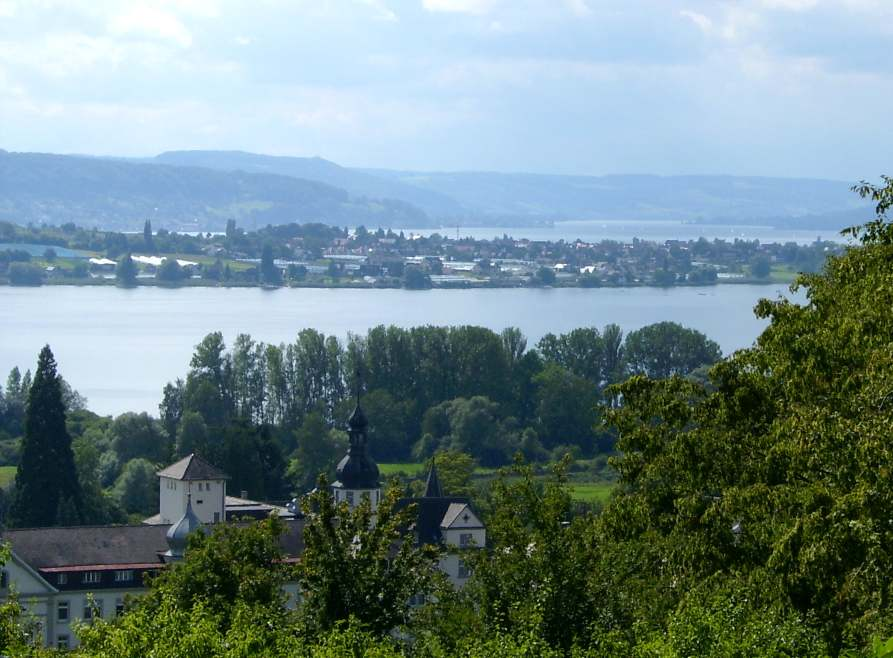
ローマ帝国の国境線
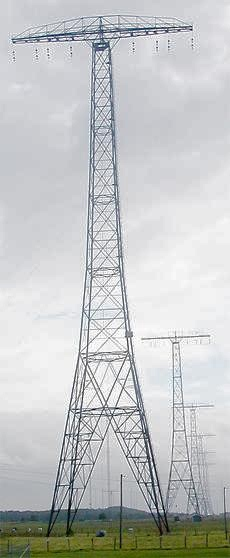
ヴァールベリの無線局
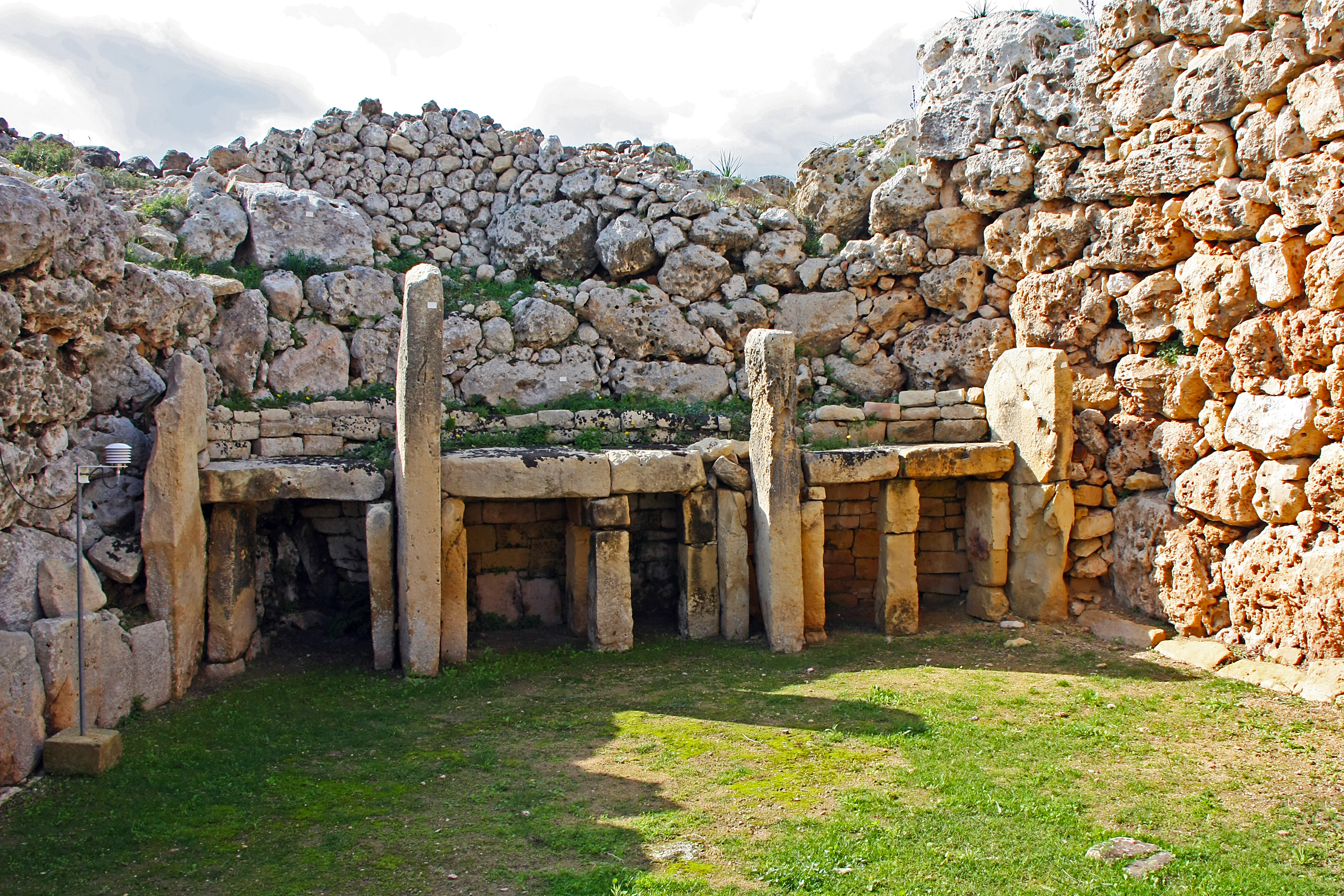
マルタの巨石神殿群

### 北・中央アメリカ

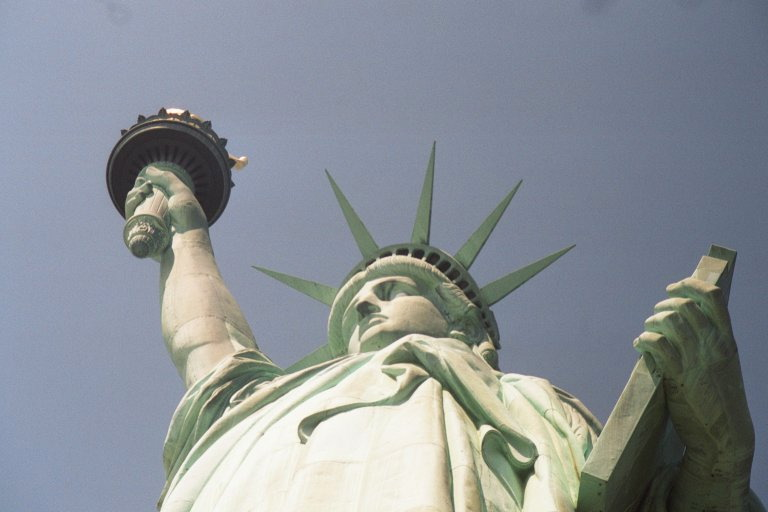
自由の女神像
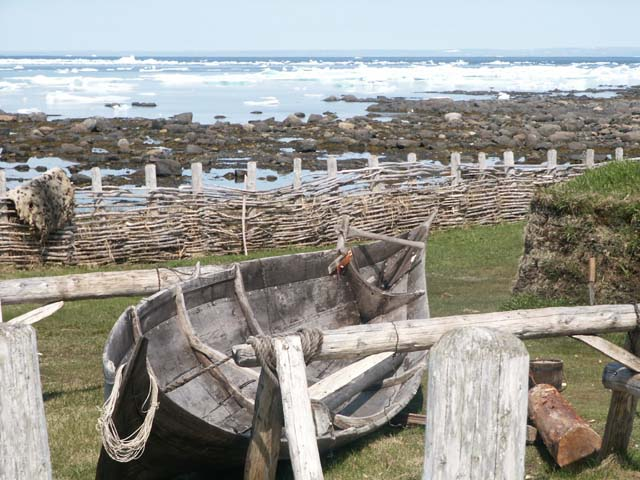
ランス・オ・メドー国定史跡
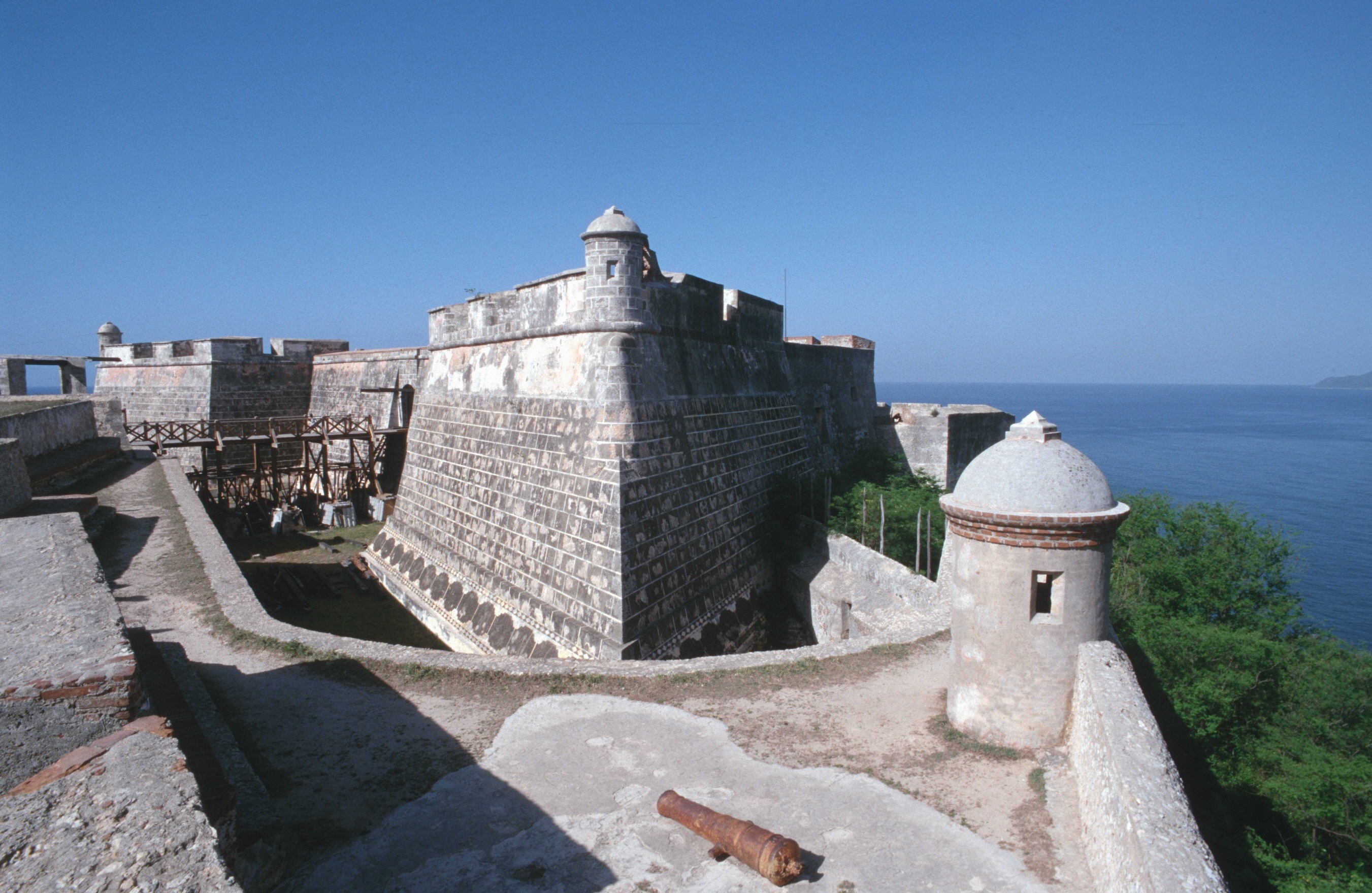
サン・ペドロ・デ・ラ・ロカ城
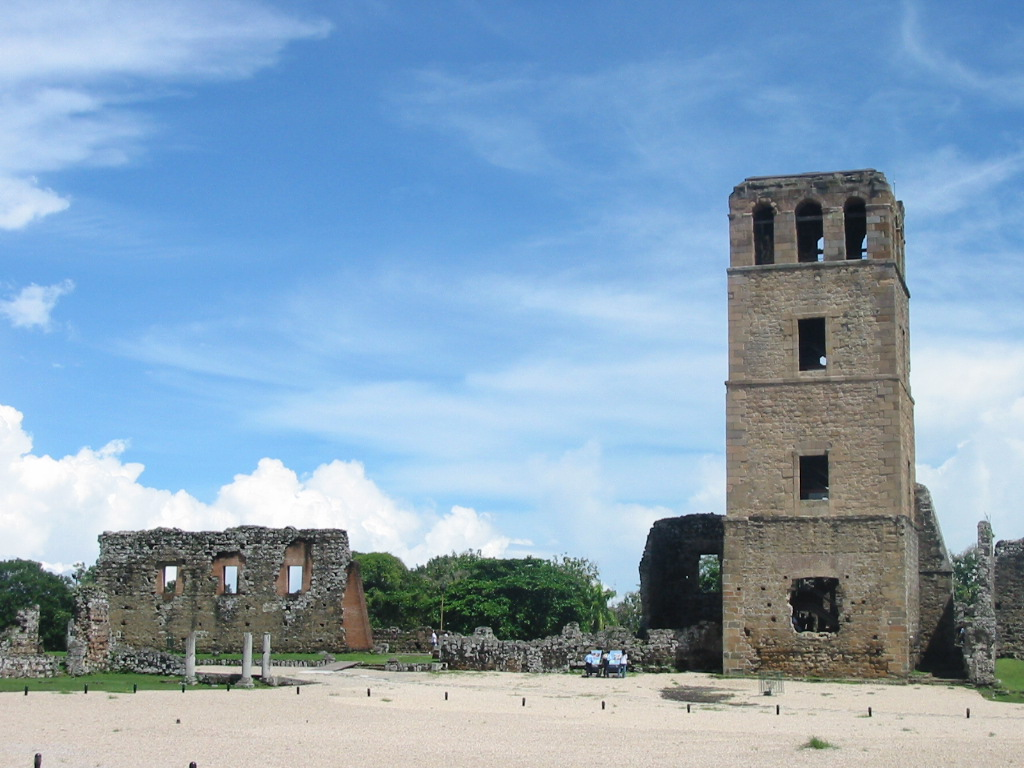
パナマ・ビエホとパナマ歴史地区
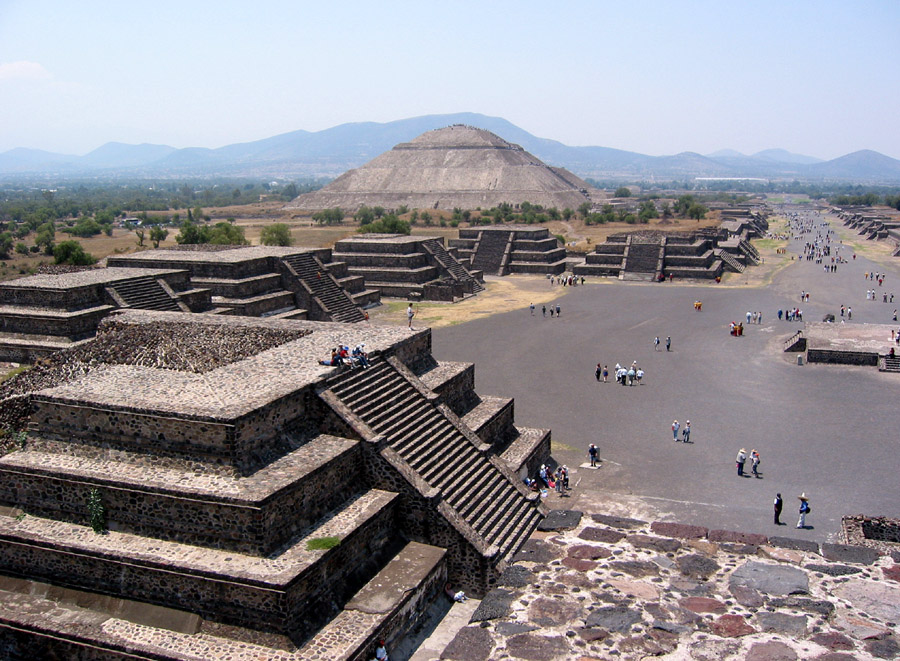
テオティワカン
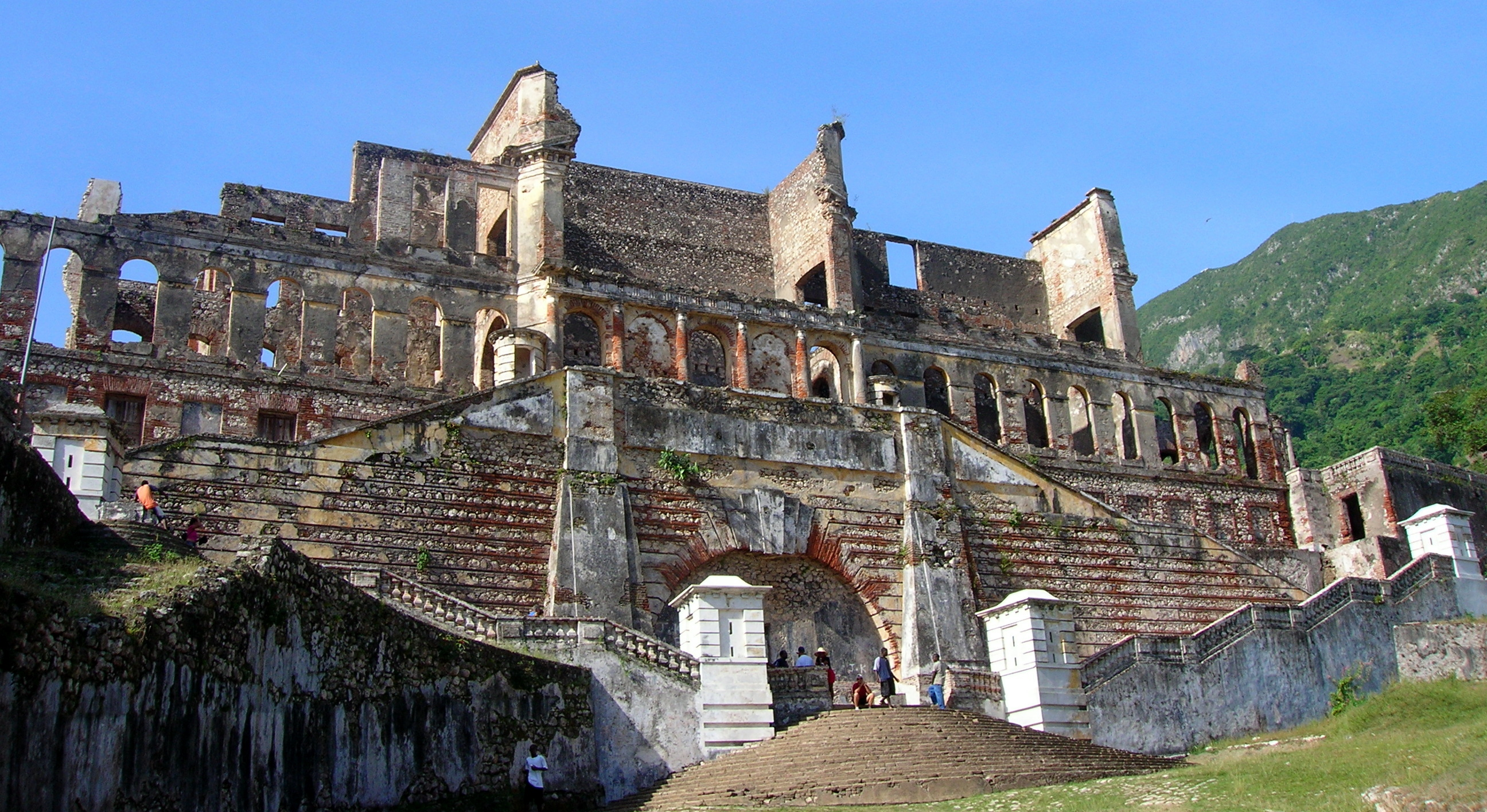
シタデル、サン＝スーシ城、ラミエール国立歴史公園
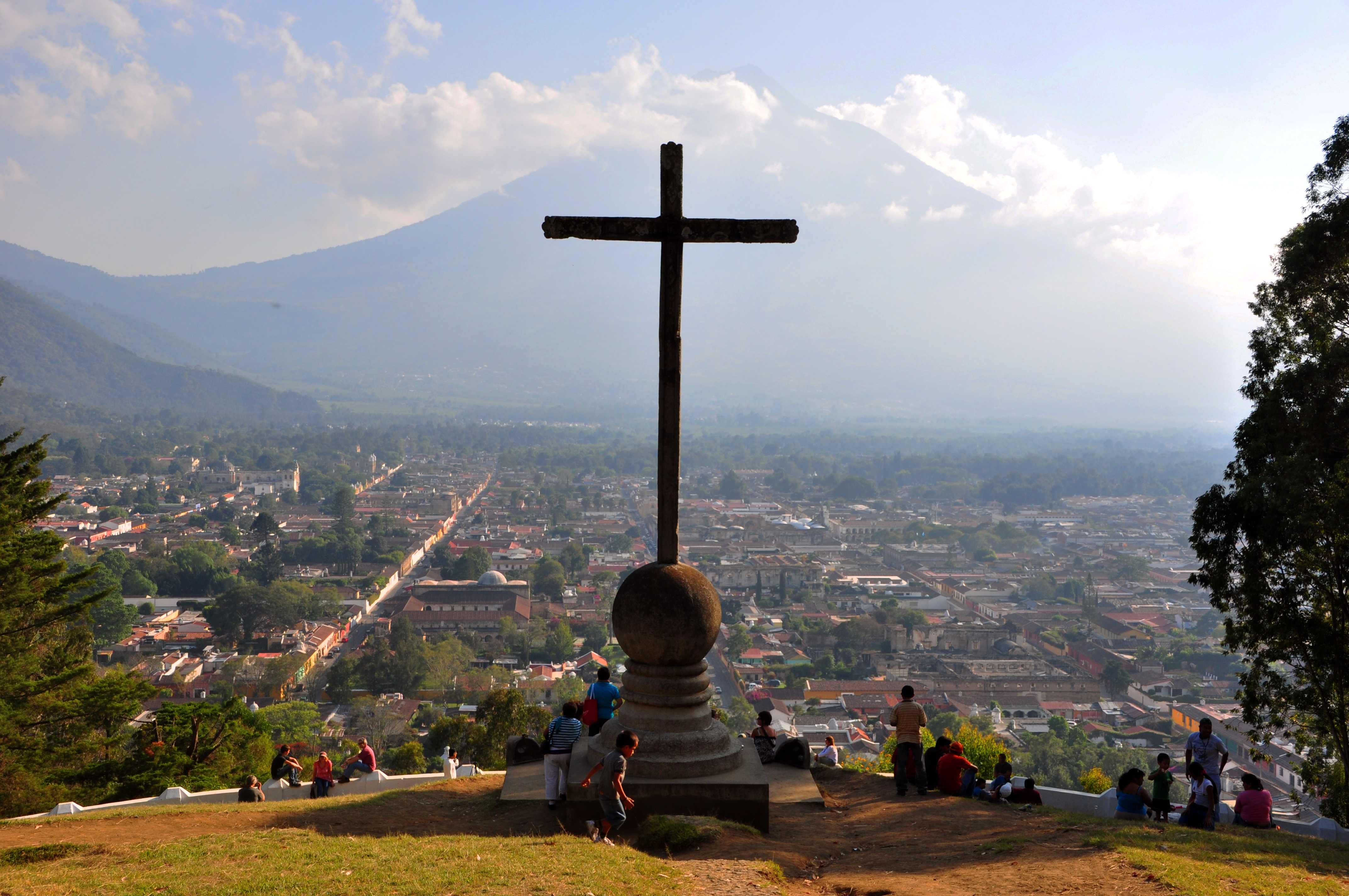
アンティグア・グアテマラ
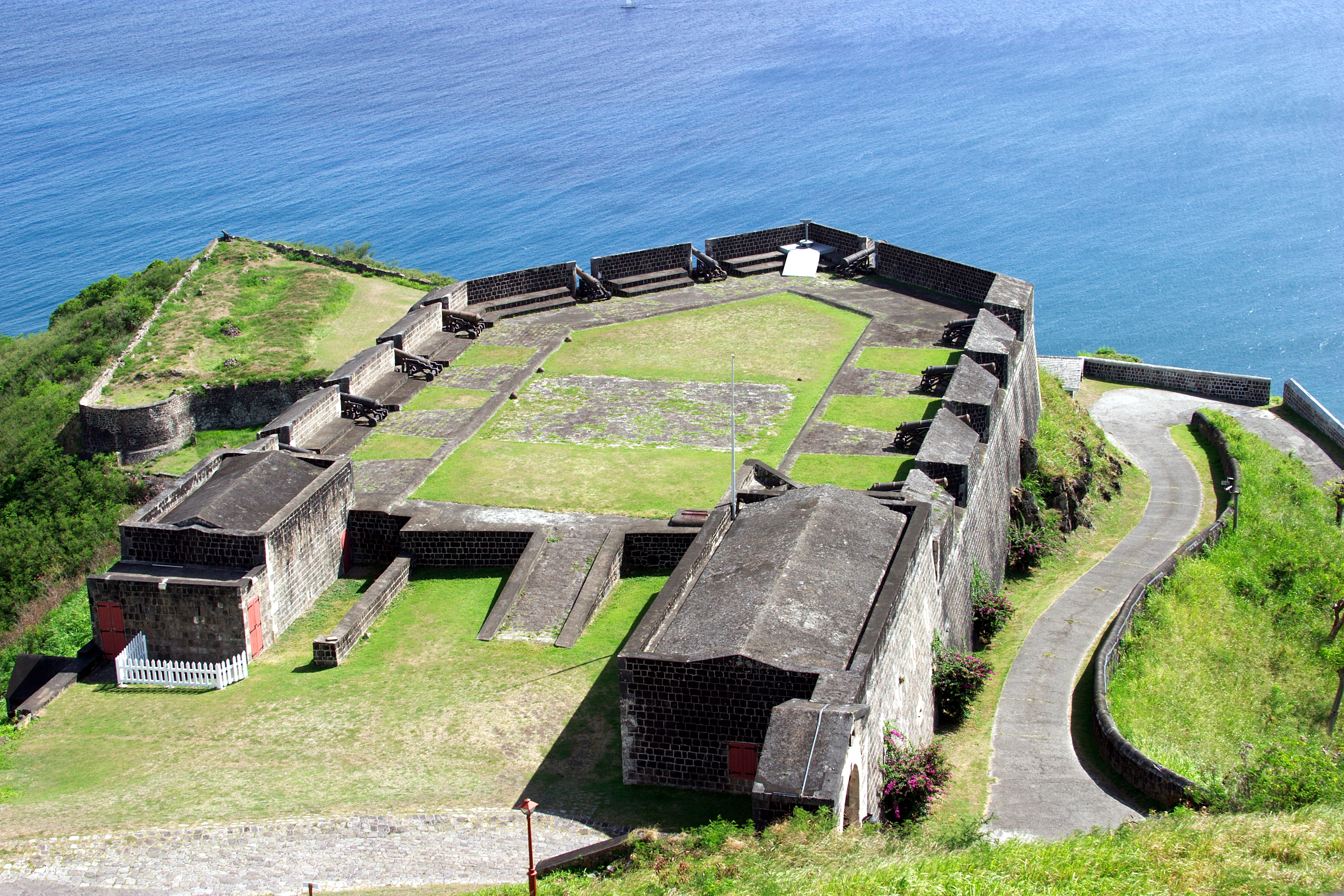
ブリムストーン・ヒル要塞国立公園

### 南アメリカ

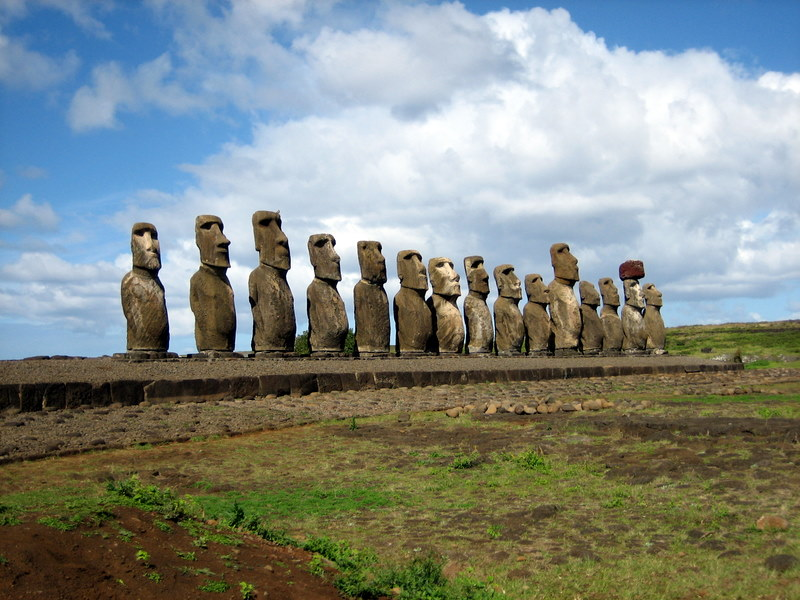
ラパ・ヌイ国立公園
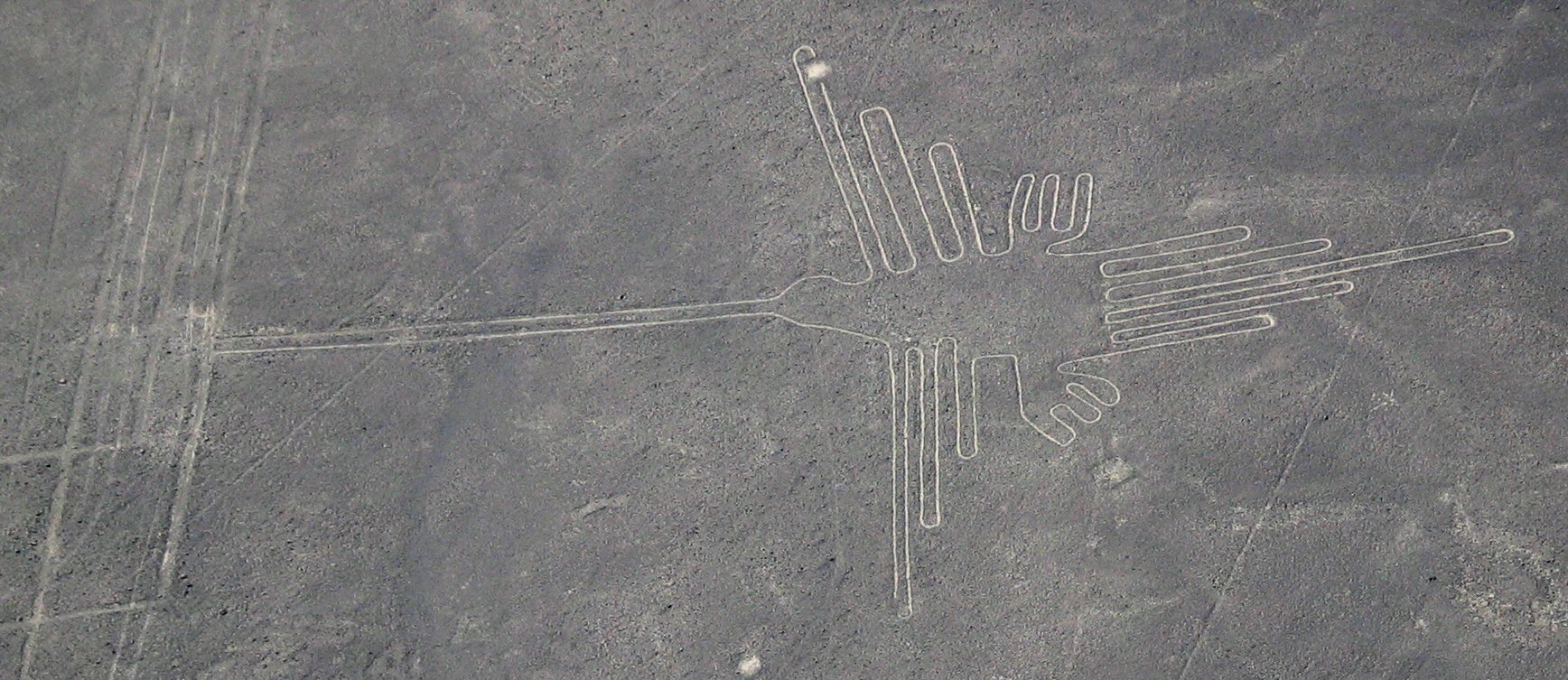
ナスカとフマナ平原の地上絵
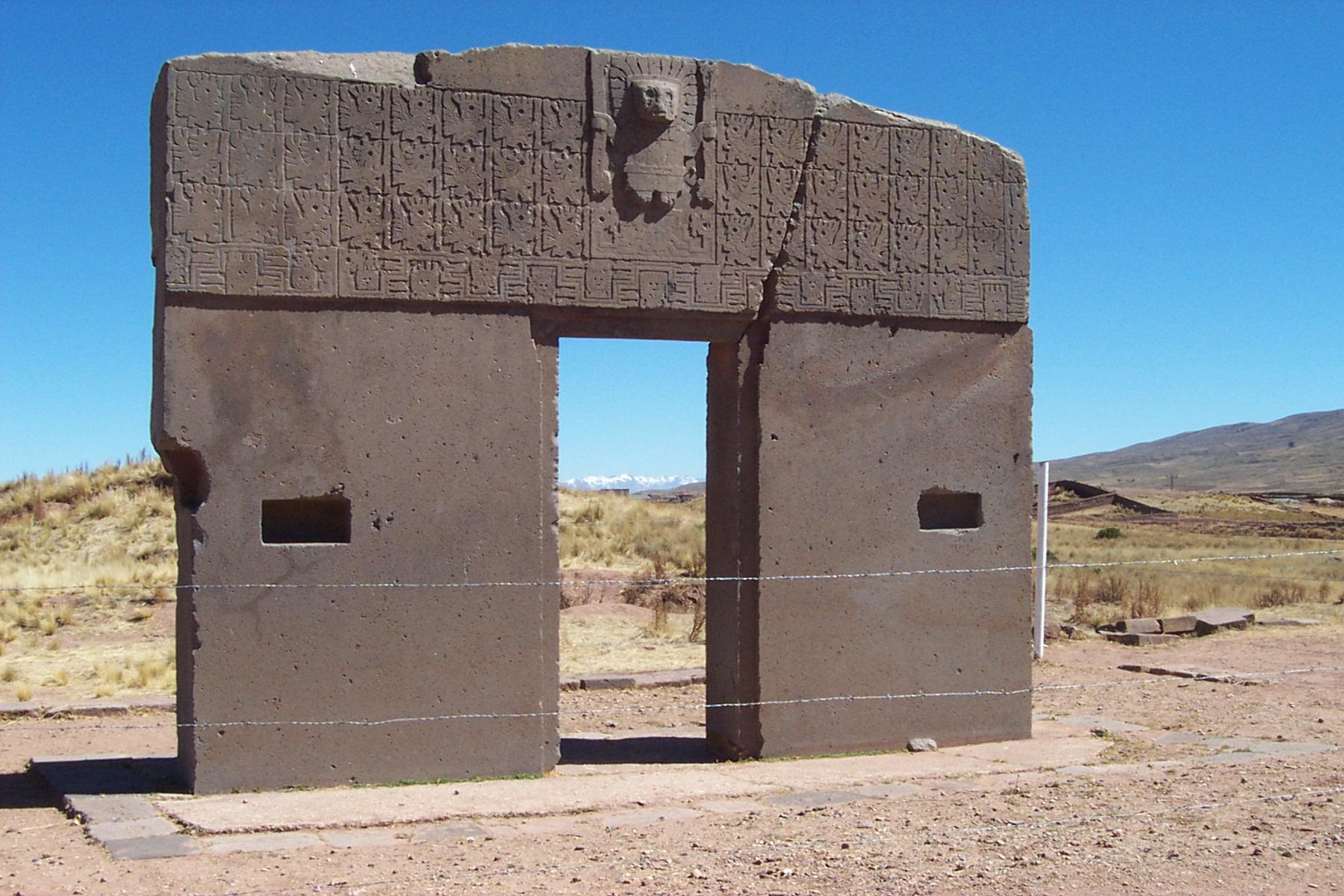
ティワナク
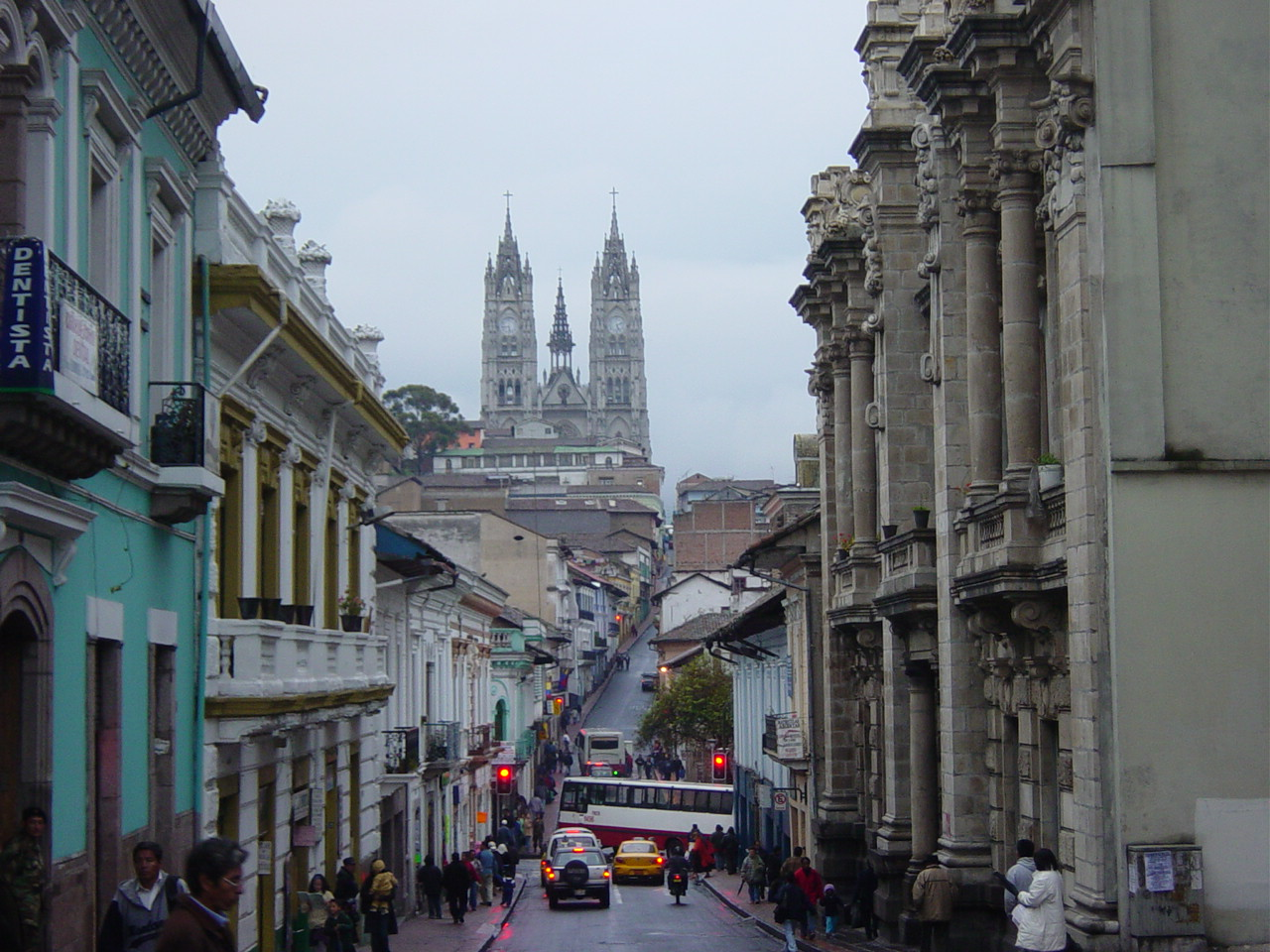
キト市街
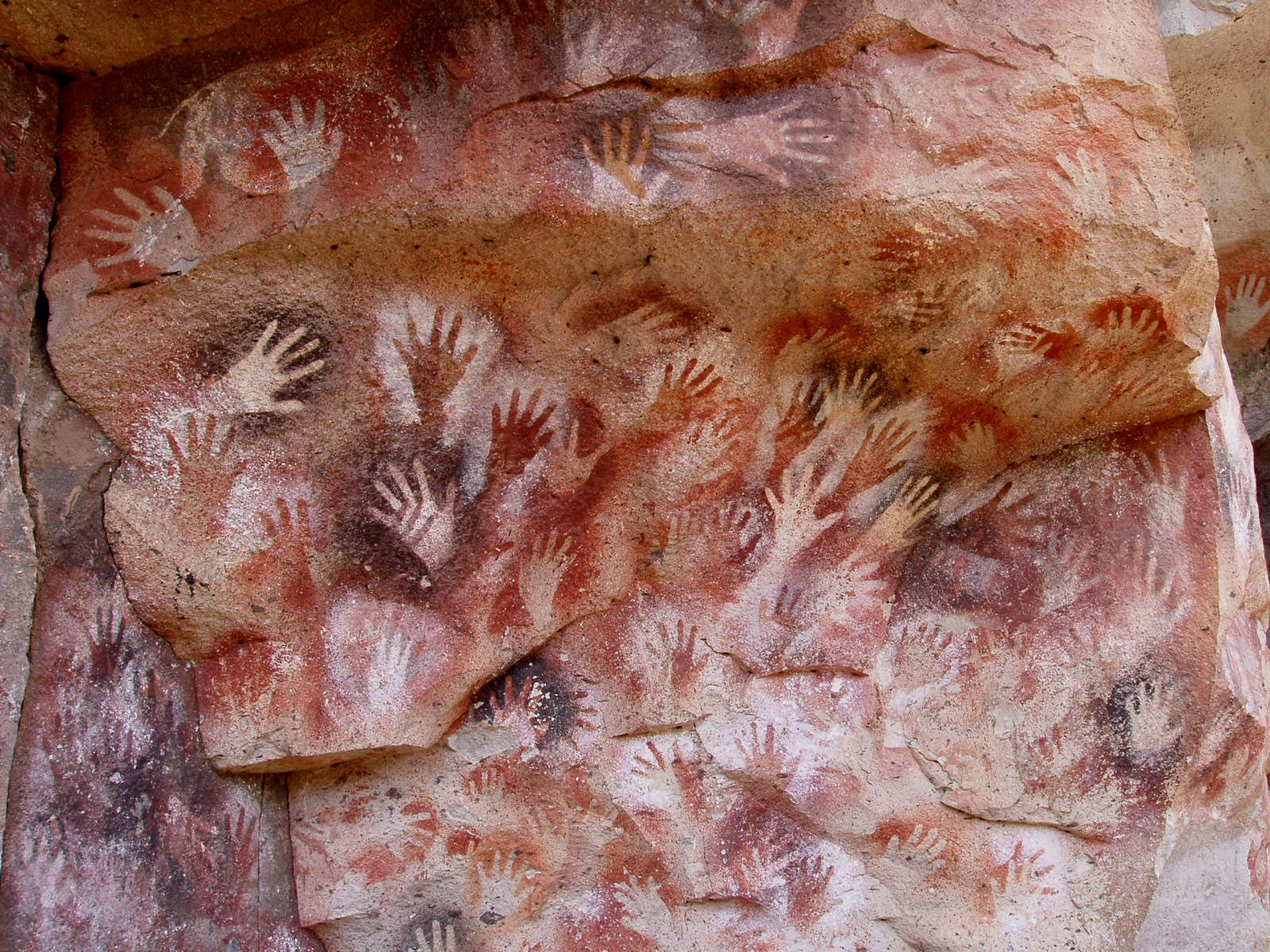
クエバ・デ・ラス・マノス
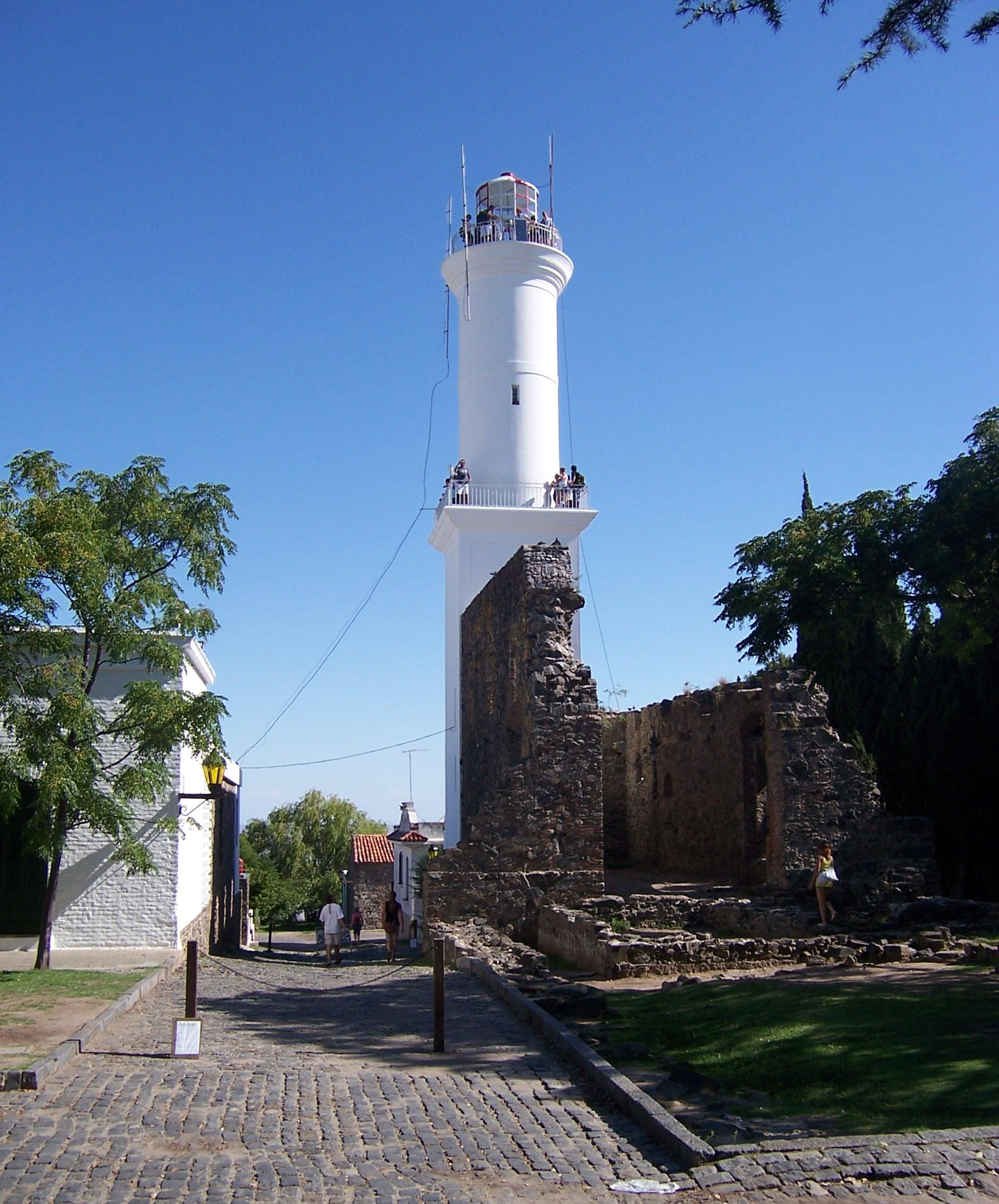
コロニア・デル・サクラメント
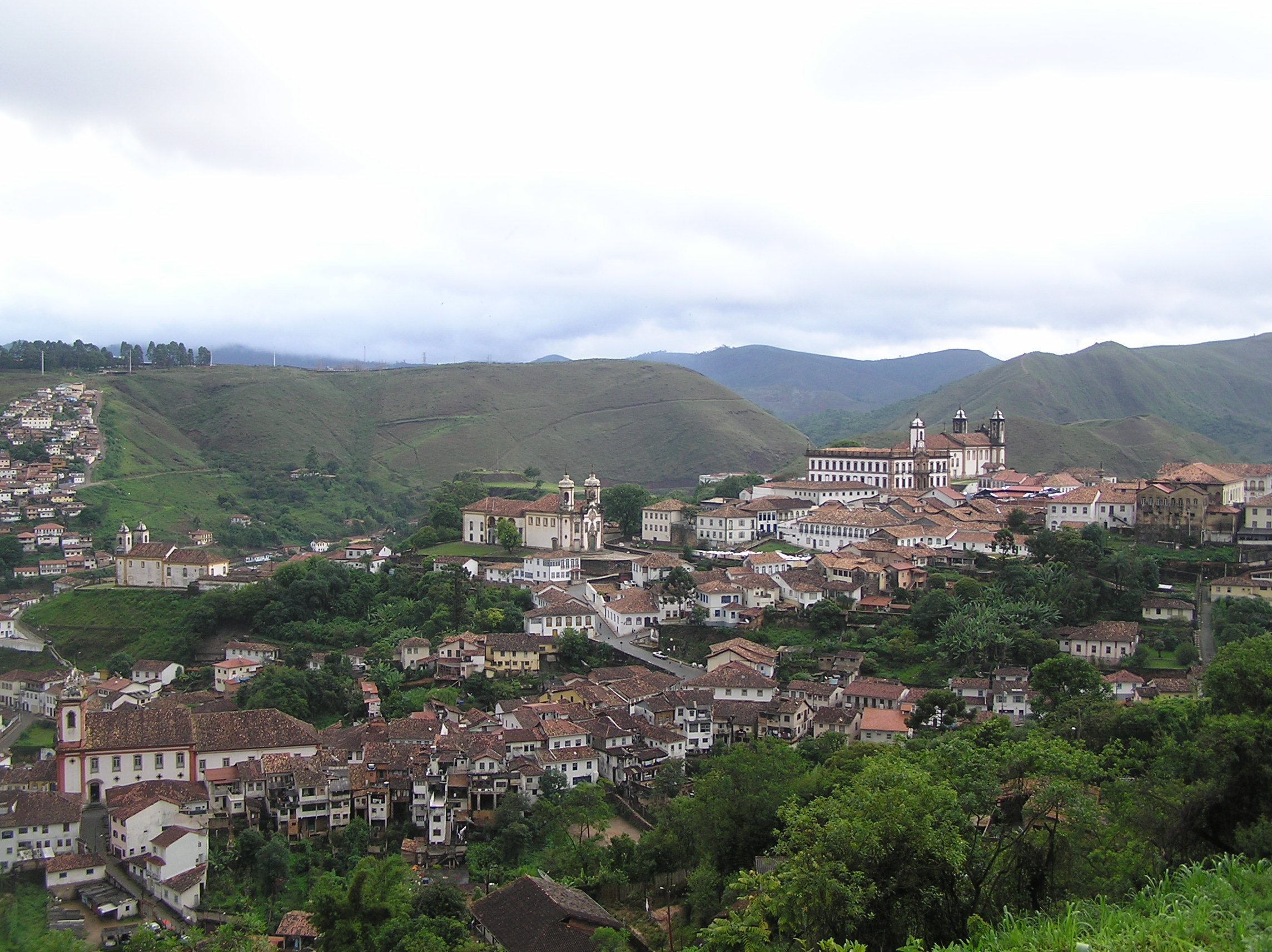
オウロ・プレット
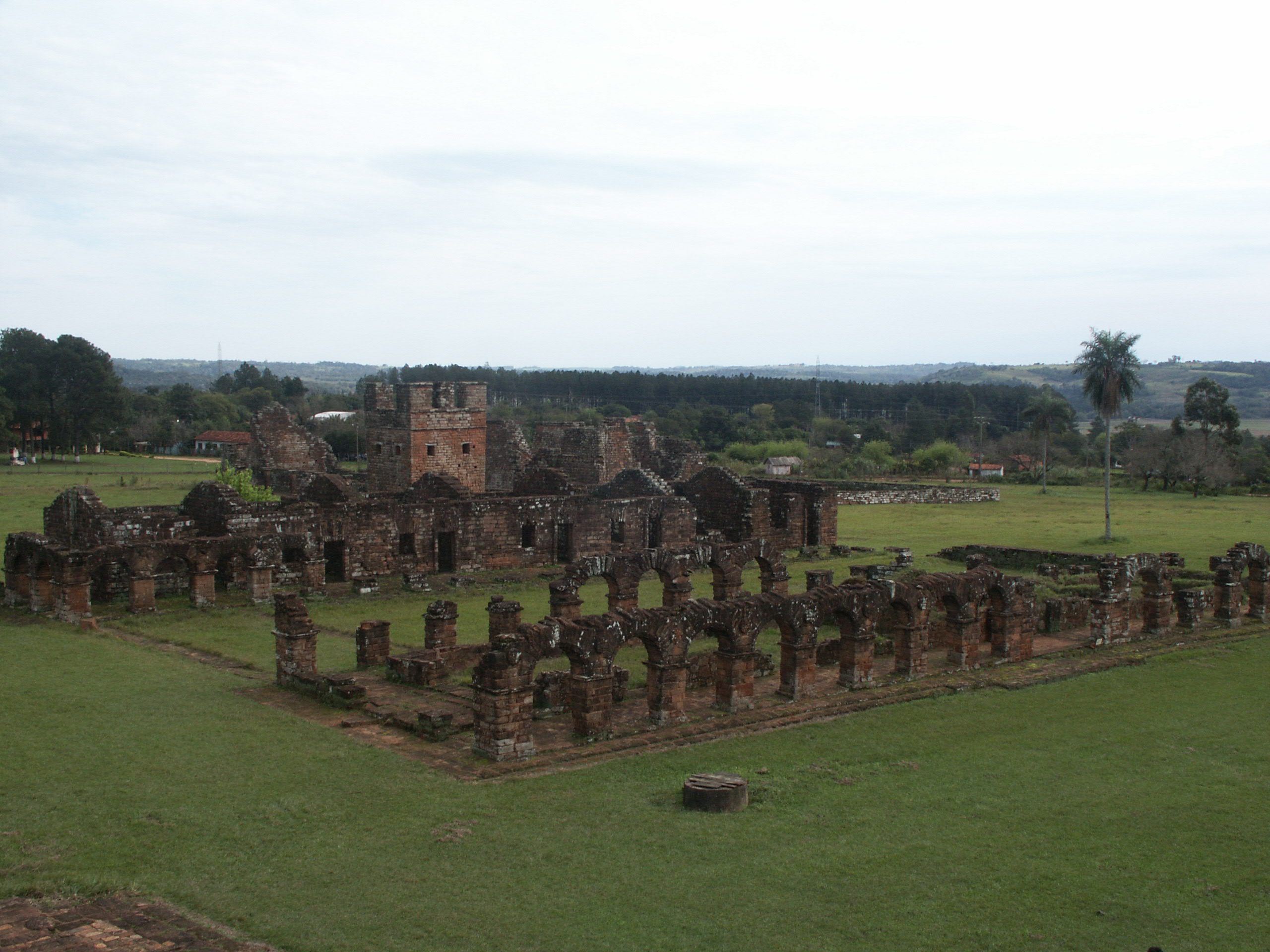
ラ・サンティシマ・トリニダー・デ・パラナとヘスース・デ・タバランゲのイエズス会伝道所群